# Arquitectura del Racó d'Ademús

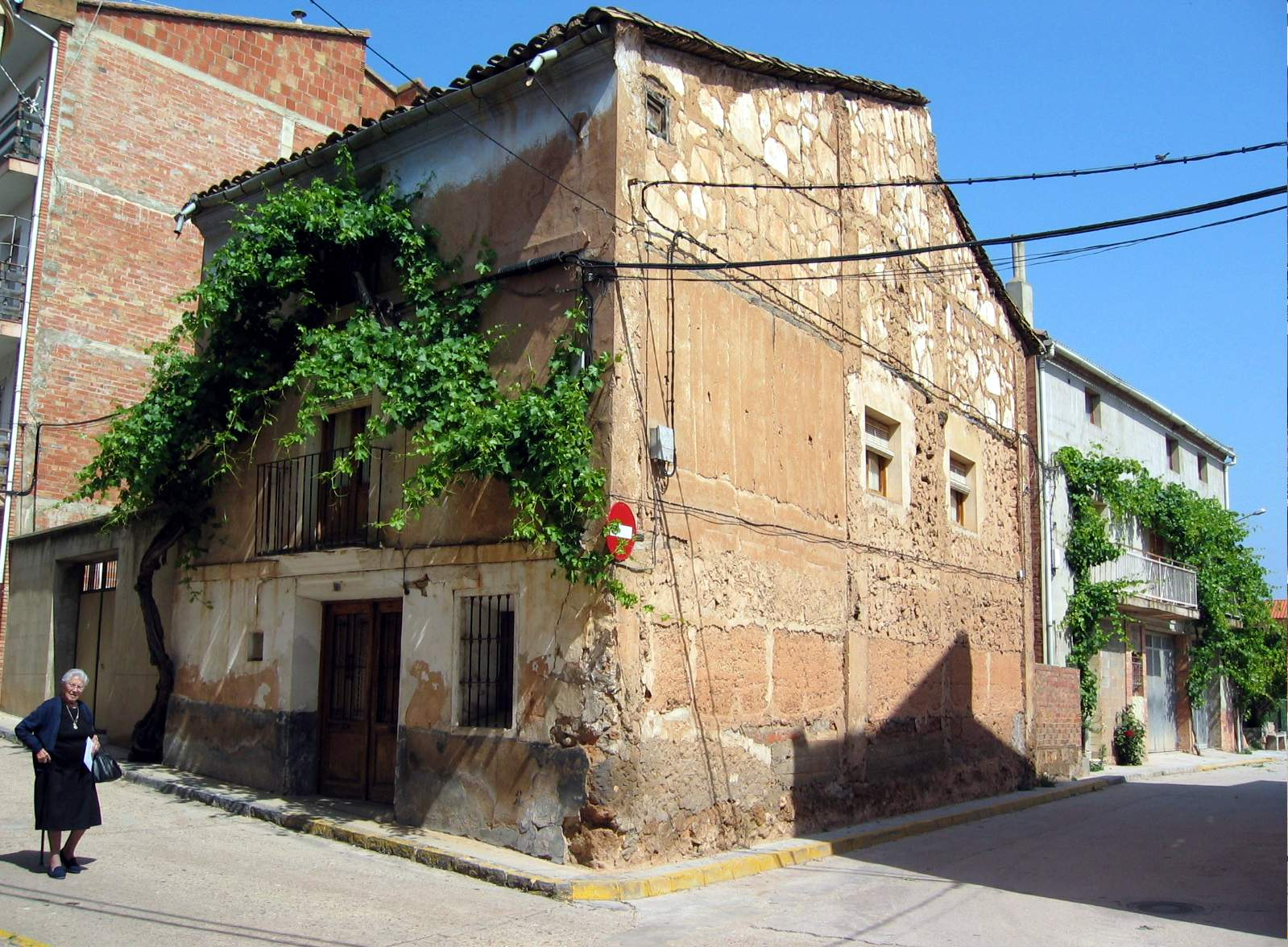
Detall d'arquitectura tradicional a Torre Baixa (Racó d'Ademús), amb maçoneria i tàpia a la part baixa i encofrat de lloses en l'alta (foto: any 2003)

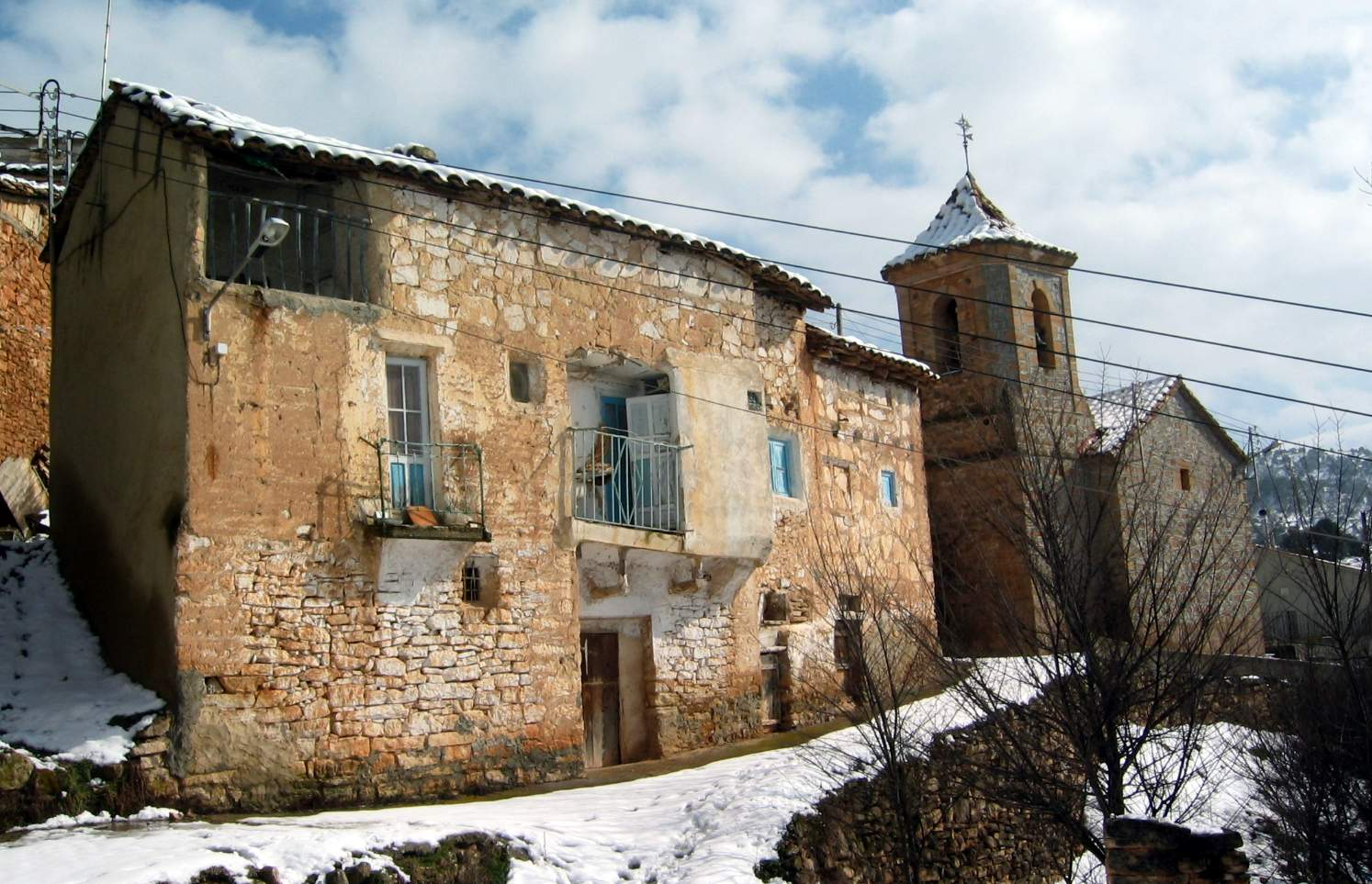
Detall d'arquitectura tradicional al Mas del Olmo, Racó d'Ademús, amb la parroquial al fons

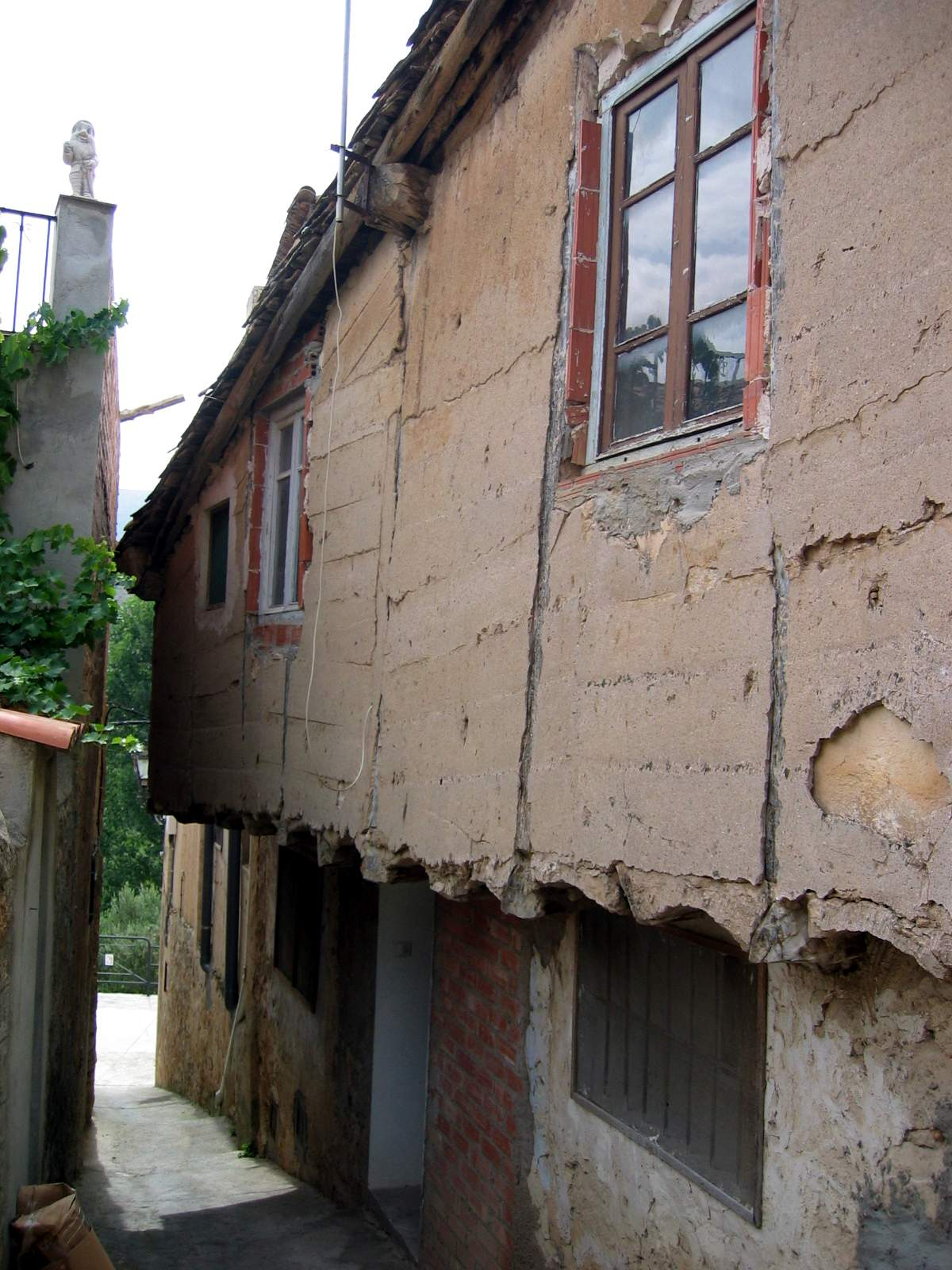
Detall d'arquitectura tradicional a Cases Altes (Racó d'Ademús, foto: any 2003)

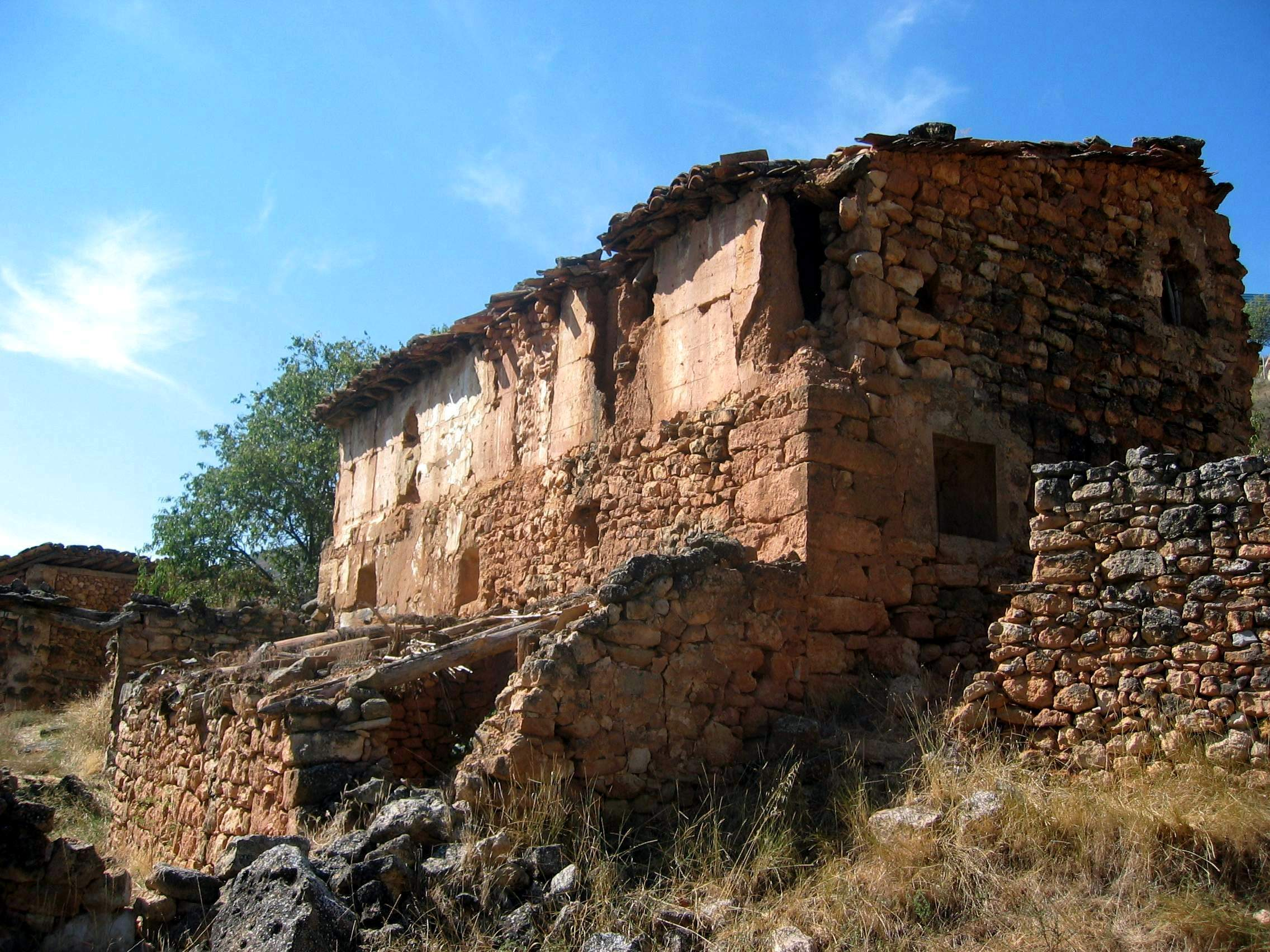
Vista d'arquitectura tradicional a las Casas de la Balsa (Racó d'Ademús), amb detall de diferents elements constructius

L'arquitectura del Racó d'Ademus és la pròpia d'aquesta comarca del ponent del País Valencià.
Per arquitectura tradicional o vernacla s'ha d'entendre la que s'origina com a resposta a les necessitats particulars d'una zona, en aquest cas un territori rural de l'interior peninsular, eminentment muntanyenc, amb escassa pluviositat i economia agropecuària, poc habitat i de població dispersa, segons s'evidencia a les Casas de la Balsa, Casas de Guerrero, Casas del Soto, Rento de Altamira.

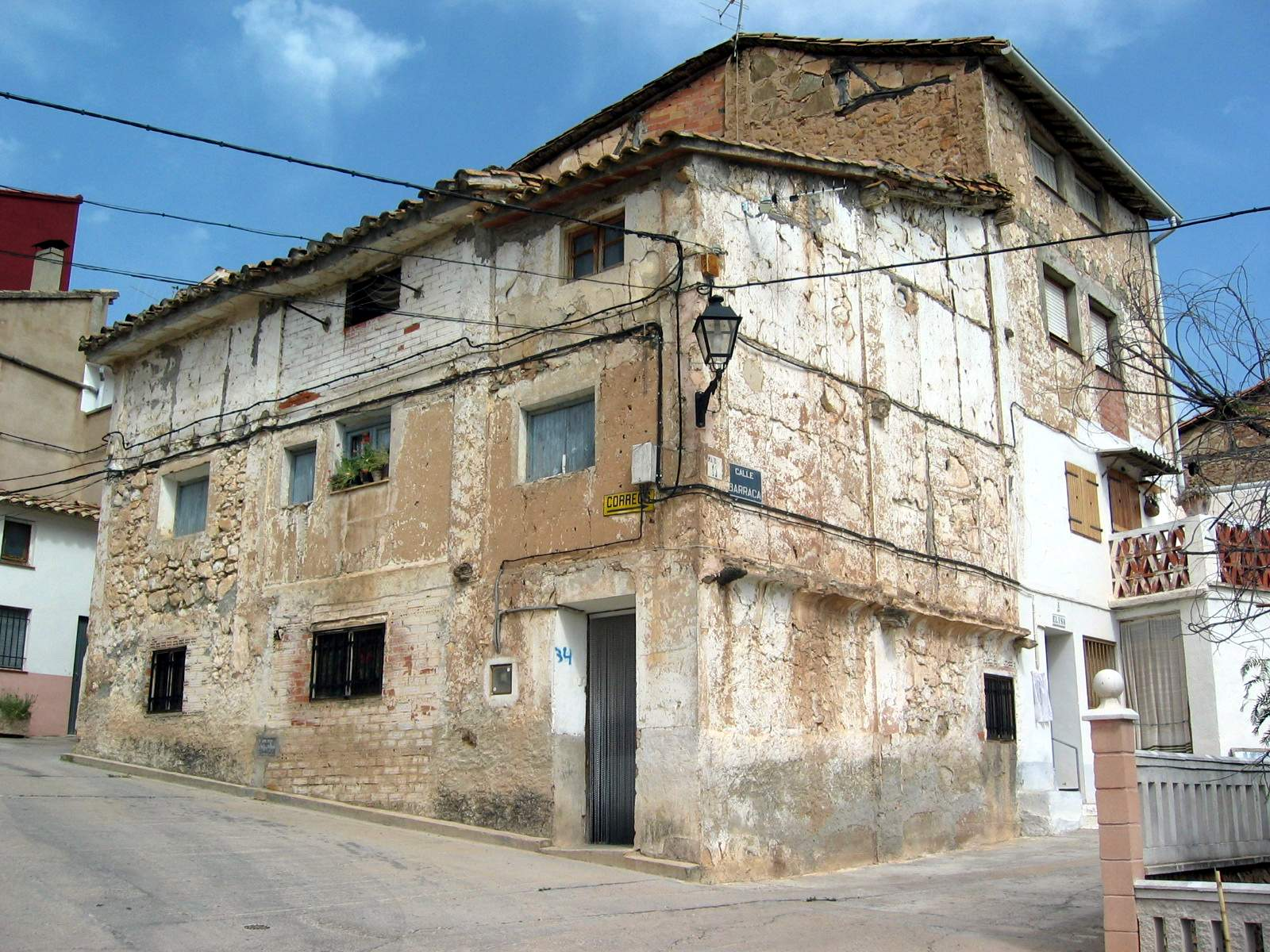
Detall d'arquitectura tradicional (vernacla) a Cases Altes (Racó d'Ademús), any 2003

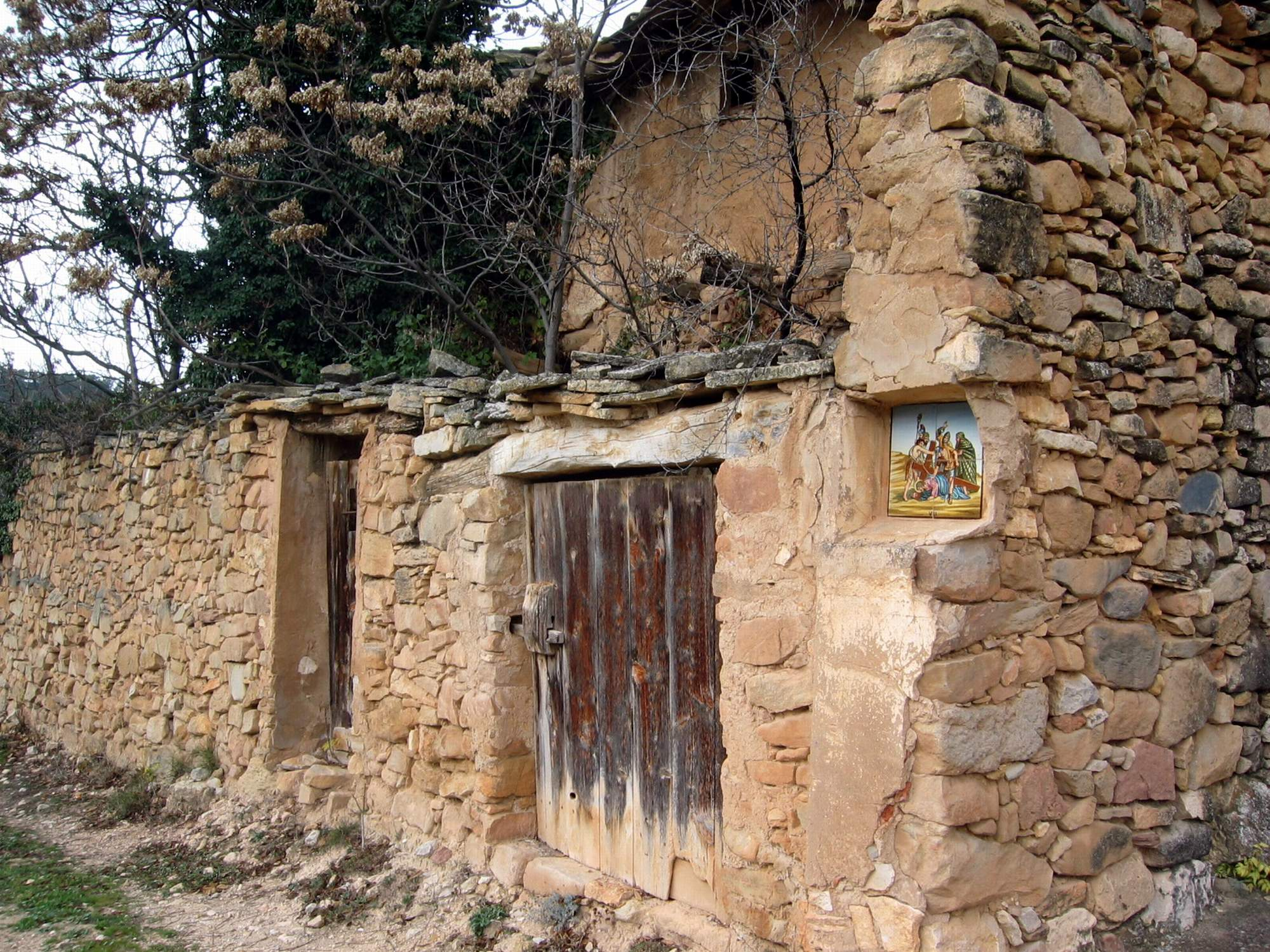
Detall d'arquitectura tradicional (vernacla), amb mur de maçoneria, descobert amb lloses horitzontals sobre les llindes, a Val de la Sabina, Racó d'Ademús, any 2013

## Història
El Racó d'Ademús és una comarca situada als confins del País Valencià, entre la de Conca (per Castella-la Manxa) i la Terol (per Aragó). La seua instauració política prové de la baixa edat mitjana (segle xiii), i la seua denominació secular prové de les viles que originàriament la van formar –Ademús i Castielfabib: en els documents antics es diu de «terres d'Ademús», «terres de Castielfabib», «universitat d'Ademús», «universitat de Castielfabib»-, i el seu nom actual prové del s. XVIII.
L'actual territori comarcal es compon de set municipis: Ademús, Cases Altes, Cases Baixes, Castielfabib, la Pobla de Sant Miquel, Torre Baixa i Vallanca, que es distribueixen els 370 km² que el conformen, Ademús i Castielfabib en són les jurisdiccions més extenses i matricials, d'on procedeixen les altres.
La dedicació tradicional dels seus habitants ha estat el sector primari, l'agricultura i la ramaderia, i la seua evolució demogràfica es relaciona amb les diferents etapes econòmiques per les quals ha passat la comarca: «ramader-forestal» (segle xiii-segle xviii), «expansió agrícola» (s. XVIII-s. XIX) i «crisi agrícola-territorial» (s. XX-segle xxi).
Demogràficament, el territori arribà al clímax poblacional a començaments del segle xx, amb 11.194 habitants (1920), però en l'actualitat es troba pràcticament despoblat, amb menys de 2.500 habitants.
Les representacions històriques relatives a l'urbanisme dels pobles són escasses, Cavanilles en les seues Observacions (1795) diu de la vila de Vallanca que es troba «en una costa ràpida; els seus carrers i edificis sense gust, ni més comoditats que les necessàries per a l'abric dels veïns, cavalleries i fruits». El mateix naturalista diu de les cases d'Ademús: que «tret d'algunes edificades amb solidesa i comoditat, totes anuncien pobresa i mal gust, com destinades a pagesos sense luxe».
Aquesta falta de gust i comoditats en les edificacions d'ambdues viles podrien estar relacionades amb la penúria econòmica de les gents de llavors, extensiva a la de l'estat espanyol, immersa en la situació de penúria de la Hisenda Pública de finals del segle xviii. A mitjan s. XIX la situació no havia canviat massa, car Madoz (1847) escriu de Cases Altes: «Té unes 180 cases, bastant mesquines al seu interior i d'aspecte pobre», i diu alguna cosa semblant de Cases Baixes: «Té unes 200 cases de mala construcció i poques comoditats».

Les fotografies més antigues de Castielfabib i Vallanca -conservades a l'«Institut Amatller d'Art Hispànic» (1917)- evidencien que l'urbanisme no havia millorat massa respecte del descrit en èpoques anteriors: 
| «                                                               | «carrers de terra, façanes de tàpia lluïda d'algeps, amb el buit de les finestres (i entrades de las cases) emblanquinades, balcons de fusta tornejada, denuncien una arquitectura rural, igualment humil i freturosa, basada en els elements més senzills i econòmics». | » |
| — Del paisatge, ànima del Racó d'Ademús, Alfredo Sánchez Garzón | |   |

En convivència amb l'anterior hi ha una estètica més antiga (medieval i renaixentista), com es reflecteix en construccions monumentals públiques i privades: església parroquial de Nostra Senyora dels Àngels de Castellfabib (segle xiii-s. XVIII), Ermita de la Mare de Déu de l'Horta a Ademús (segle xiii), torrassa i Casa gran dels Garcés de Marcilla a Torrealta (s. XVI-s. XVII). El mateix podria dir-se de la Casa gran del Soto a Ademús (1661), i de la Casa gran i torrassa de los Picos de Torre Baixa, solar dels Ruiz de Castellblanque (s. XVII-XVIII).

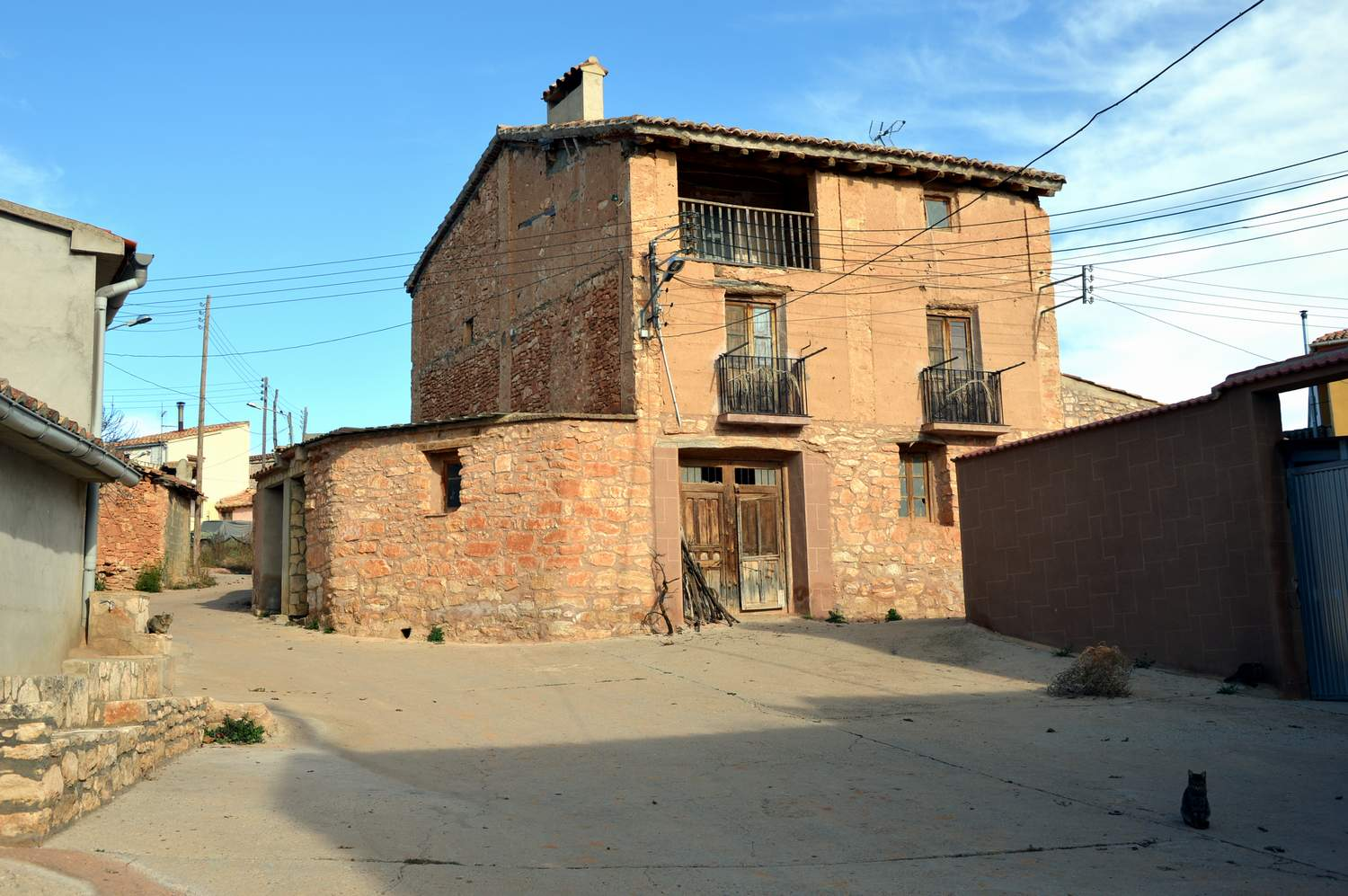
Construcció vernacla a Mas del Olmo, Ademús, any 2015

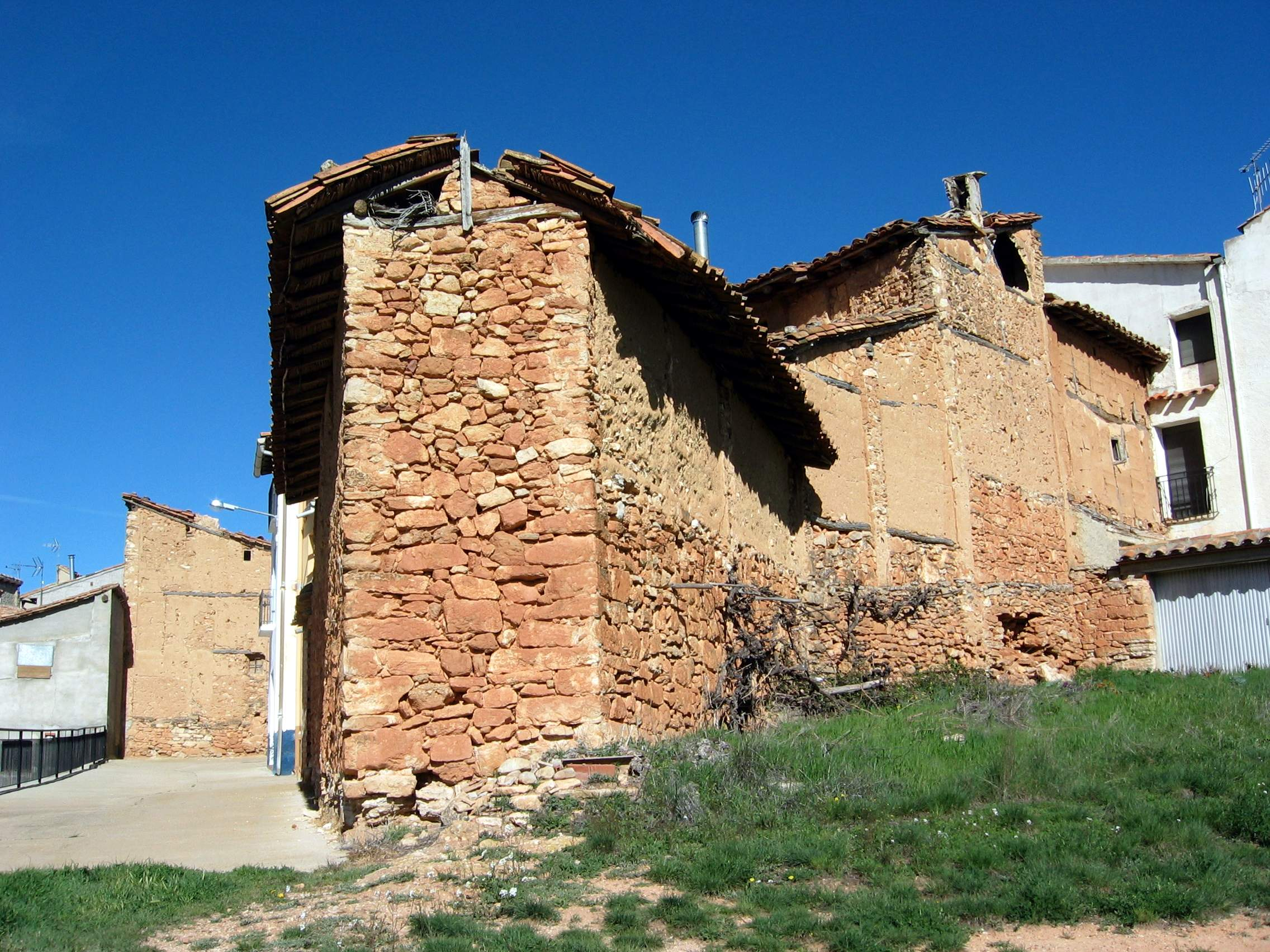
Construcció vernacla a Mas del Olmo, Ademús, any 2015

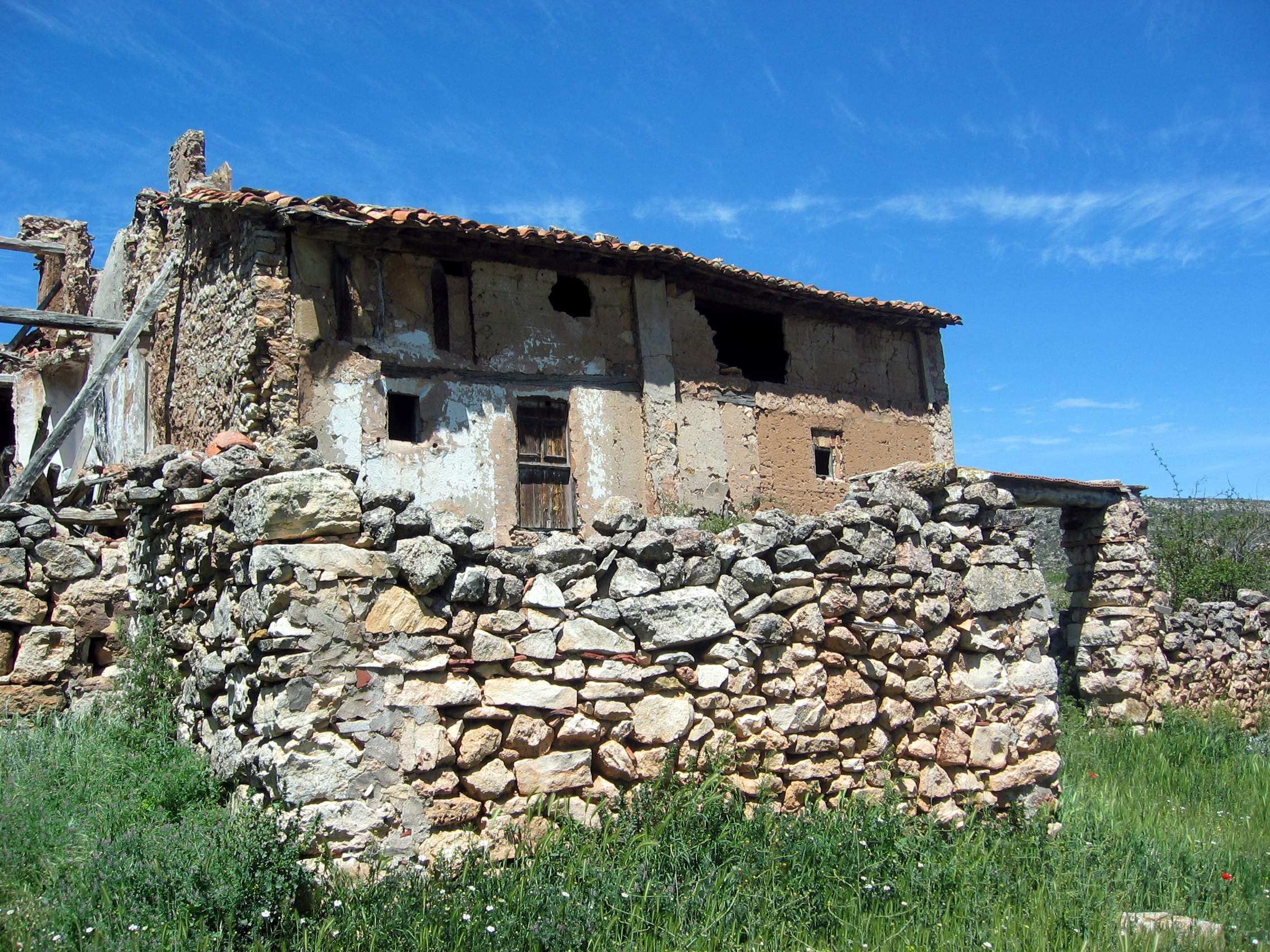
Detall de construcció tradicional (vernacla) al mas de Tóveda de Arriba, any 2015

## Descripció

### Una classificació no categòrica
Per comprendre els diferents tipus d'agrupacions urbanístiques de la zona, i basant-se en diferents criteris (orogràfics, geològics, climàtics…), Fernando Vegas assaja una aproximació científica a l'arquitectura tradicional del Racó d'Ademús «evitant un enfocament bucòlic, pintoresc o populista». Emmarcant l'urbanisme en el paisatge proposa una classificació «no categòrica» de la comarca; divideix en territori en tres franges: una zona central (incloent el centre de la comarca, representat per la vall del Túria, Ebron i Boïlgues), una zona d'Arroyo Cerezo (incloent la porció occidental, al voltant de la Mola del Royo) i una zona de la Pobla de Sant Miquel (a la porció oriental de la comarca, que correspon als contraforts de la serra de Javalambre i serra de Tortajada).

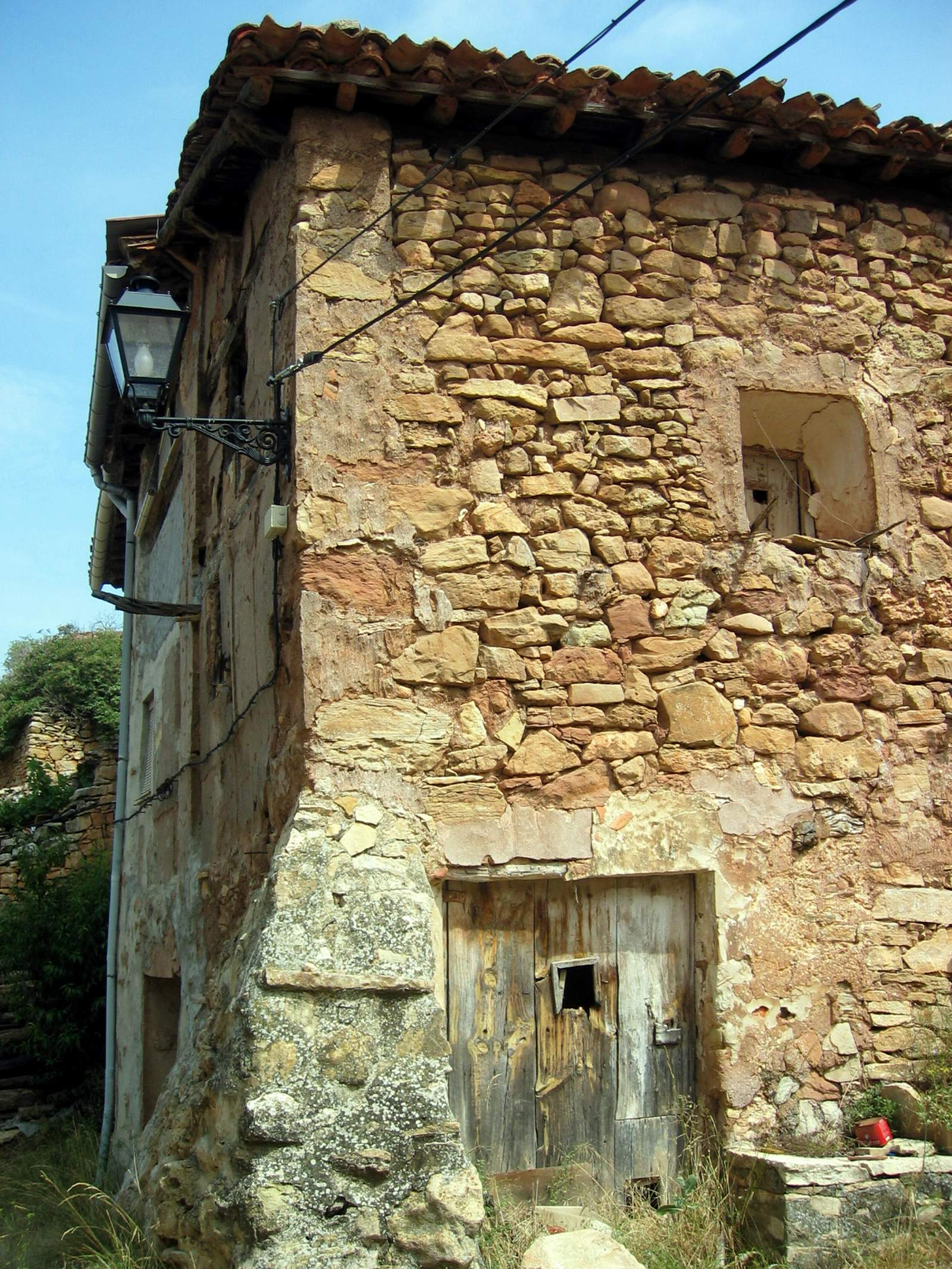
Detall d'arquitectura tradicional a Sesga, Racó d'Ademús, any 2007

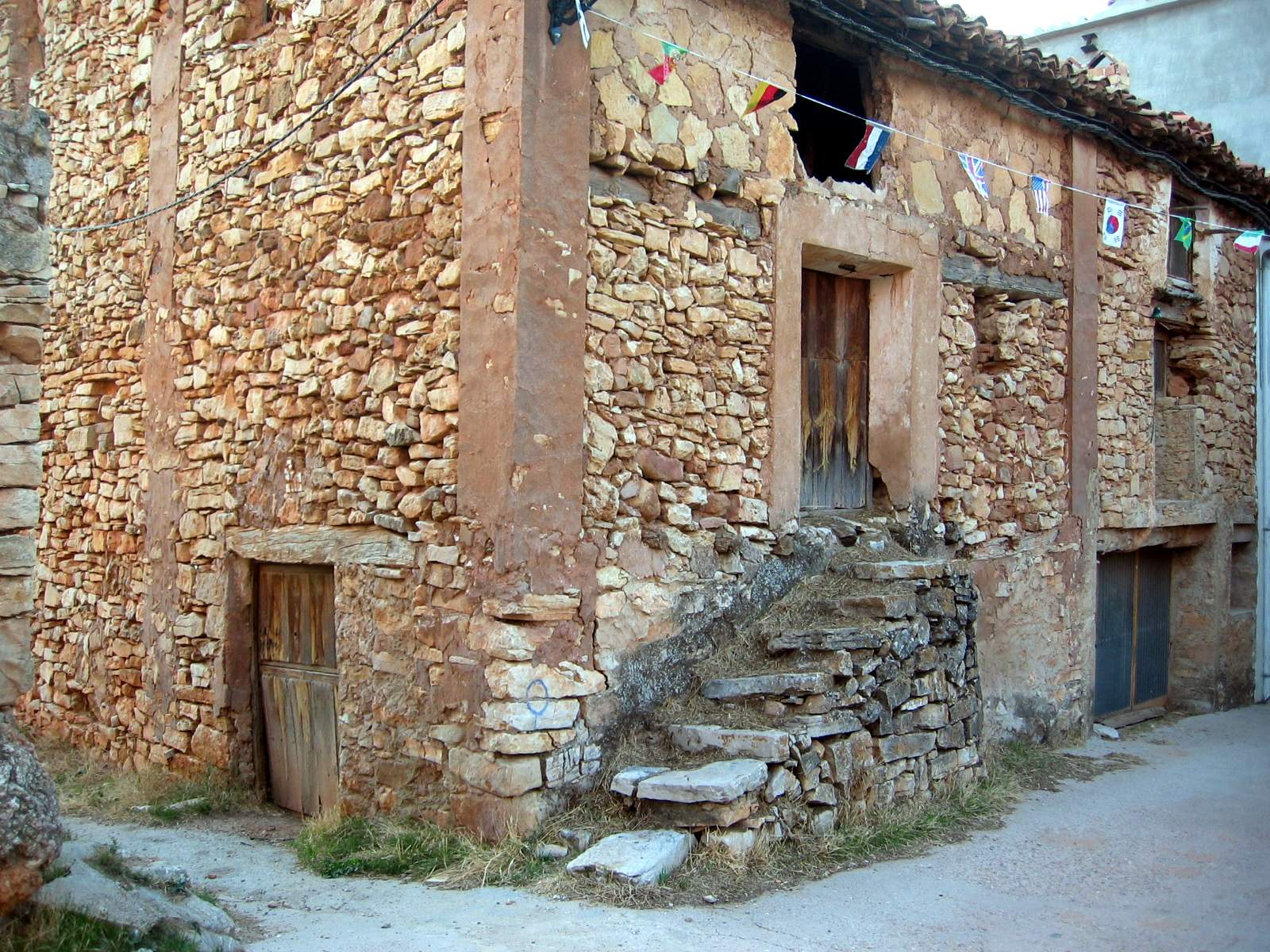
Detall d'arquitectura tradicional a Sesga, Racó d'Ademús, any 2007

### Materials de construcció inorgànics
Entre els materials, com a element de construcció destaca la pedra, per l'abundància, a despit de la terra crua o la ceràmica, la qual cosa ha redundat en la integració dels edificis en el seu ambient natural: pedra viva, pedra tosca, gres, etc. Per la seua duresa i difícil maneig, la pedra viva s'utilitza en les fàbriques dels murs, mentre que les tosques, més fàcils de treballar, apareixen als murs de les construccions secundàries (magatzems, corrals, pallers), tot i que amb excepcions, car hi ha cases a Los Santos totalment aixecades en aquest tipus de pedra. El fàcil llaurat d'aquesta pedra i la seua duresa fa que la vegem també en edificis notables, com el campanar del llogaret d'Arroyo Cerezo, el de la parroquial de Vallanca i en algunes parts de l'església fortalesa de Castielfabib. Així mateix, l'abundància de lloses de pedra calcària d'espessor variable i bona grandària a la zona oriental (Mas del Olmo, Ademús), ha fet aparéixer les peculiars construccions conegudes com a barraques de pedra seca existents a la zona, i els encofrats de llanxes verticals a la part alta d'edificis primaris (zona de cambra en habitatges) i secundaris (pallers).
Pel que fa a l'aglomerant, hi destaca el «morter d'algeps», tradicionalment obtingut de manera artesana, per la relativa abundància d'algeps en algunes zones de la comarca: la pedra es coïa en forns comunals durant un temps determinat (24 hores), després es trituraba i es garbellava. L'algeps obtingut s'utilitzava després, barrejat amb aigua i arena, per a la construcció de pilastres de les cases, forjats, en encofrats, i més aigualit en el revestiment d'interiors. Així mateix, barrejat amb terra crua servia per al semiencofrat de murs exteriors. Un altre aglomerant tradicional a la comarca és el «morter de calç», l'obtenció de la qual és semblant a la de l'algeps però amb una cocció més perllongada (diversos dies), la qual cosa suposava una major despesa, raó per la qual s'usava en la construcció d'edificis de major entitat, civils i religiosos. Aquest aglomerant, però, pot veure's també en construccions particulars de la zona sud-occidental de la comarca, a Vallanca i al seu annex de Negrón. L'aglomerant més utilitzat a la zona, però, ha estat la terra -«terra crua» o «terra barrejada amb palla», fins al punt que la majoria de cases antigues tenen murs de maçoneria fets amb fang, combinat amb palla o algeps: els murs així fets presenten certa elasticitat, la qual cosa afavoria l'assentament de la fàbrica. Dels anys quaranta ençà, per imperatius del mercat, la utilització del morter de ciment s'ha generalitzat en les construccions de la zona, ocasionant certs problemes, enfront dels seus inqüestionables avantatges.
La «terra crua», malgrat la seua abundància a la zona, no s'ha utilitzat massa en la construcció d'edificis, tot i que existeix i és possible veure-la en murs i tàpies. Així mateix, resulta infreqüent veure murs construïts amb tova (terra barrejada amb palla), però n'hi ha algun als ruïnosos edificis abandonats de Las Tóvedas (Castielfabib).
La ceràmica és un material de construcció present a la zona des d'antic, segons pot veure's a les teulades (teula àrab), en poals de vi i en les rajoles de pis. L'existència d'abundants restes de poals manifesta al seu torn la producció vitivinícola de la zona, en total contrast amb l'escassa o nul·la elaboració actual. Les teuleries foren abundants als diferents municipis, prova en són les restes a Ademús, Castielfabib, la Pobla de Sant Miquel, Sesga (Ademús) i Vallanca. La gairebé totalitat de les construccions tradicionals de la comarca tenen cobertes de teula àrab (corba), disposada en canal i cobertora. El fet que la paraula «teulada» derive de «teula» manifesta la importància d'aquesta troballa arquitectònica en la construcció, encara vigent. Un precedent de la coberta de teula pot veure's en les lloses que formen les «falses cúpules de les barraques de pedra seca» presents a la zona.

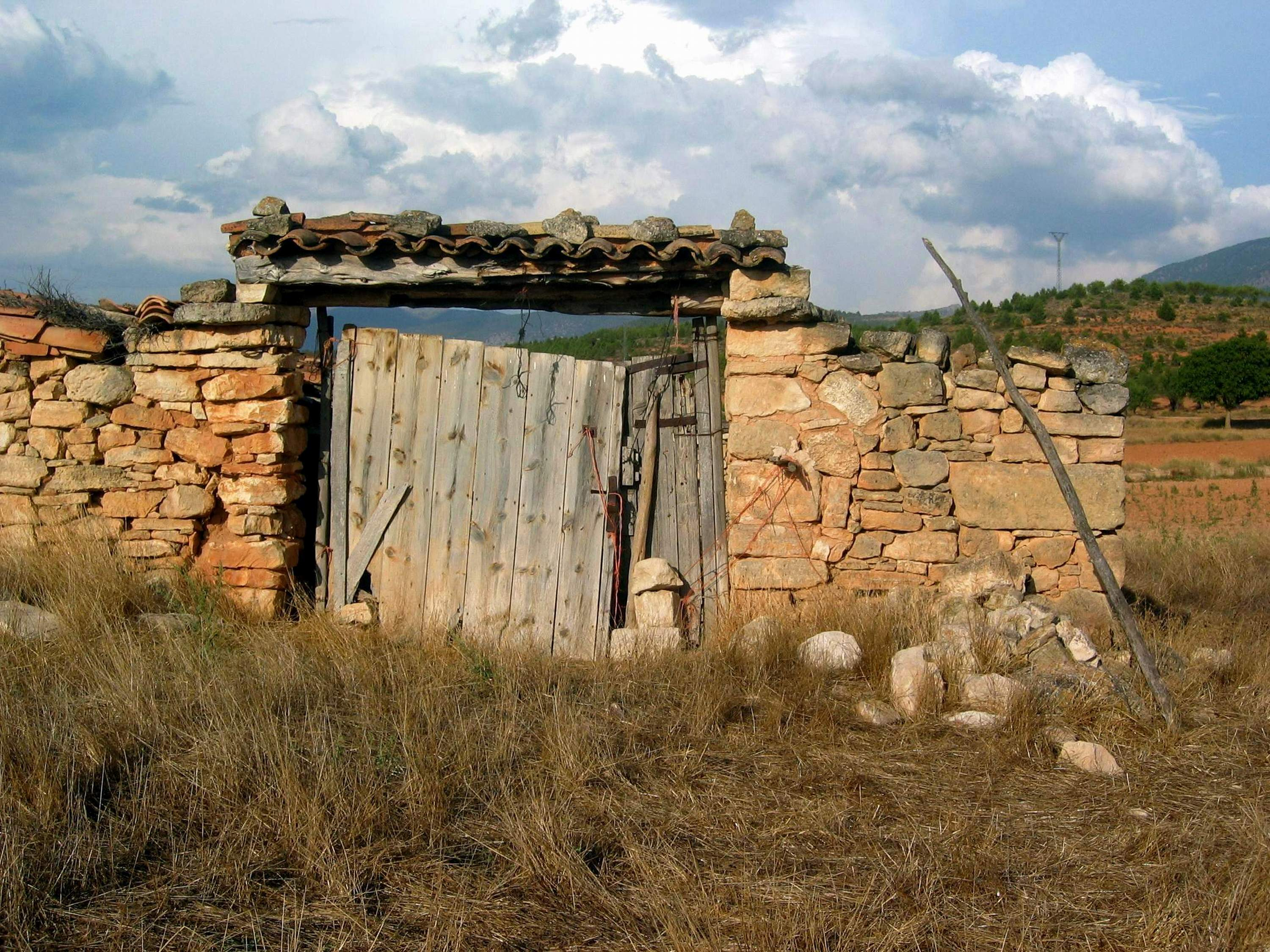
Detall de porta d'entrada a corral i descobert al Mas del Olmo, Ademús, any 2004

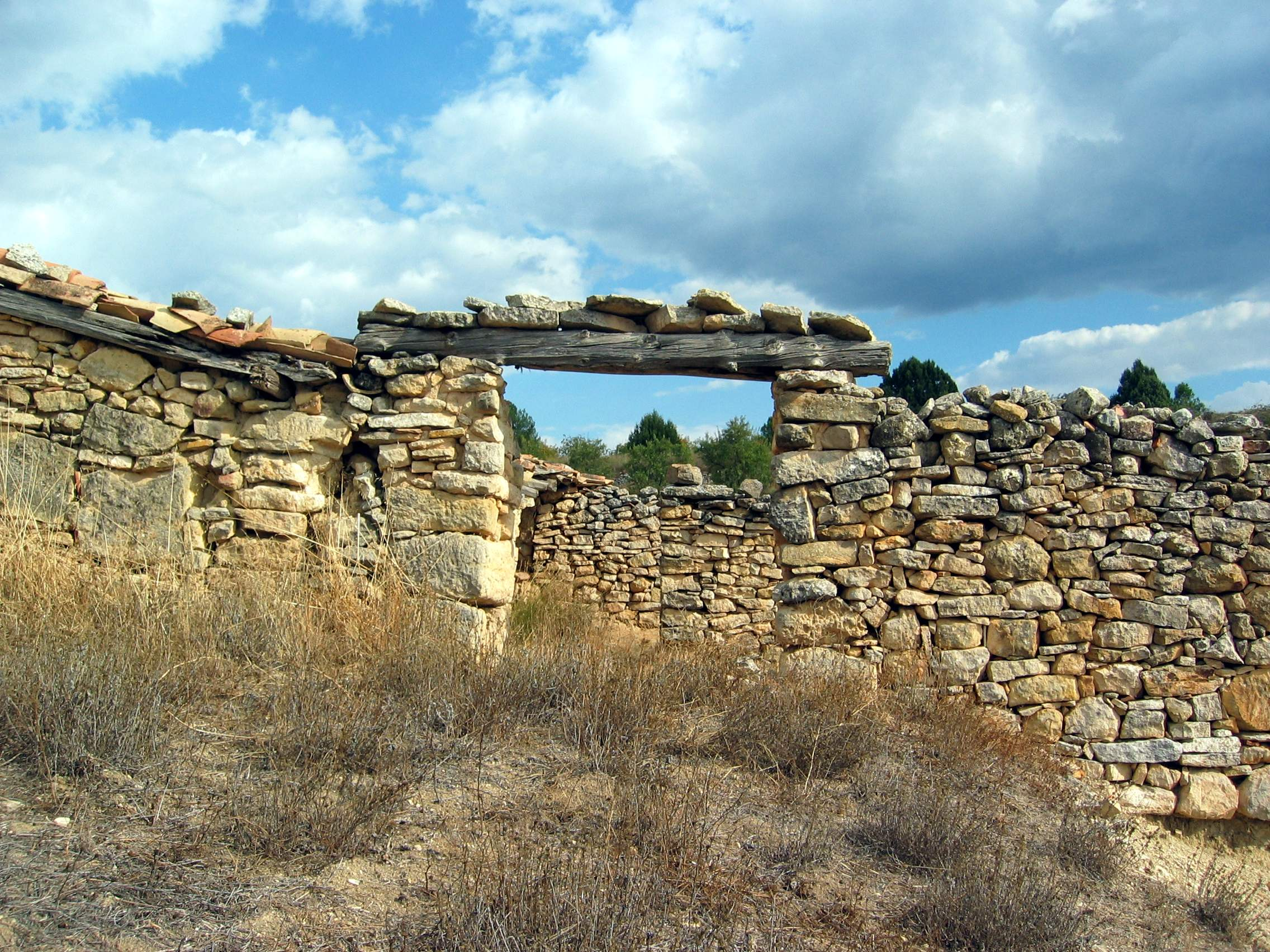
Entrada a corral i descobert en Mas del Olmo, Ademús, any 2015

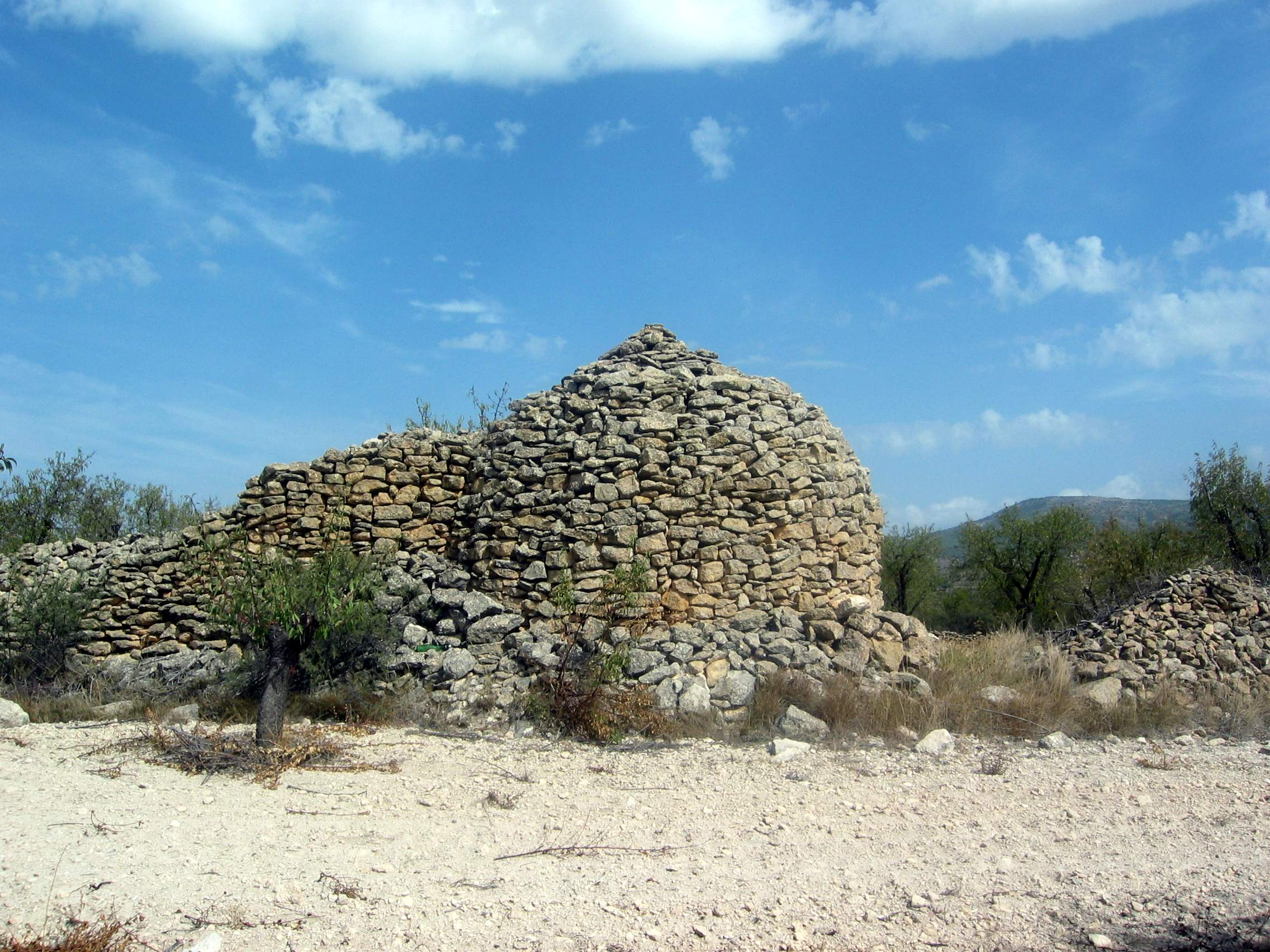
Vista frontal esquerra d'una barraca de pedra seca a Los Planos, Ademús, amb detall de mur, any 2016

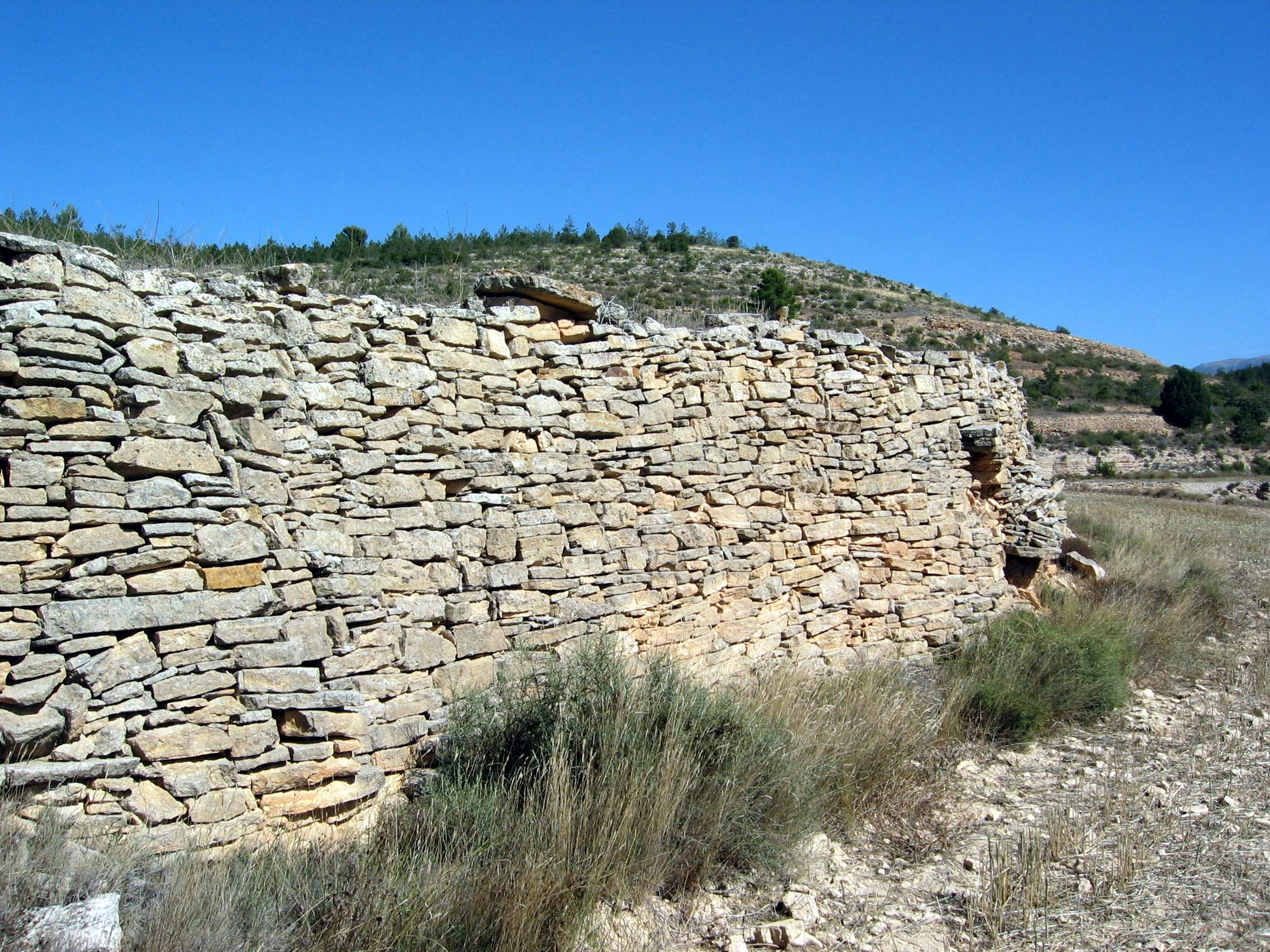
Detall de mur de pedra seca corresponent a un bancal a Mas del Olmo, Ademús, any 2016

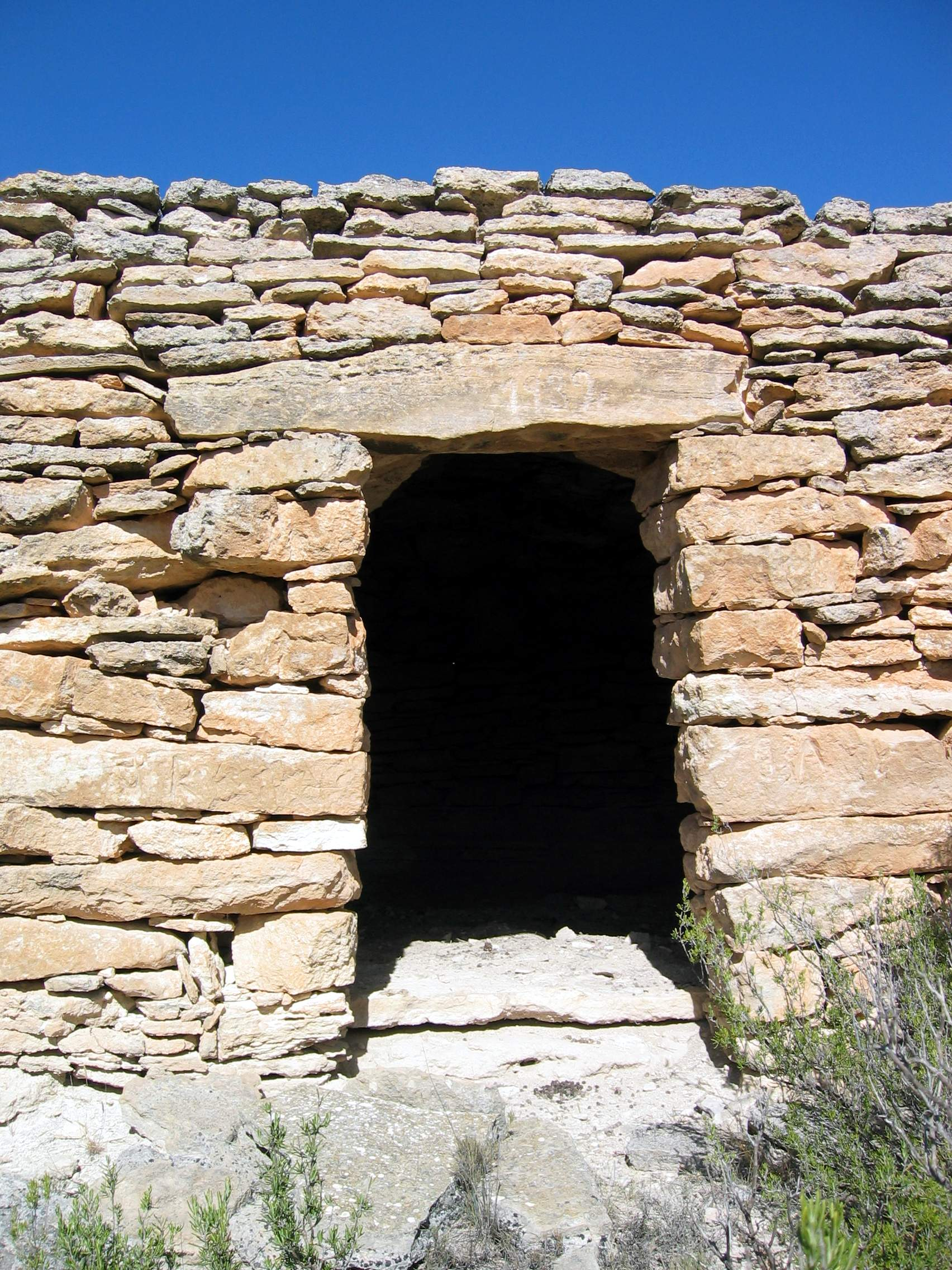
Vista frontal d'una barraca de pedra seca a Mas del Olmo, Ademús, amb detall de la data de construcció a la llinda de l'entrada (1932)

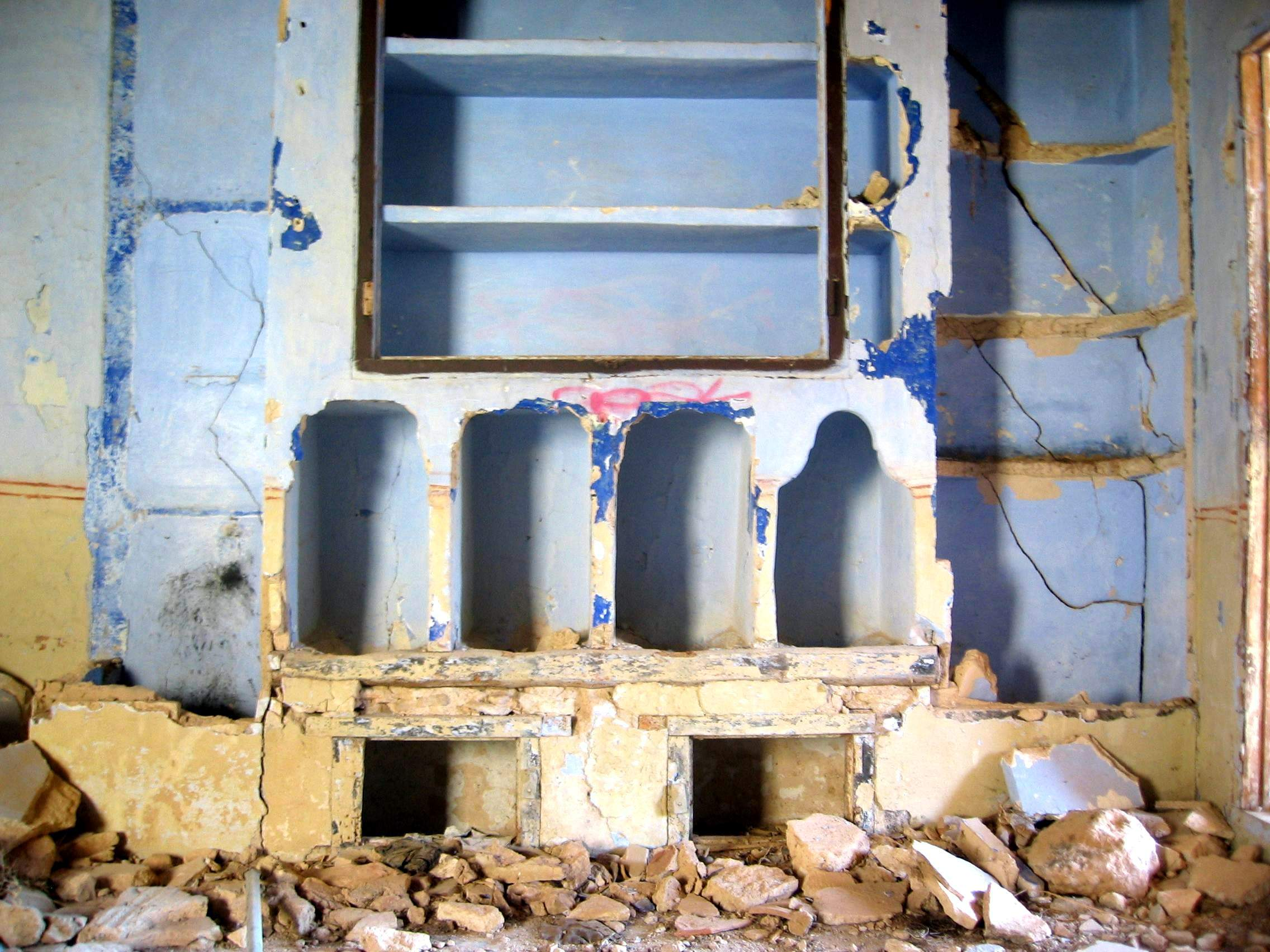
Detall de rebost i cantirera en una casa en ruïnes de Casas de la Balsa (Ademús), any 2008

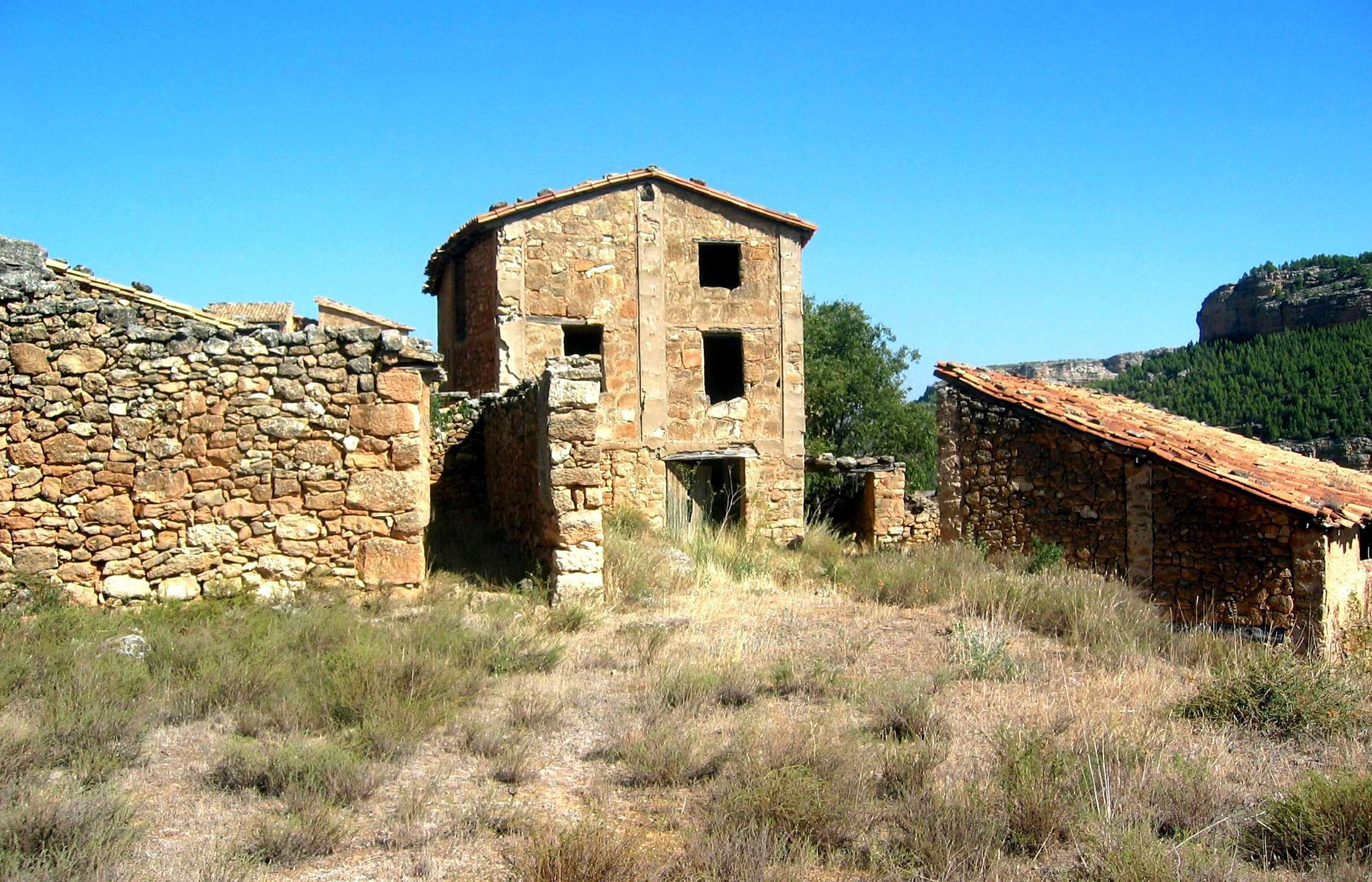
Vista parcial del mas de Casas de la Balsa (Ademús), any 2008

### Fusta i altres elements orgànics
La fusta és un dels elements bàsics de la construcció tradicional a la zona, i se'nn pot veure en les més variades formes: estructura de cases (pilars), forjats (bigues), murs (entramats), cobertes (teulades), baranes de protecció (passamans, balustres retallats o tornejats), paviment, fusteria, forrellats, etc. La fusta autòctona procedeix del pi roig, també del pollancre, l'om, la carrasca i varietats de quercus, savina del gènere Juniperus..., aprofitant les seues característiques particulars, entre les quals destaca la duresa de la carrasca i la resistència a l'aigua de la savina. La producció de la zona i territoris limítrofs ha estat notable al llarg de la història (activitat dels fusters, arrossegament pel Túria fins a València, ja des de la baixa edat mitjana). La relació de la fusta amb la comarca i els seus festeigs i tradicions pot veure's ben representada en les populars «fogueres de Sant Anton» i en la tradicional plantada del xop per Pasqua florida, una festa d'origen precristià relacionada amb la primavera i la fertilitat.
A més de la fusta, l'ús d'altres elements orgànics –canyes, fibres de cànem- en la construcció ha estat tradicional a la zona: les canyes, lligades una amb altra forma els canyissos, usats en les cobertes com a suport de les teules. Una altra forma d'utilitzar les canyes era aixafant-ne el canó i formant emparrats sobre els quals aplicar l'algeps per als falsos sostres o voltes en alcoves i cambres. Així mateix, el cànem servia per fer cordes amb què lligar els canyissos, i en general cordams de tot tipus usats en la construcció i en l'agricultura, fins i tot en l'espardenyeria, activitat freqüent a la zona en un altre temps. També s'han vist banyes de cabra encastades en murs, a manera de ganxos de penjador per als estris.

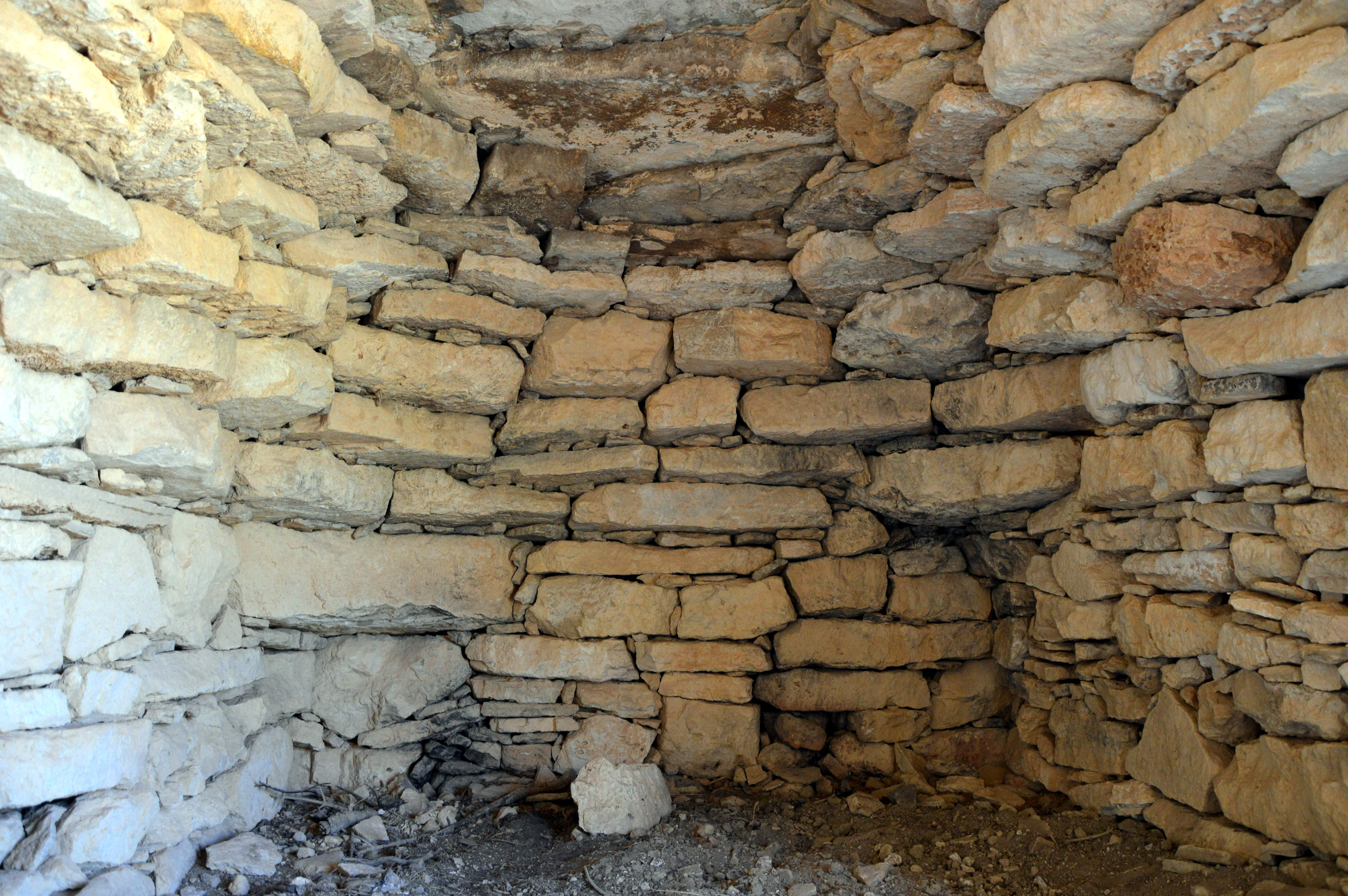
Vista interior d'una barraca de pedra seca a Mas del Olmo, Ademús, amb detall del sistema constructiu

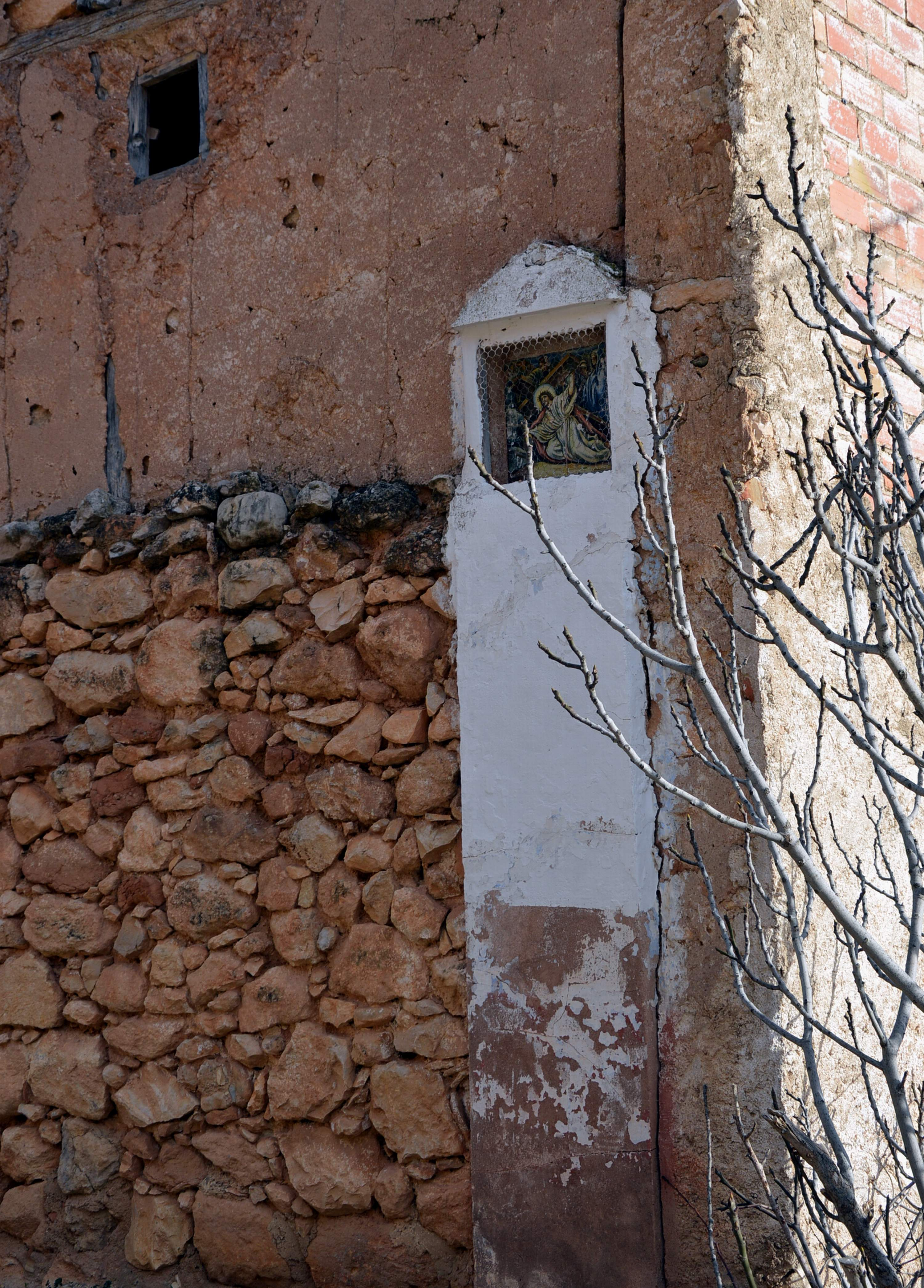
Construcció tradicional a Cases Baixes, amb detall constructiu: maçoneria a la planta baixa i encofrat de lloses a la part alta, amb corrons verticals i finestreta, any 2016

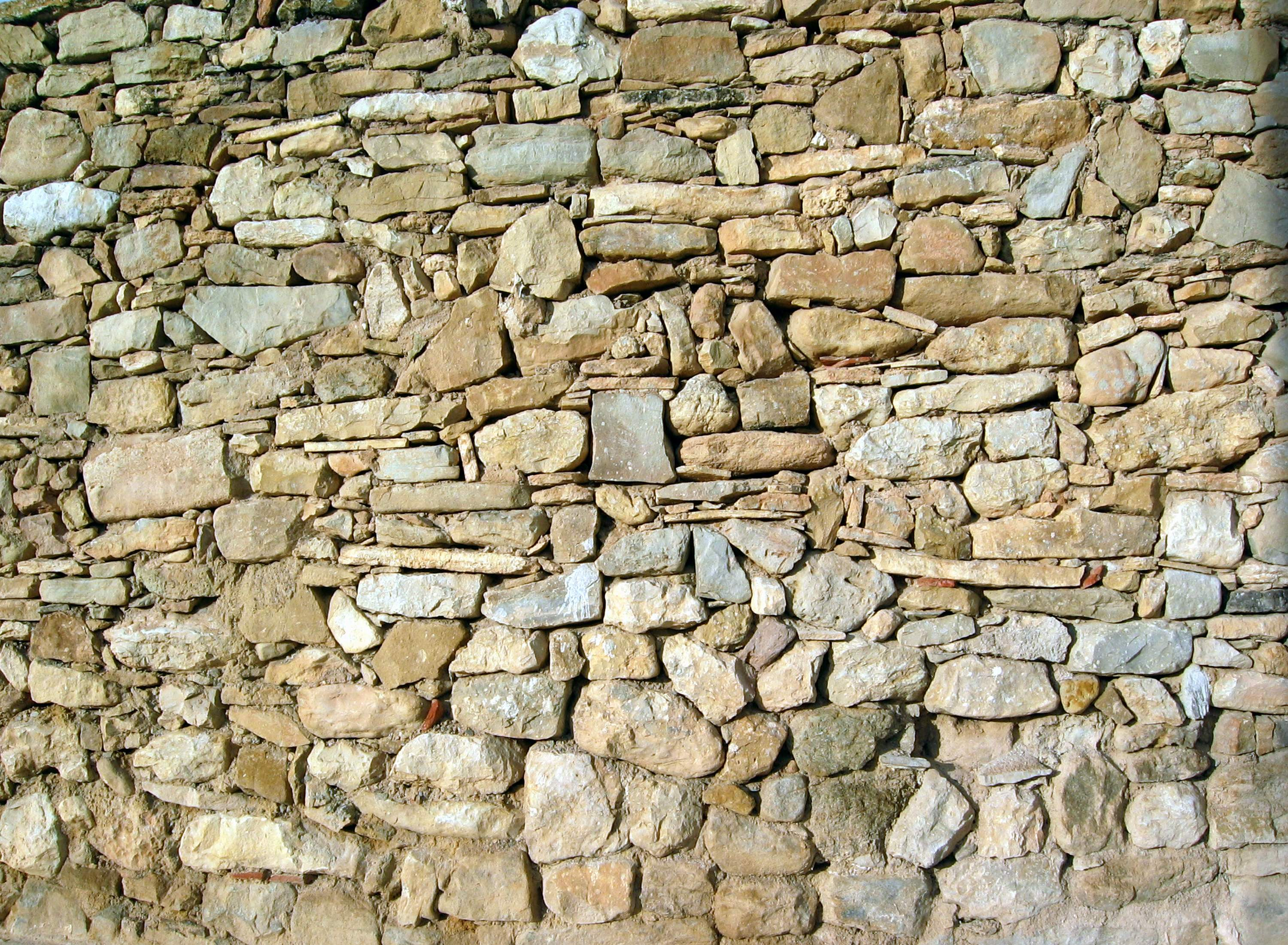
Detall de pedra carreuada en mur de maçoneria a Val de la Sabina, Ademús

### Altres elements: metàl·lics i materials nous
Pel que fa a la utilització d'elements metàl·lics en la construcció vernacla, cal citar les «baranes metàl·liques», introduïdes a partir del s. XIX, tot i que de presència escassa. Més freqüent és l'ús del ferro en les portes, baldes i panys, que combinaven l'aspecte pràctic amb la bellesa de l'elaboració. La introducció de portes metàl·liques (alumini) en substitució de les velles portes de fusta, a vegades bellament llaurades, constitueix un repte:
| «                                    | «El conflicte entre la necessària adaptació i modernització de la vida i l'harmonia que l'arquitectura vernacla ha mantingut tradicionalment amb l'entorn apareix en tota la cruesa». | » |
| — Memòria construïda, Fernando Vegas | |   |

Altres elements utilitzats en la construcció de la zona són els nous materials: pedra artificial en ampits de finestres, canalitzacions de plàstic en canaleres i baixants, fusteria i persianes de PVC, pintures plàstiques en exteriors, etc. També han fet la seua aparició en els darrers temps les plaques de fibrociment ondat, les xapes metàl·liques grecades i altres elements aliens a la construcció tradicional, en total contrast amb la tradició arquitectònica vernacla. El mateix podria dir-se de la utilització de l'asfalt i el formigó en els vials, de vegades tapant empedrats o enllosats antics, justificant aquestes actuacions com a millores, ja que certes mentalitats identifiquen antiguitat amb endarreriment, i el formigó amb el progrés:
| «                                    | «[Una actuació lamentable recent ha sigut] el revestiment complet i immisericorde amb una capa de formigó d'un carreró de Mas de Jacint que presentava un preciós enllosat de gres amb canal incorporat d'origen remot que es pogué dibuixar abans que desapareguera». | » |
| — Memòria construïda, Fernando Vegas | |   |

### Murs
Murs de pedra seca: es refereix als construïts amb pedres sense cap tipus de tractament ni aglomerant que les unisca. Model d'aquest tipus de murs són els que poden veure's als marges dels camps i murets dels bancals als vessants, incloent les paradigmàtiques barraques de pedra existents en diversos punts de la geografia comarcal a manera de refugi d'agricultors i pastors. Per subjectar i equilibrar els murs es col·loquen petites pedres entre ells.
Murs de carreuat: es refereix als construïts amb carreus, pedres llaurades aparellades entre si. Aquest tipus de parets quedava reservat per als edificis més nobles, públics i privats –municipals, esglésies i ermites, cases pairals...- pel cost de l'elaboració. També poden veure's, però, en els cantons d'algunes edificacions comunes, buscant una «unió adequada en les trobades» que reforce la maçoneria ordinària. Exemples típics d'aquest tipus de parets poden veure's a la Casa abadia de la Pobla de Sant Miquel i a la Casa gran de Tóvedas de Abajo, a Castielfabib.
Murs de maçoneria: es refereix als construïts amb pedres sense llaurar o toscament tallades, usant pedres de diferents grandàries unides amb argamassa, sense seguir un ordre determinat. La majoria de les construccions de la zona tenen murs de maçoneria a les parts baixes, aparellades amb argila i palla. Així mateix, els murs tenen a la part central i a les cantonades pilastres de «morter d'algeps», l'estructura que suporta realment la construcció. Els tancaments superiors dels edificis solen resoldre's amb envans de diferent tipus. Els tancaments més freqüents a la part superior dels edificis comuns, també als cossos volats, solen basar-se en encofrats fets amb lloses de pedra: d'una banda per abaratir-ne el cost, d'altra per minimitzar el pes que han de suportar els murs inferiors. Això es fa palès sobretot en els assentaments aixecats als vessants dels turons –viles d'Ademús, Castielfabib, Vallanca…-, on els edificis s'han alçat molt units. Com a aglomerant en la subjecció dels encofrats de lloses s'ha utilitzat invariablement el «morter d'algeps», un dels avantatges de la qual és el ràpid enduriment.
Els murs de tàpia (terra crua) foren freqüents a Torre Baixa, es construïen amb un encofrat farcit de terra amb terra crua -amb o sense inerts-, i es disposaven entre les filades el típic morter d'algeps com a reforç. El mur nord del cementeri municipal de Los Llanos, ja desaparegut, estava basat en aquest tipus de tàpia. Hui pot veure's a la Casa del Capellà de Castielfabib, un notable edifici en lamentable estat d'abandó.
Hi ha també a la zona els murs excavats, «l'exemple més primigeni de construcció de murs», la fàbrica dels quals requereix certes circumstàncies: terreny prou tou que permeta excavar-lo. La ubicació de diversos assentaments locals als pendents dels turons afavoreix aquest tipus d'arquitectura, com a ampliació de les cases. El territori del Racó d'Ademús reuneix les condicions exposades, tant en terreny com en clima, d'ací l'existència d'abundants cellers soterrats, excavats a la roca a Ademús, Castielfabib, Los Santos, Vallanca (cova del Hocino, ja esmentada per Madoz, el 1847, i altres existents a la mateixa plaça Major del lloc). Finalment, cal incloure també en aquest apartat les coves corrals existents en diferents paratges d'aquests termes, prova arqueològica d'una important activitat agropecuària en el passat.

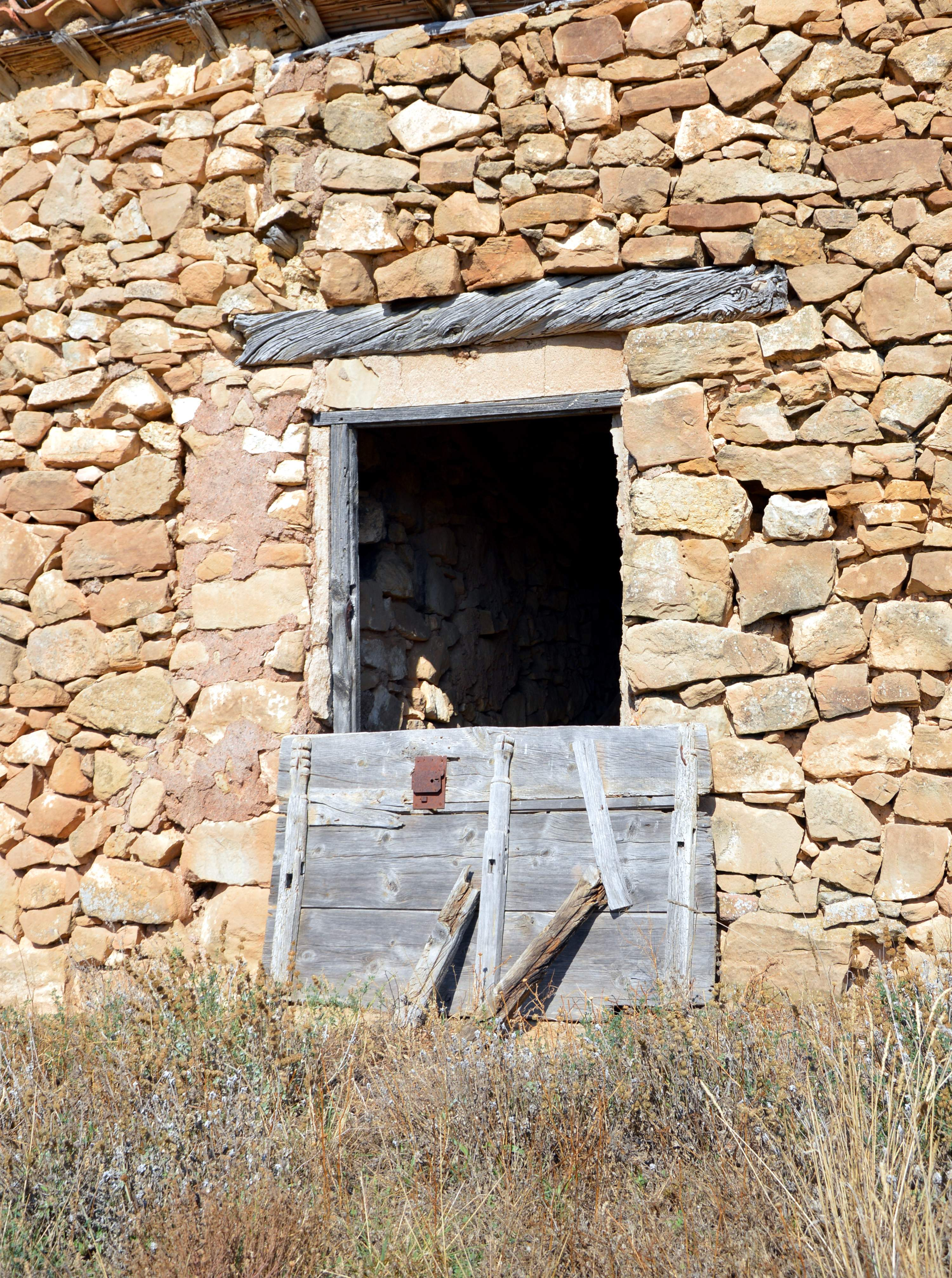
Detall d'arquitectura vernacla a Los Molares, Ademús, any 2016

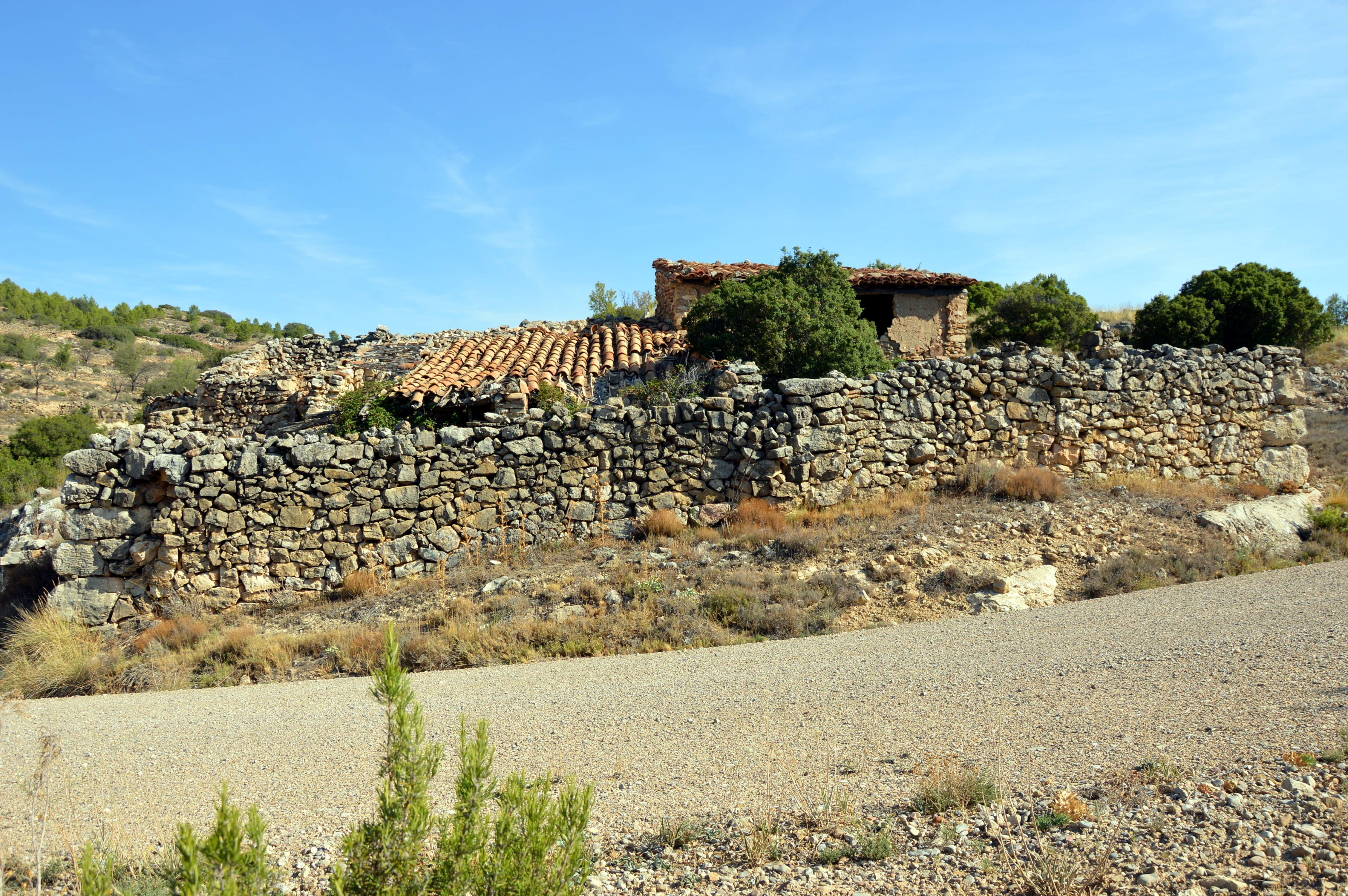
Detall d'arquitectura vernacla a Los Molares, Ademús, any 2016

## La casa
La casa tradicional del Racó d'Ademús és el resultat de l'ús dels diferents materials existents a la zona i de la seua particular manera d'aparellar-los per donar resposta a les necessitats dels seus habitants. En la tipologia de la construcció influeixen altres factors, com l'orografia i clima local, així com l'activitat econòmica principal dels habitants, dedicats majoritàriament a l'agricultura i la ramaderia.
Arquitectònicament, la construcció bàsica reuneix «funcions de residència, magatzem de queviures i eventual acompliment de labors domèstiques i artesanes», i recinte per a animals de corral i estris: quadra i corral amb o sense descobert. Esment a banda mereixen els pallers i cambres destinats a guardar palla, amb espai per a farratges secs (rabasses de dacsa, alfals), que solen agrupar-se fora del poble, al costat de les «eres de batre».

### Configuració
La distribució de la «casa habitatge» a la comarca depén del lloc on se situa, en funció de l'altitud, orientació i clima de la zona de vall o muntanya on es trobe, tot i que sempre «funcional i conseqüent». Vegas comprova una forma de fer comuna en tot el territori, amb tendència «a l'estratificació funcional, material i constructiva», tant en les edificacions destinades a habitatge com en les secundàries (magatzems, cambretes, pallers). El denominador comú a totes n'és l'existència de plantes baixes (destinades a funcions secundàries: bestiar, magatzem d'estris), amb accés a les plantes superiors, reservades a l'habitatge pròpiament (llar, cuina, estar i alcoves). La part alta sol destinar-se al magatzematge de productes del camp: cereal i altres fruits, així com lloc d'oreig per als productes carnis resultants de la matança, embotits, etc. La disposició general en té, però, moltes variants i combinacions. Esment especial mereixen les construccions d'Arroyo Cerezo, on l'altitud i el clima han condicionat una edificació particular, distribuïda en una sola planta i amb porxo orientat al sud. Els nuclis urbans assentats sobre pendents (Ademús, Castielfabib, Vallanca), precisament els més antics, a causa d'haver-se desenvolupat a l'entorn de castells o fortificacions, tenen solucions urbanístiques particulars amb diversos accessos a les cases, pel seu desenvolupament vertical i la seua «arquitectura encavallada»; les desenvolupades en vessants mitjans (Cases Altes, Cases Baixes, Los Santos, Sesga, Negrón), mostren solucions diferents, com escales externes per accedir a la primera planta, directament des del carrer.

### Estructura
Característic de les construccions tradicionals de la zona –almenys des de finals del s. XIX i principis del s. XX- són les «pilastres de formigó ciclopi d'algeps», veritables pilars de l'estructura de la casa. Les pilastres es troben embegudes en el mur de maçoneria, ocupant el seu lloc a les cantonades de la construcció i al centre dels laterals, i n'arriben a l'angle superior. Vegas relaciona construccions de principis de segle xx a Castielfabib (segons apareixen en una fotografia conservada en l'Institut Amatller d'Art Hispànic (1917) i Val de la Sabina (Ademús) amb la Casa Dòmino de Le Corbusier (1914), demostrant que tenen idèntica distribució en els suports. Els elements sustentants solen quedar totalment o parcialment embeguts als murs, i tenen uns 40 cm de grossor: aquest sistema permet estalviar en algeps, l'elaboració del qual encaria considerablement l'obra:
| «                                    | «Entre les pilastres, hi ha grans bigues de fusta sobre les quals recolzen els muntants lignis, auxiliars dels envans de lloses, col·locats en vertical, constituint així la resta de tancaments i façanes de la casa». | » |
| — Memòria construïda, Fernando Vegas | |   |

 Per al forjat s'utilitzaven «rollizos pelats» i «revoltons d'algeps» (cindrias, en el llenguatge local), encofrats in situ. Aquest és el sistema habitualment usat a la zona, tret de la Pobla de Sant Miquel, on l'abundància de pins als boscos permeté la utilització de fusta als forjats, coberts al seu torn amb taulers, solució habitual als llocs on abunda la fusta. Per a l'encofrat s'usaven «puntals i tauletes» que formaven la volta; s'escampava l'algeps per la part superior i s'enrasava al nivell de la bigueta. Aquest sistema d'encofrat aprofitava el ràpid enduriment de l'aglomerant barrejat amb àrid que permetia la ràpida retirada de l'encofrat. El procés de construcció d'una casa era aixecar les pilastres i realitzar els pisos amb el sistema descrit; després es tiraven les aigües fora fent la teulada, i es feien els tancaments de façana i la distribució interior.

### Tancaments
Habitualment, en els tancaments de les cases de la zona es distingeix un patró comú en la seua erecció: mur de maçoneria ordinària en la planta baixa, amb el propòsit d'aconseguir un bon assentament, protecció i aïllament del terreny. Com a aglomerant en la subjecció s'utilitza el morter de fang i palla, només de vegades barrejat amb algeps. La solució adoptada per al tancament de les plantes superiors és l'ús de l'encofrat de lloses planes, verticals, a una cara: la part interior de l'encofrat s'arrebossa posteriorment. La part superior de l'edifici, destinada habitualment a cambra, se sol tancar amb el mateix sistema de lloses verticals, però sense encofrat ni arrebossat. El sistema de ventilació en aquesta part de la casa s'aconsegueix amb finestres que utilitzen com a llinda les mateixes bigues de la cobertura, o simplement deixant en el tancament una lloseta sense posar.

### Coberta
En la majoria de les cases tradicionals de la comarca, la coberta es fa amb el sistema d'armadures a dues aigües, amb una biga cimera (filera) i bigues laterals (parells), cobertes al seu torn per les típiques canyissades a manera de parets o taulers. Les cobertures es disposen perpendicularment als carrers, per afavorir l'evacuació de les aigües, de teules àrabs aparellades en «canal i coberta». Sobre l'entramat de les canyissades es col·locava morter de fang (amb o sense una mica d'algeps), disposant-se directament sobre aquest pla les teules preses amb la mateixa argamassa. En zones aïllades poden veure's primitives construccions rurals amb la cobertura de simples lloses de pedra, prèvies a l'aparició de les teules ceràmiques.

### Envans
A les cases comunes més antigues, la distribució interior s'ha resolt a força d'«envans de lloses de pedra verticals», recolzades al seu torn en les portes i preses amb morter d'algeps. Sobre el posterior arrebossat pot veure's l'emblanquinat amb calç i anyil. Respecte a la cuina, en ser un espai singular, rep la mateixa solució, amb la particularitat, però, que la construcció de «vaseres» i cantireres requereix la col·locació de les lloses en horitzontal i una major utilització d'algeps. Encara que les «lleixes» i «armaris de rebost» solen estar-ne al descobert en les més antigues (Tóvedas de Arriba, Negrón), també poden veure's aquests espais per a l'utillatge de cuina recoberts de fusta amb fusteria i cristall, encara que ocasionalment.

### Paviments
El paviment, com la totalitat de la casa, sol ser senzill. En les entrades de les plantes baixes els pisos poden ser de terra batuda, i en són puntuals els casos de sòls d'aquests espais enllosats, amb l'excepció de la Pobla de Sant Miquel i Sesga, on poden veure's quadres empedrades.

### Revestiments
La cultura constructiva tradicional del Racó d'Ademús nega l'arrebossament exterior dels edificis, en tant que funció decorativa. Les fàbriques erigides mostren directament els materials que la formen, evidenciant alhora el procés constructiu: és «un acte de sinceritat que poques obres arquitectòniques de la modernitat» poden exhibir. Aquesta visibilitat exterior dels materials autòctons garanteix la integració de les construccions a l'entorn. El morter d'algeps vist a l'exterior en els encofrats de lloses verticals a les parts altes dels edificis no ha d'entendre's com a arrebossament amb «funció decorativa», encara que en la pràctica ho siga, perquè forma part del procés constructiu.
L'emblanquinat de les façanes de les cases amb calç és un fenomen recent als pobles del Racó d'Ademús, ja que comença a les primeres dècades del segle xx, segons pot observar-se en les fotografies de Castielfabib i Vallanca conservades a l'IAAH (1917). Per aquest temps començaren a emblanquinar-se els entorns de finestres i entrades dels habitatges, potser amb un afany higienista i decoratiu, estés després a la resta de la davantera. El fenomen s'aguditzà a partir dels anys seixanta del passat segle, en què les cases velles, perseguint un afany renovador, cobrien les façanes amb arrebossats d'algeps o ciment, ocultant definitivament la fàbrica, fet que ha canviat la fesomia originària dels assentaments de la comarca.

## Galeria

### Ademús

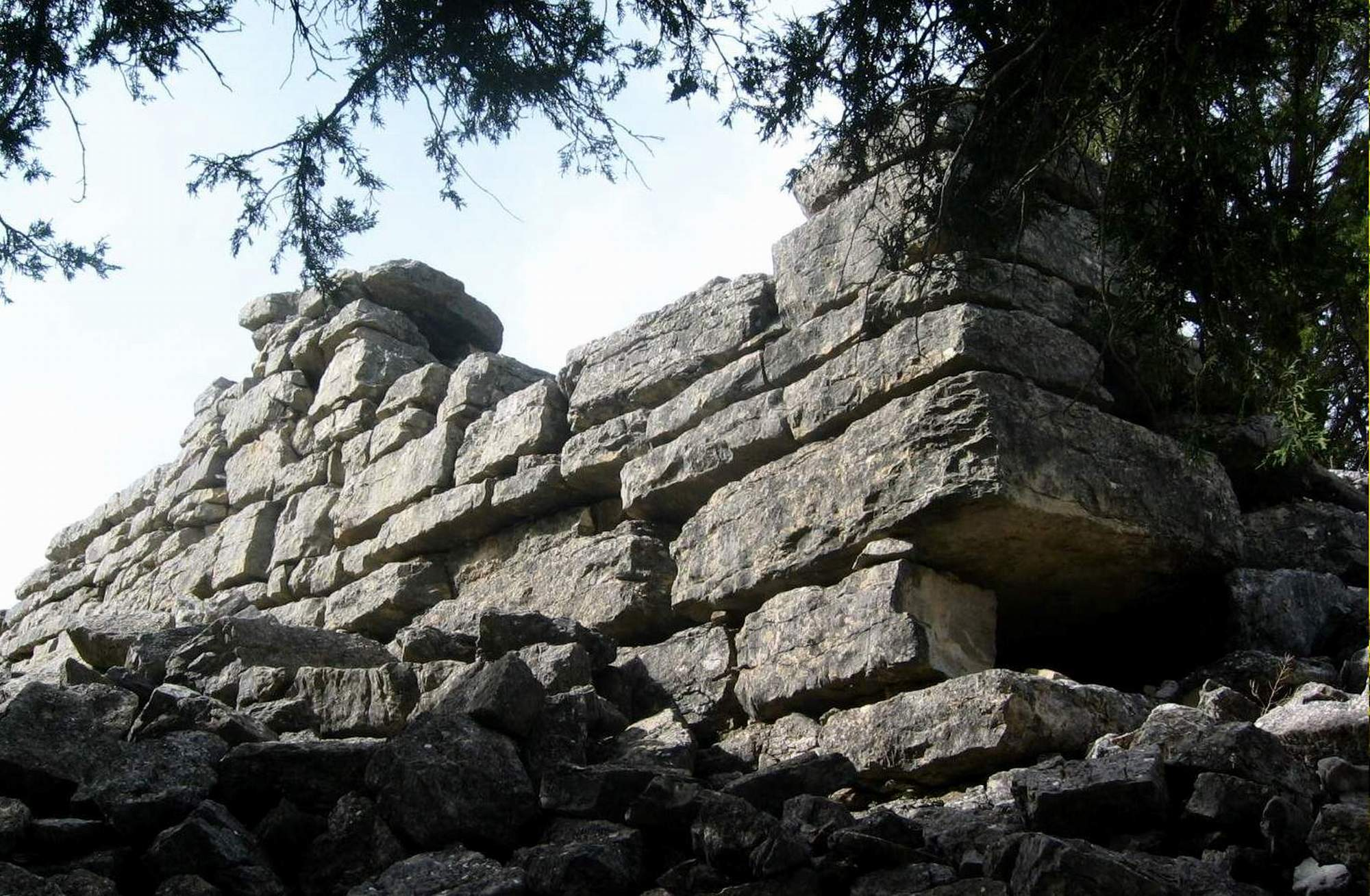
Detall de murada de pedra acarada al castre celtiber de Sesga, Ademús, mal anomenat «castell dels moros», any 2006
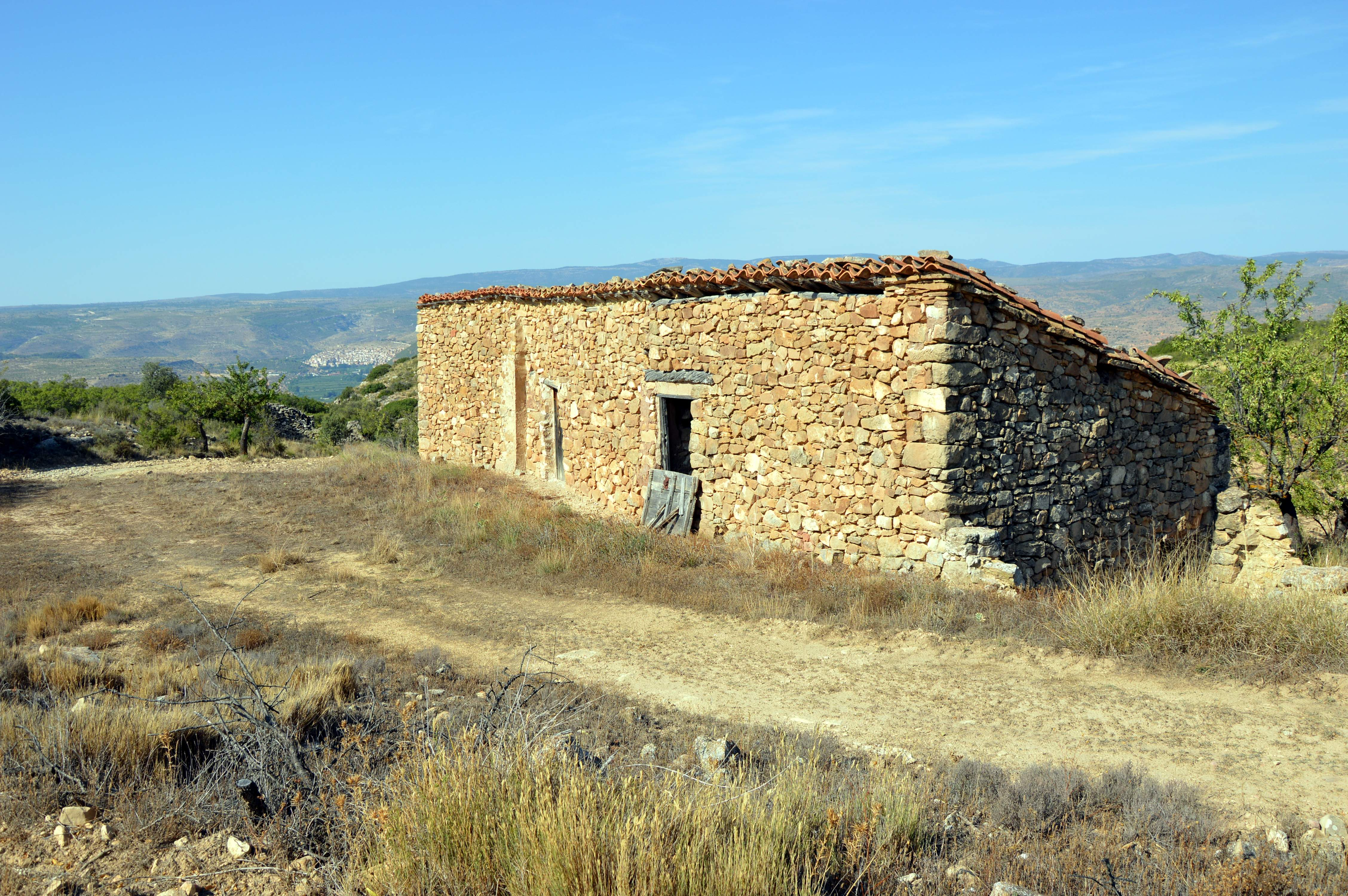
Construcció tradicional vernacla a Los Molares, Ademús, any 2016
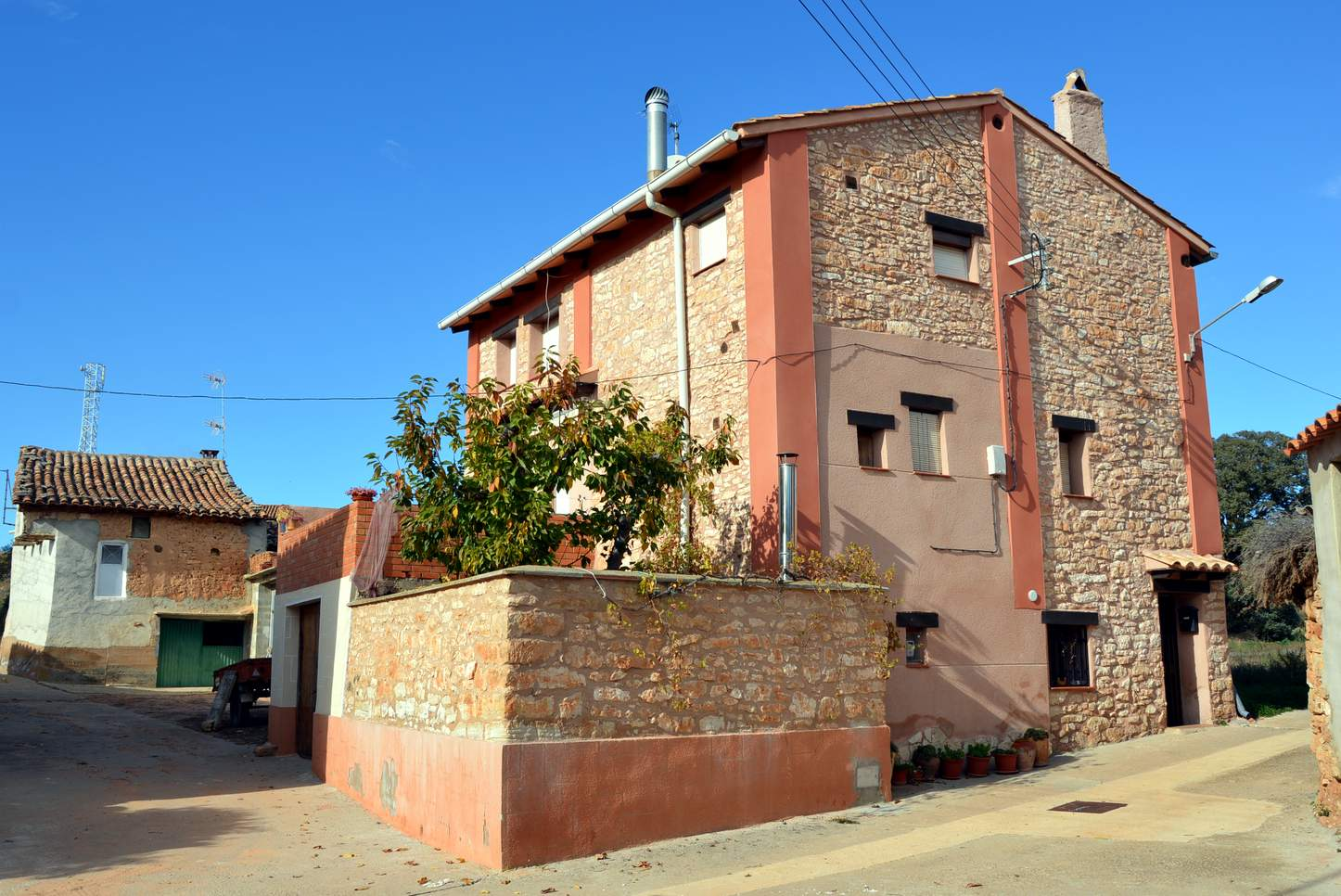
Construcció vernacla restaurada a Mas del Olmo, Ademús
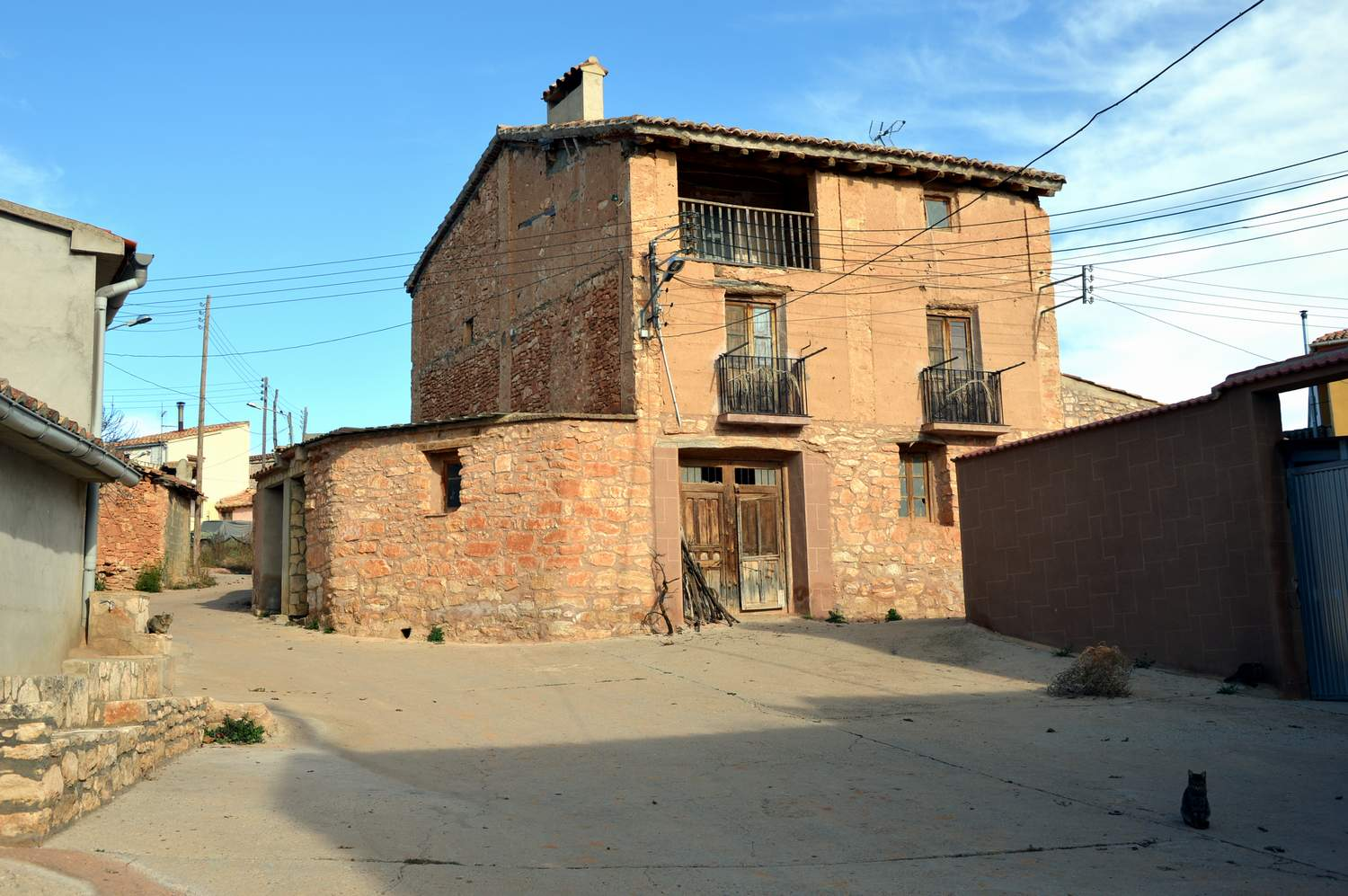
Construcció vernacla a Mas del Olmo, Ademús
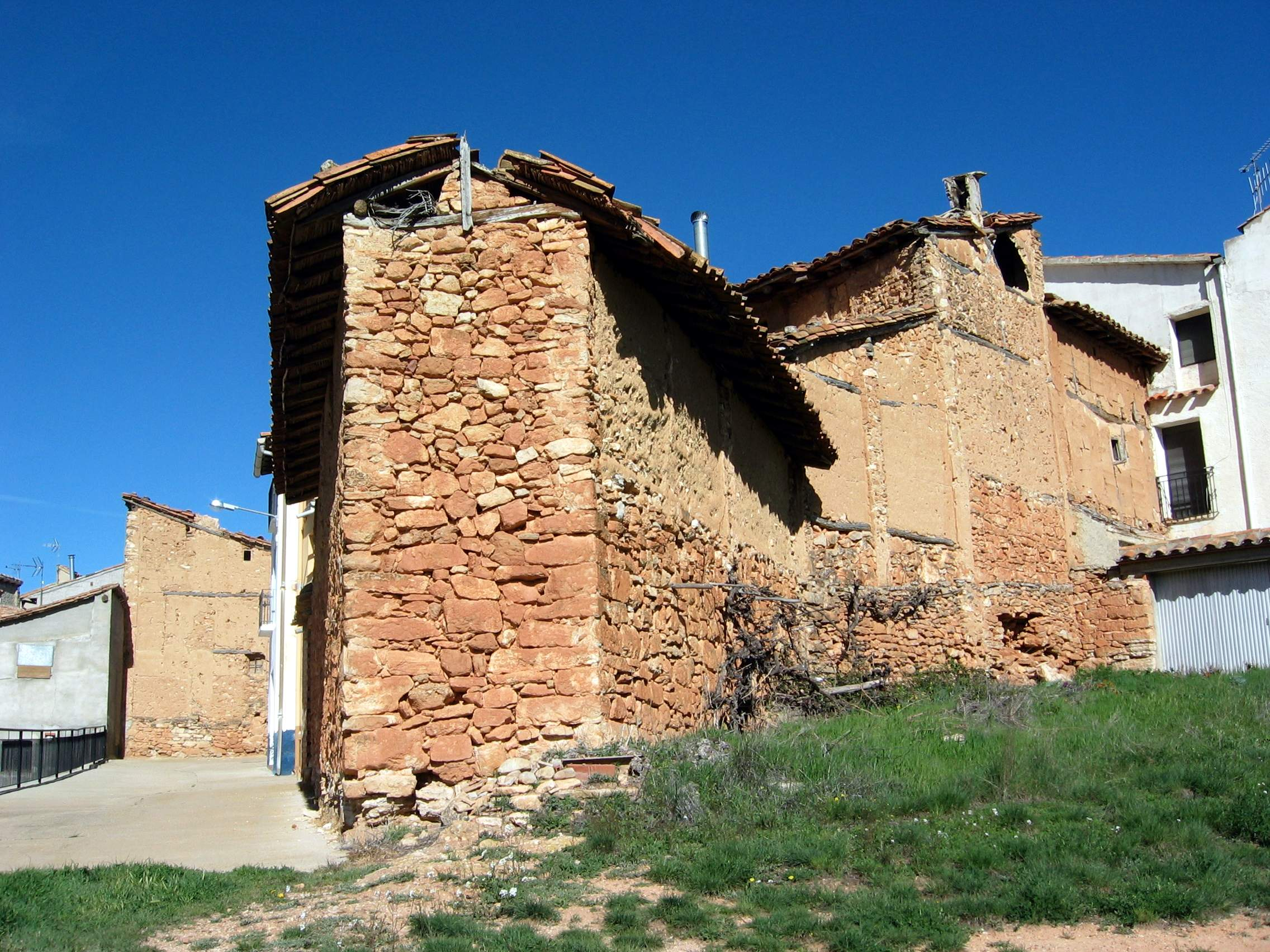
Construcció vernacla a Mas del Olmo, Ademús
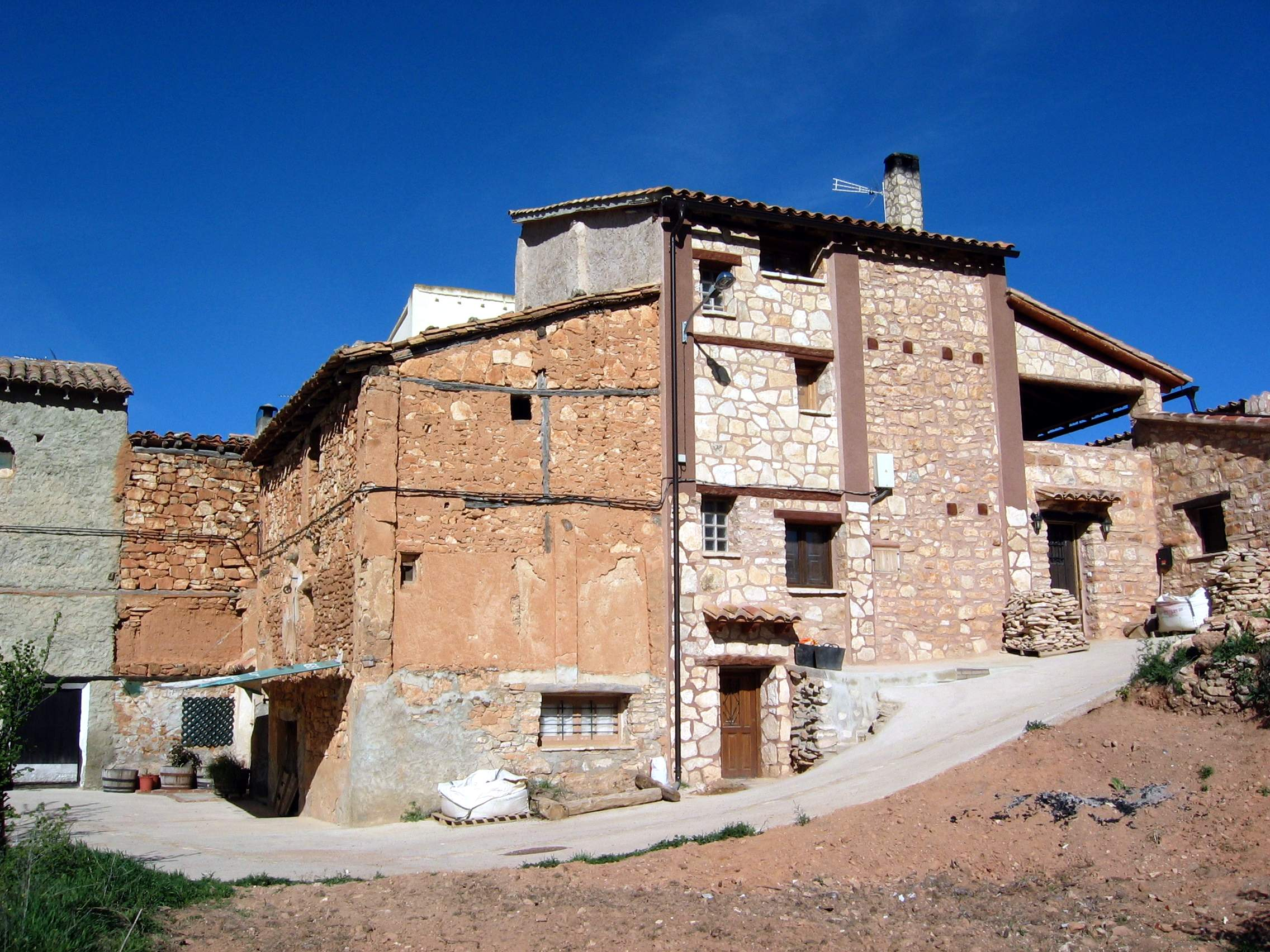
Construccions vernacles a Mas del Olmo, Ademús
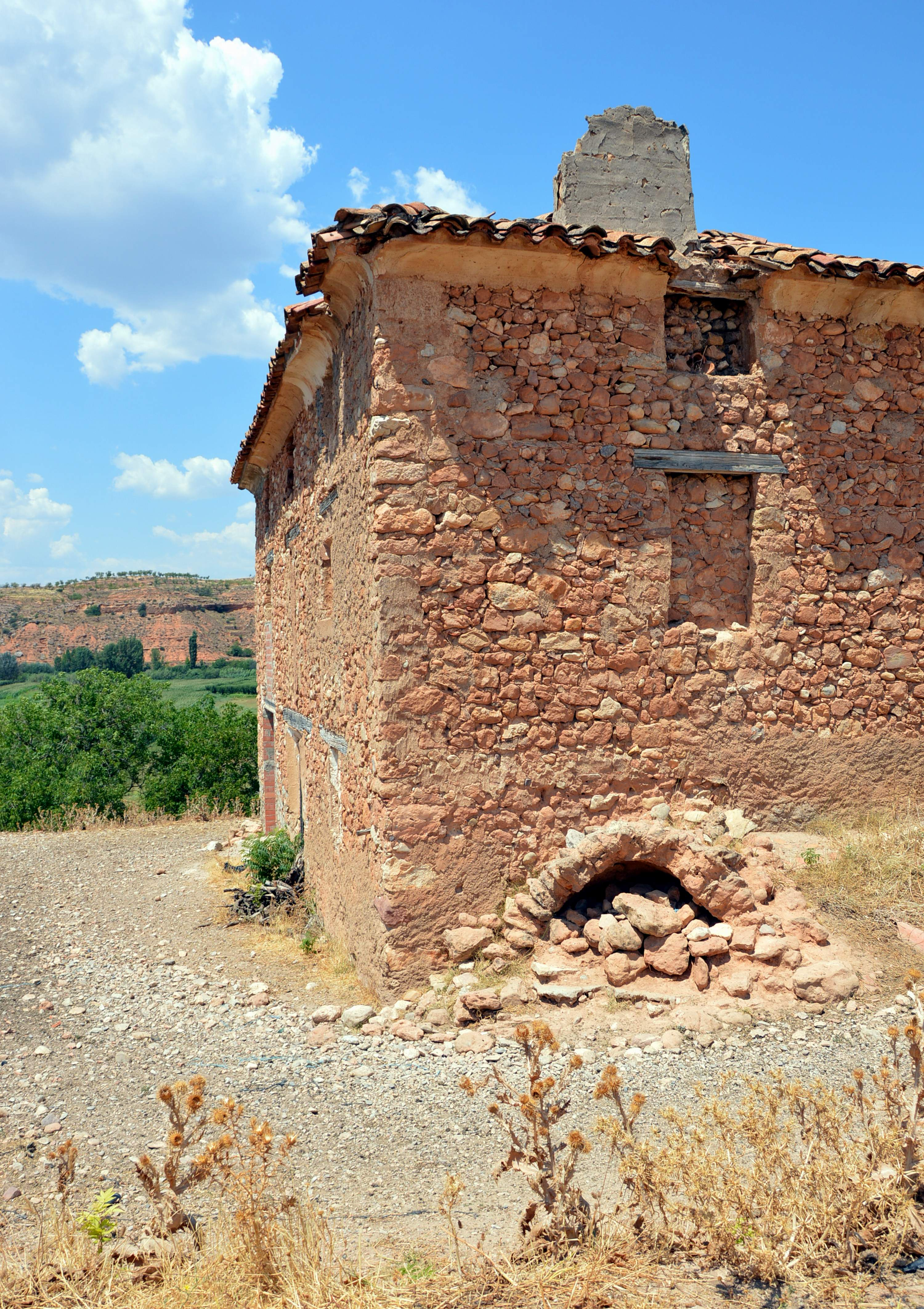
Vista de construcció tradicional (vernacla) a Casas de Guerrero (Ademús), amb detall de forn, any 2016
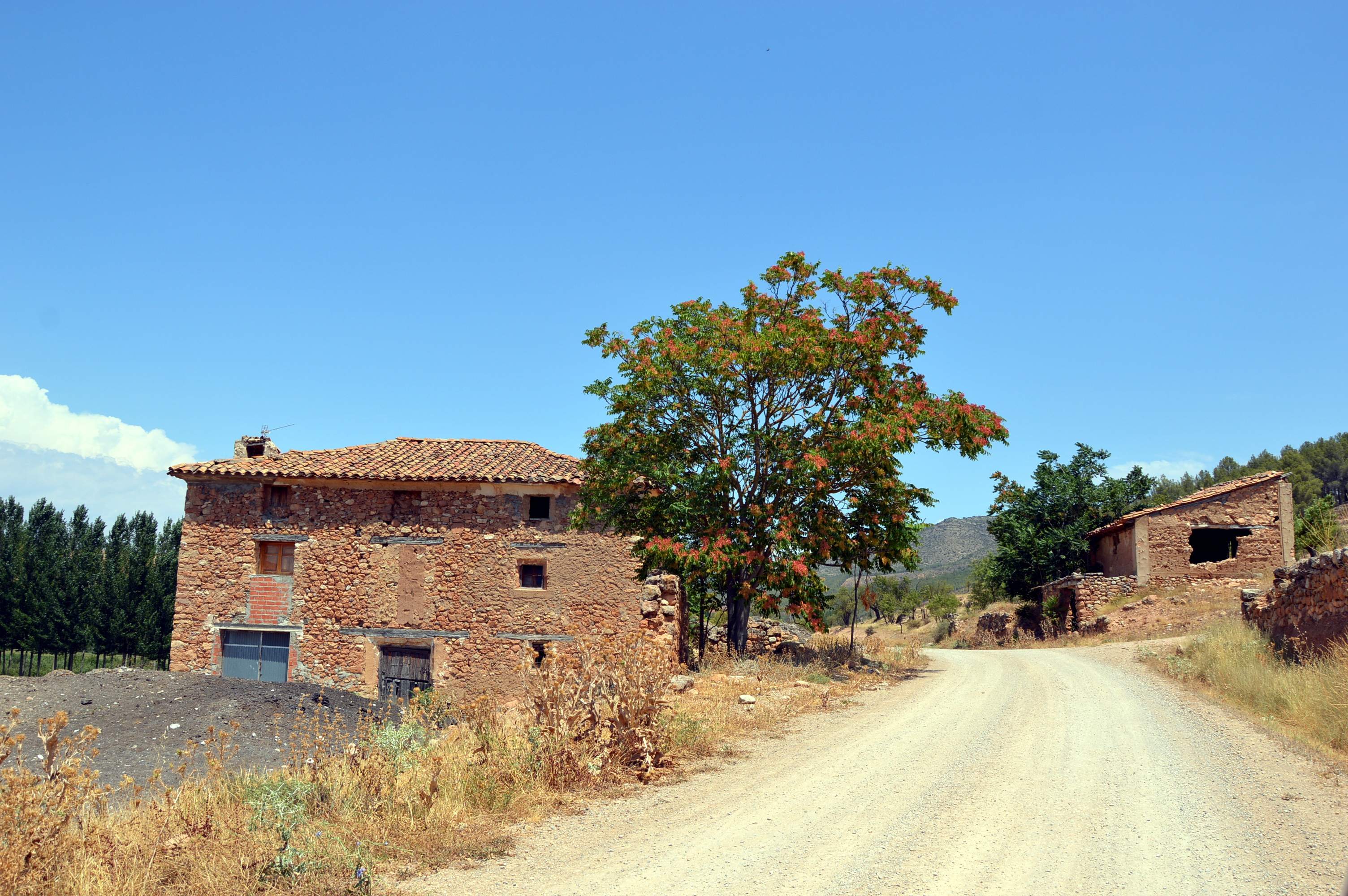
Construccions tradicionals (vernacles) a Casas de Guerrero (Ademús), any 2016
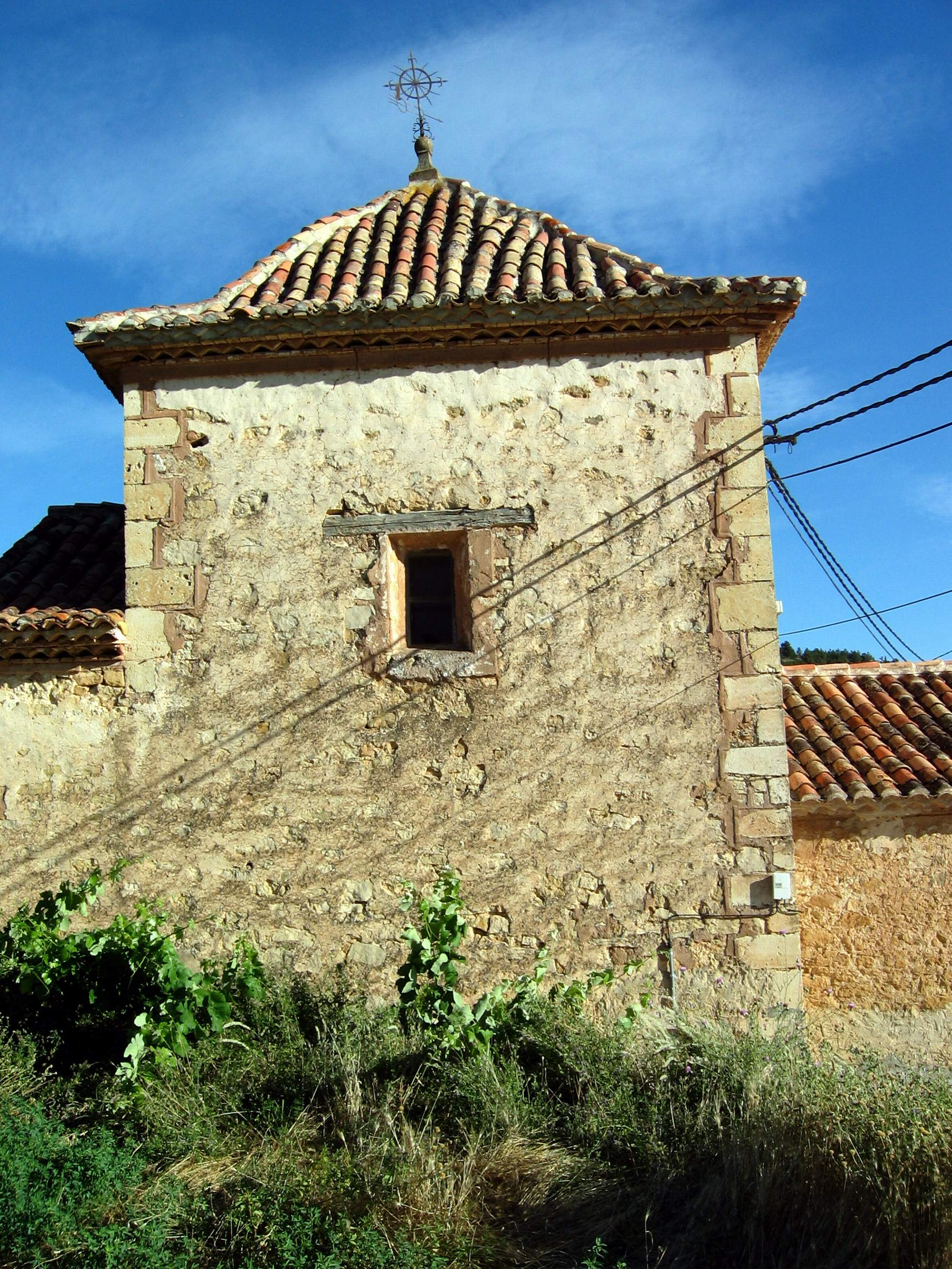
Vista de construcció tradicional a Esbiaixa, Ademús, amb detall de l'arrebossat amb morter de calç als murs, escaires de carreuat travat i coberta a quatre aigües, de l'església parroquial. S. XVI-XVII
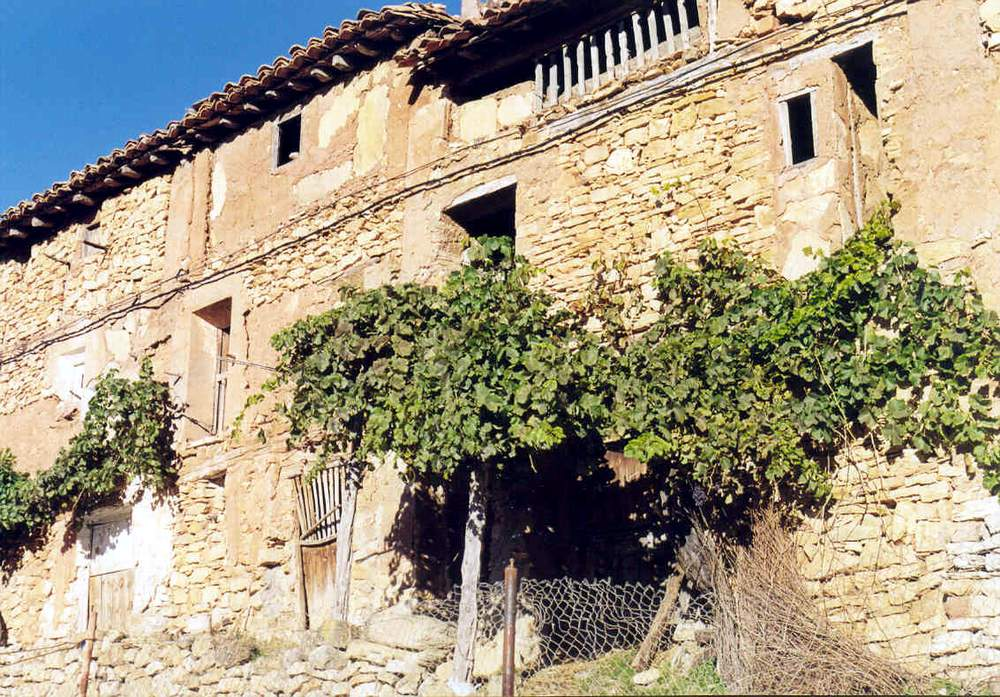
Vista de construccions tradicionals a Esbiaixa, Ademús, amb detall de façanes d'antigues cases, any 2006
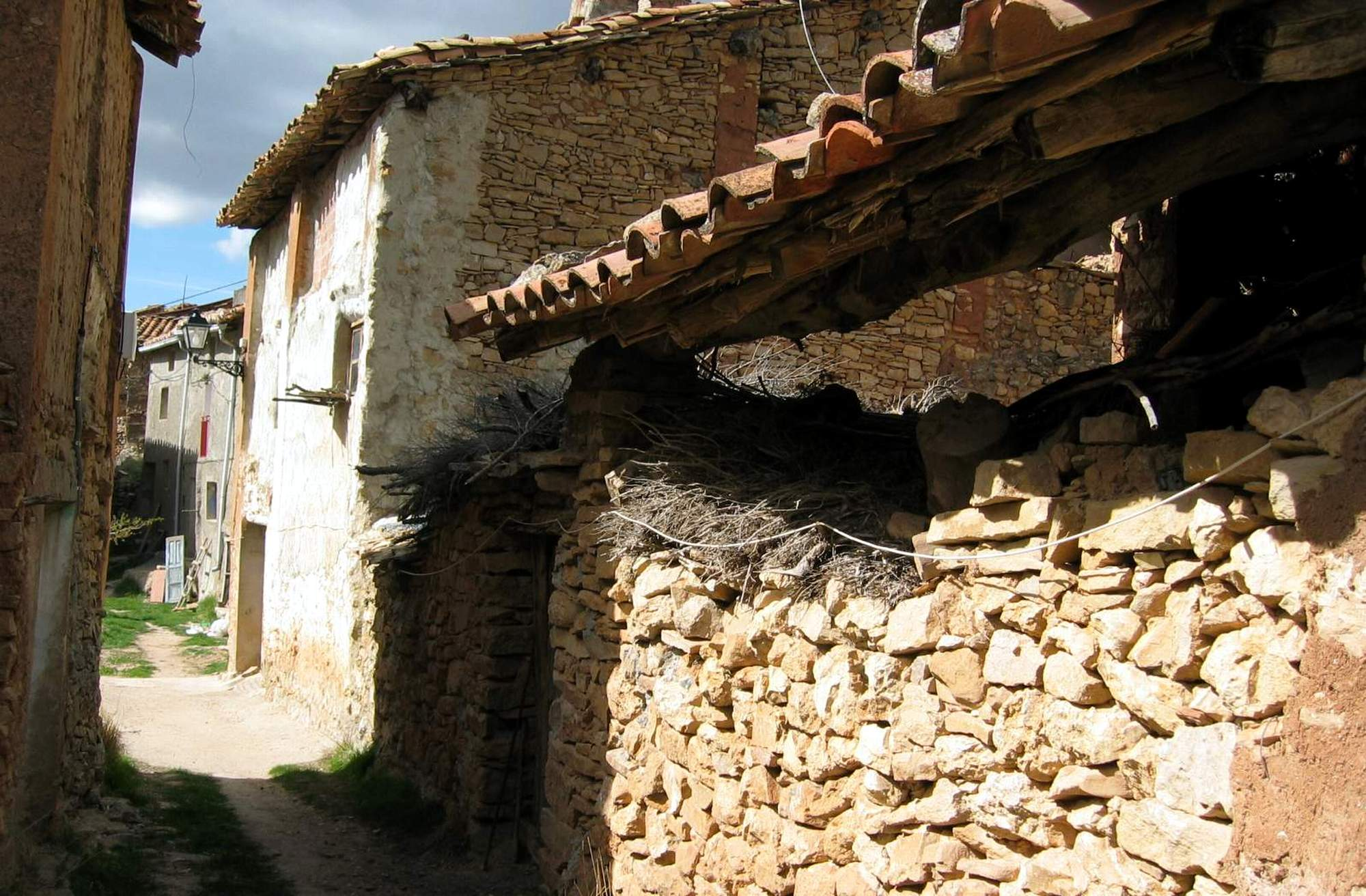
Vista de construccions tradicionals a Esbiaixa, Ademús, amb detall de murs de maçoneria, any 2006
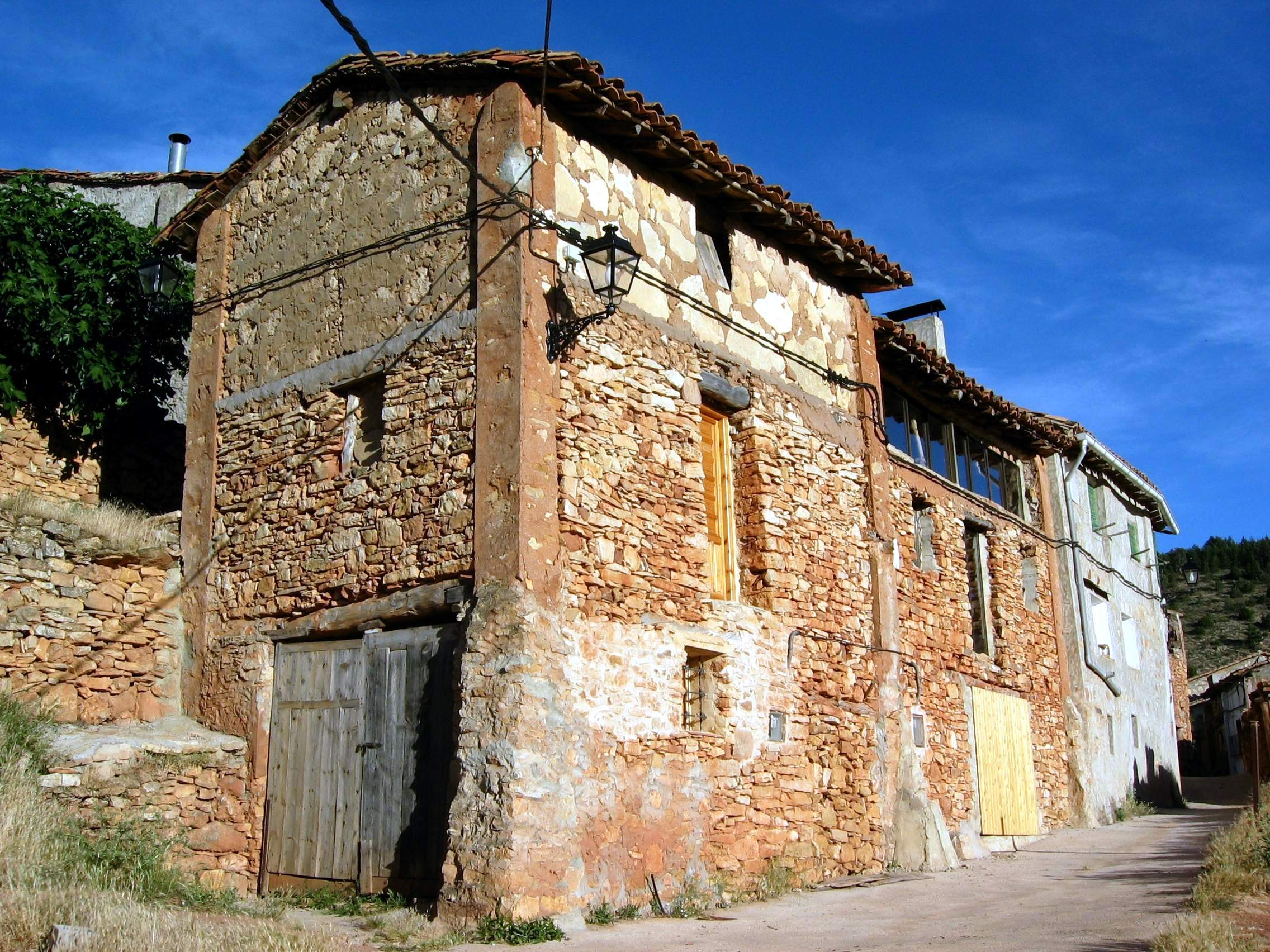
Vista de construccions tradicionals a Esbiaixa, Ademús, amb detall de murs de maçoneria a la planta baixa i primera, i encofrat de lloses a la part alta, any 2012
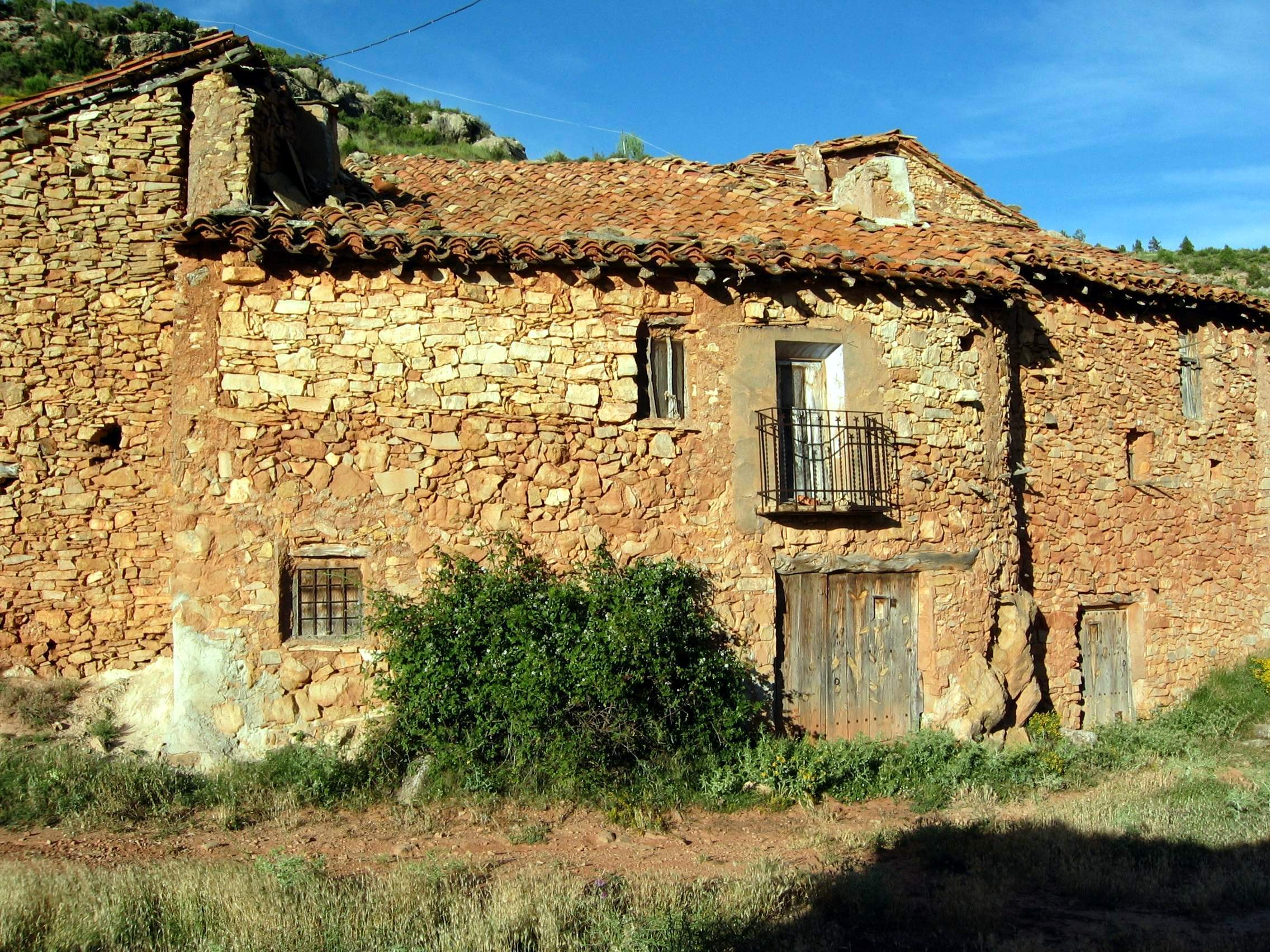
Vista de construccions tradicionals a Esbiaixa, Ademús, amb detall de murs de maçoneria en tota la façana, any 2012
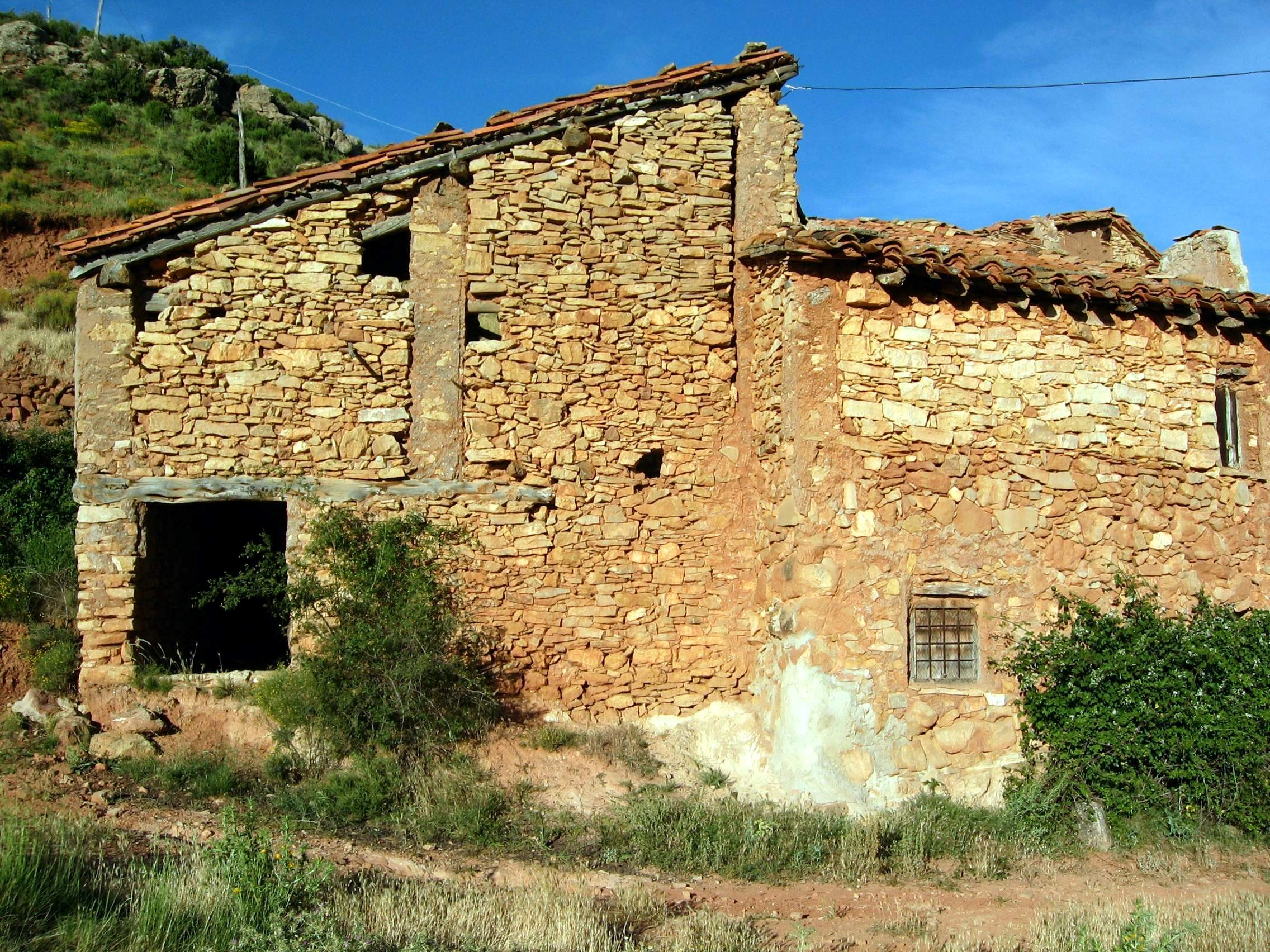
Vista de construccions tradicionals a Esbiaixa, Ademús, amb detall de murs de maçoneria en tota la façana, any 2012
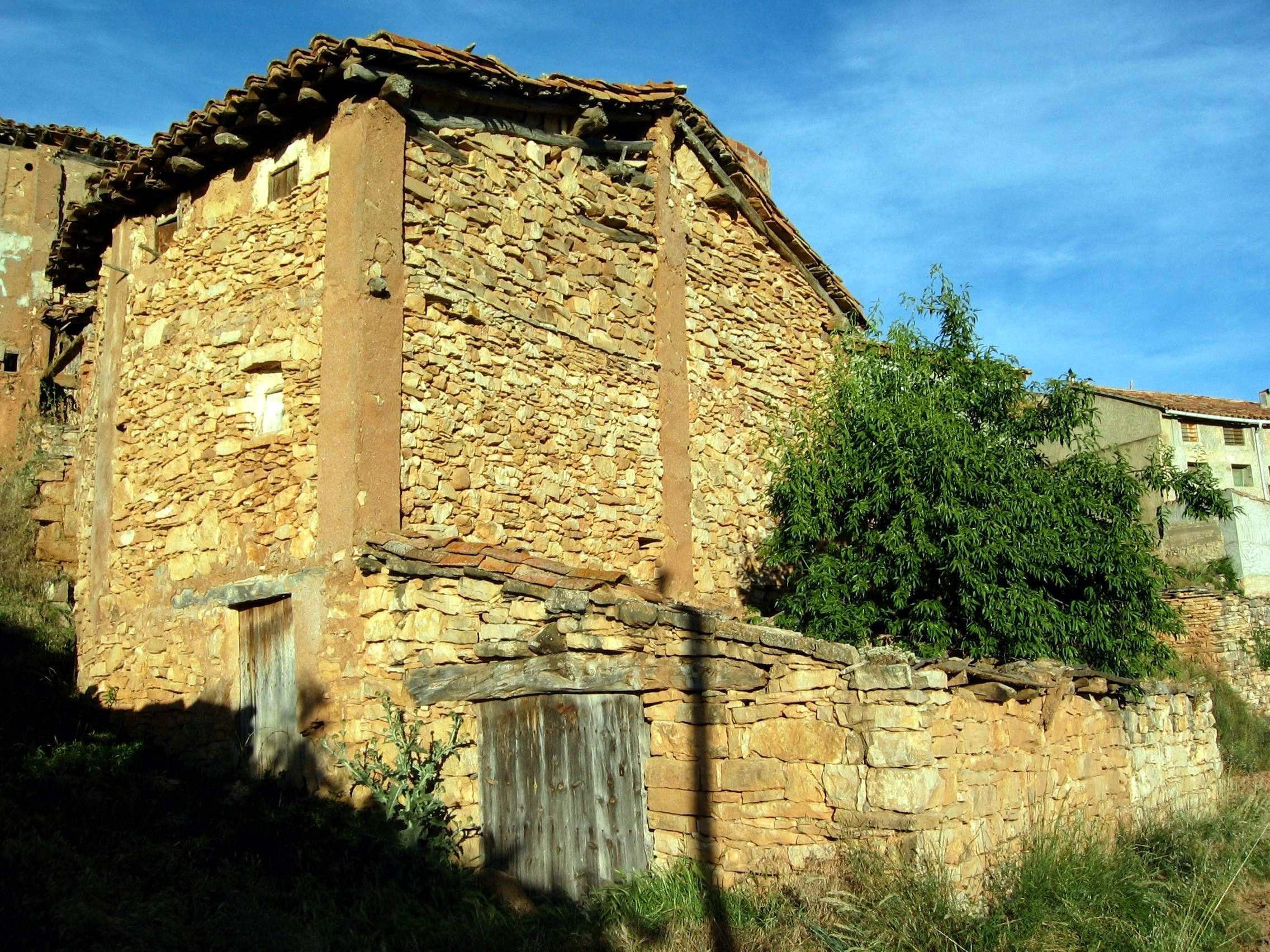
Vista de construccions tradicionals a Esbiaixa, Ademús, amb detall de murs de maçoneria en tota la façana, any 2012
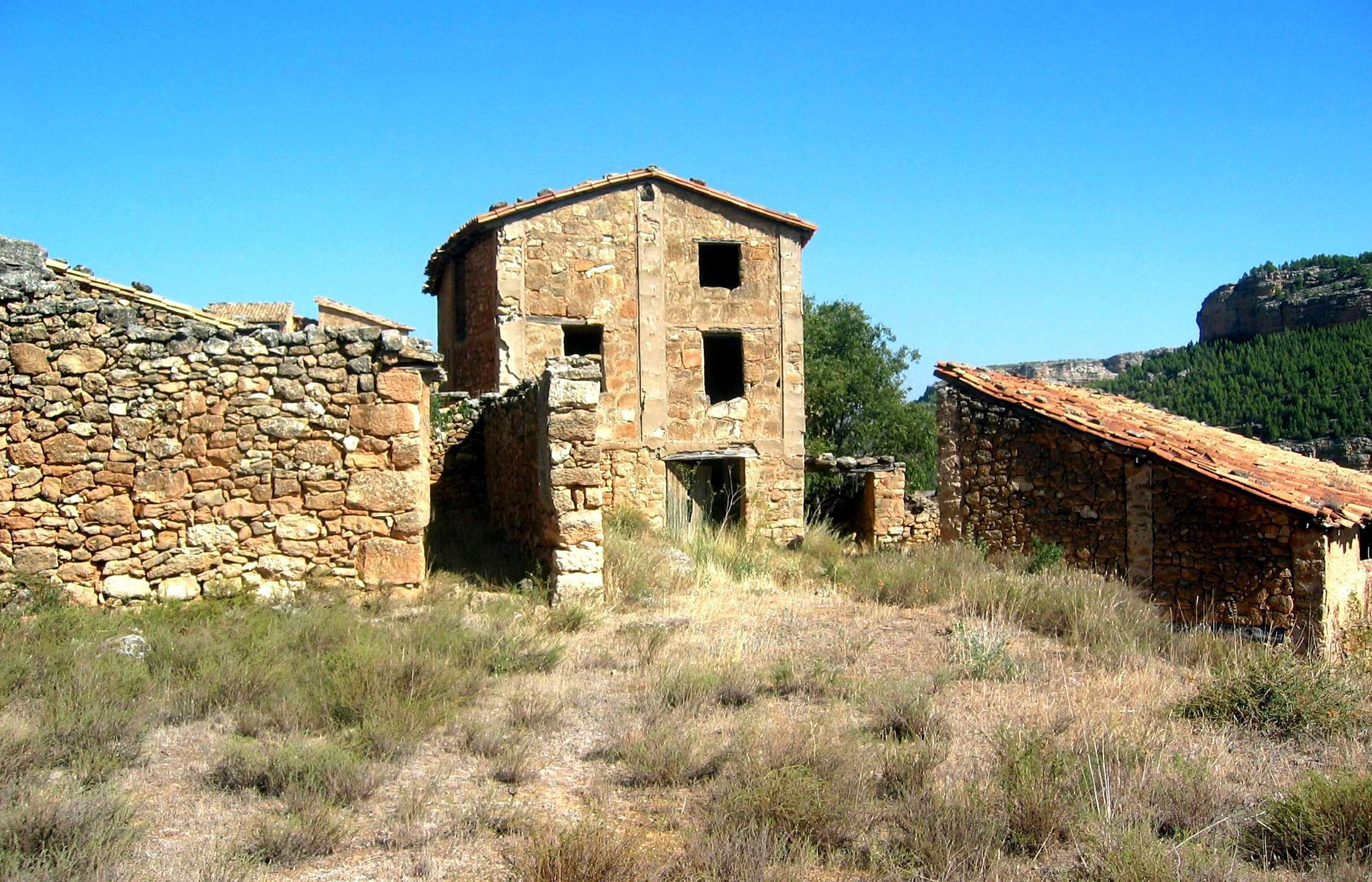
Vista parcial del mas Casas de la Balsa (Ademús), any 2008
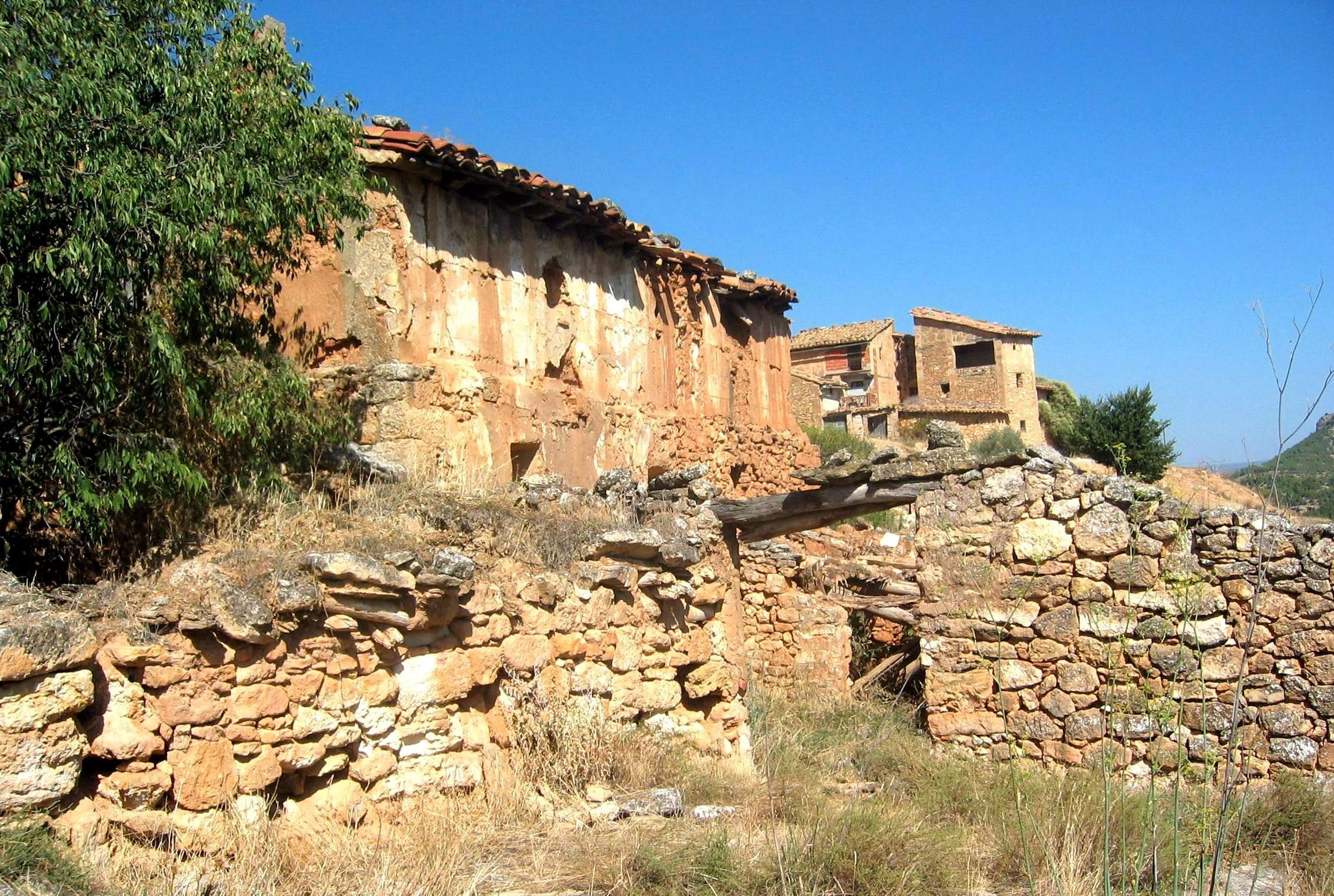
Detall de construcció tradicional a Casas de la Balsa (Ademús), any 2008
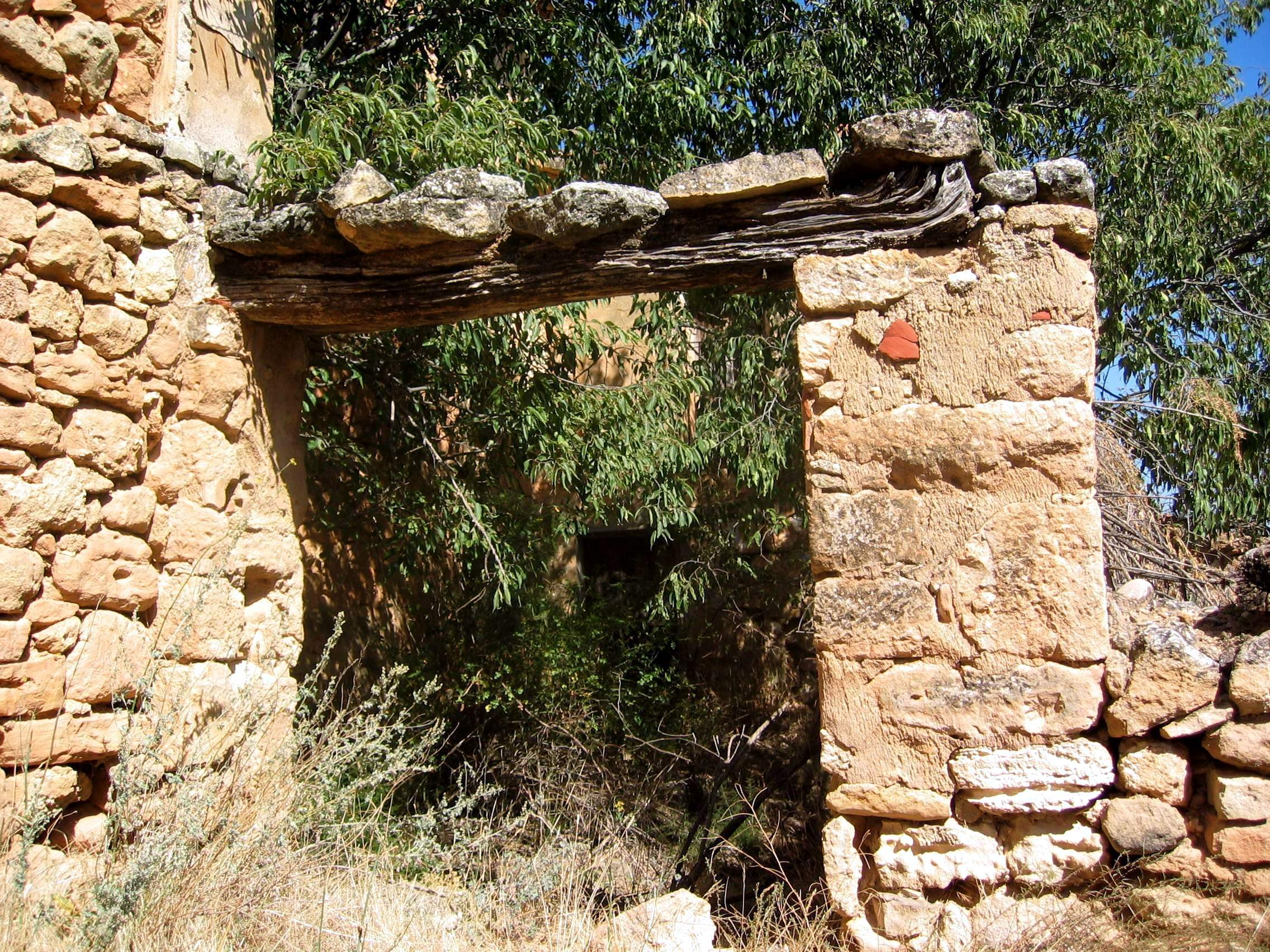
Detall de construcció tradicional a Casas de la Balsa (Ademús), any 2008
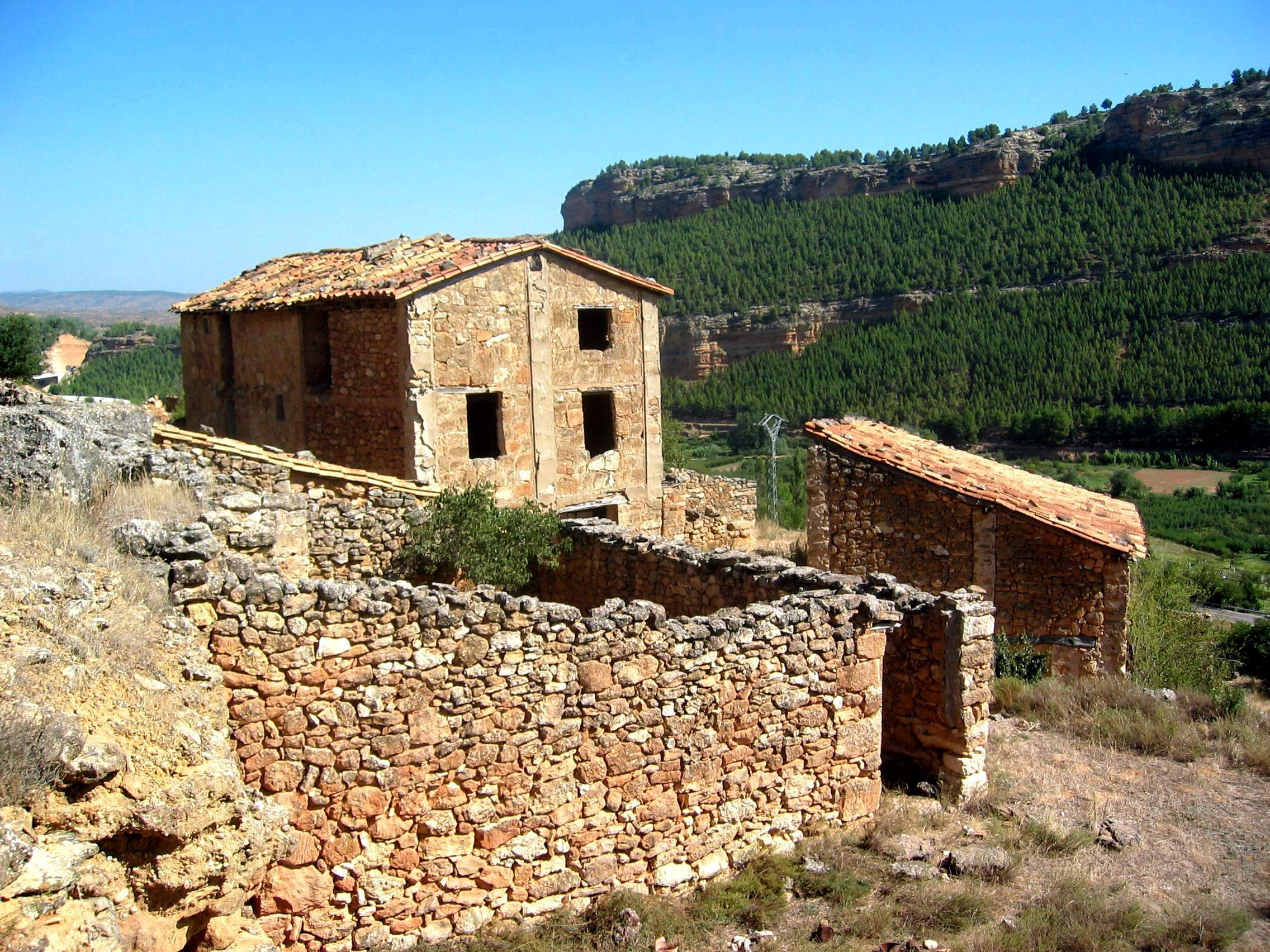
Vista parcial de Casas de la Balsa (Ademús), any 2008
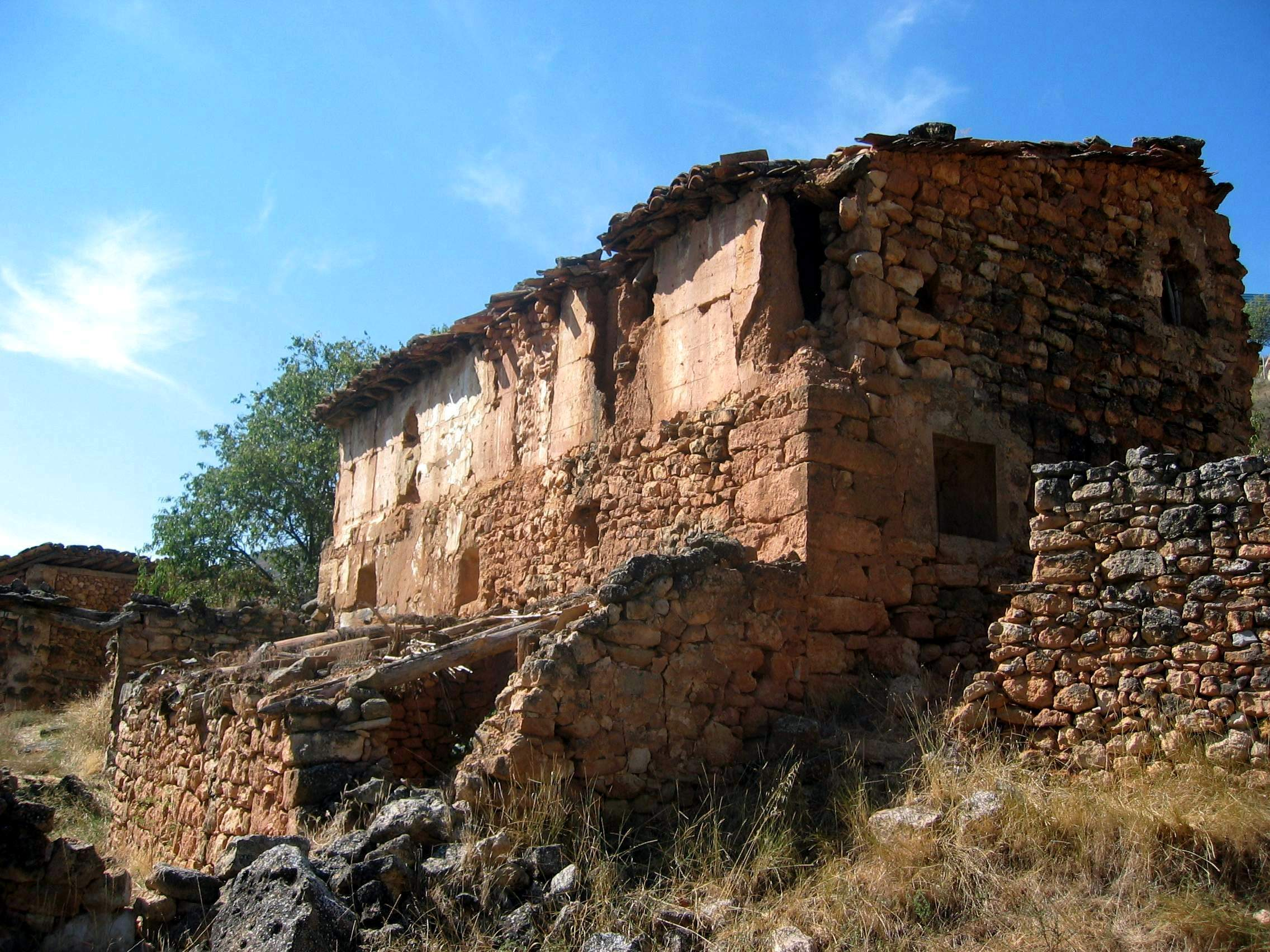
Detall de construcció tradicional a Casas de la Balsa (Ademús), any 2008
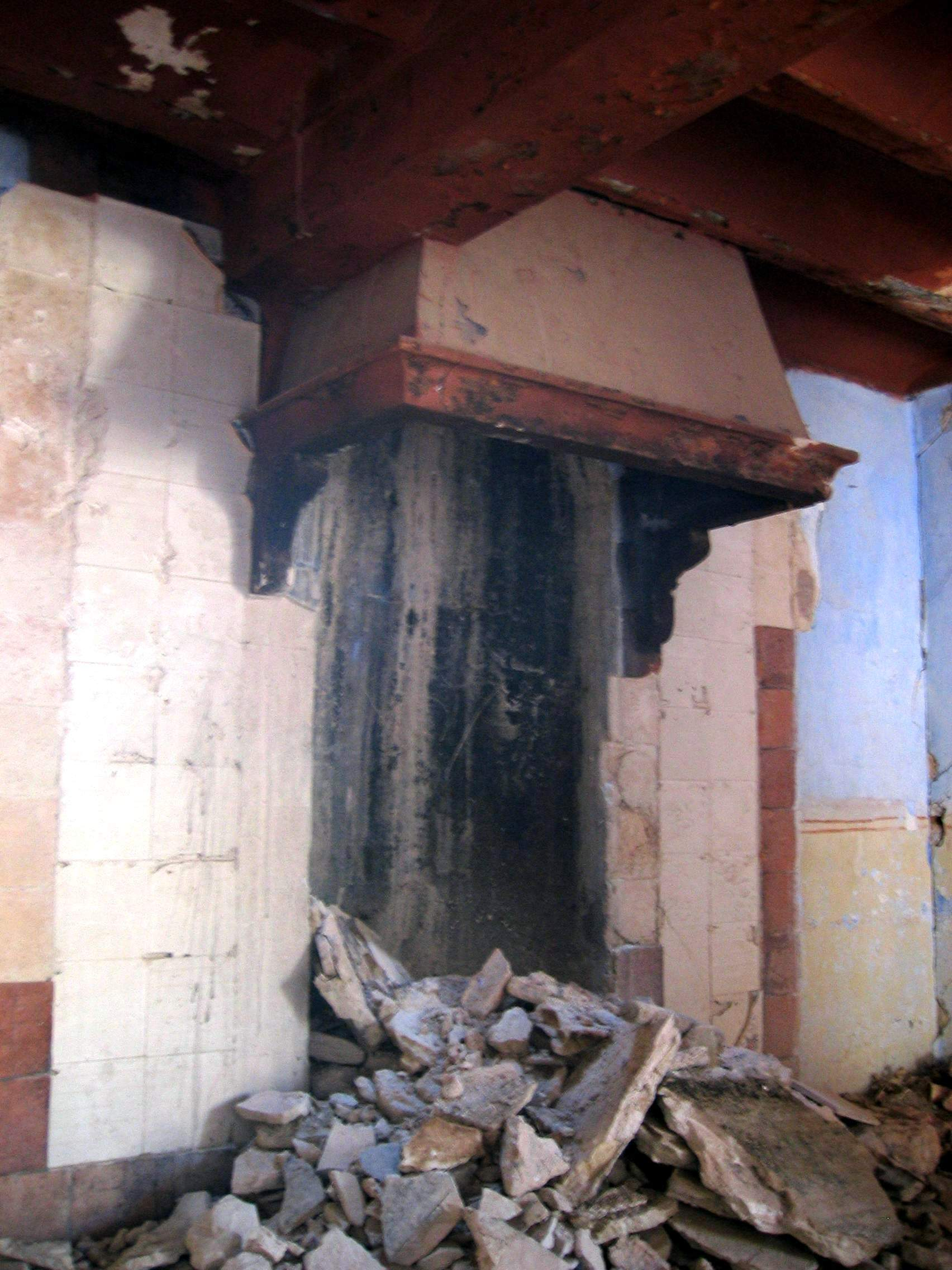
Detall de fumeral en ruïnes a Casas de la Balsa (Ademús), any 2008
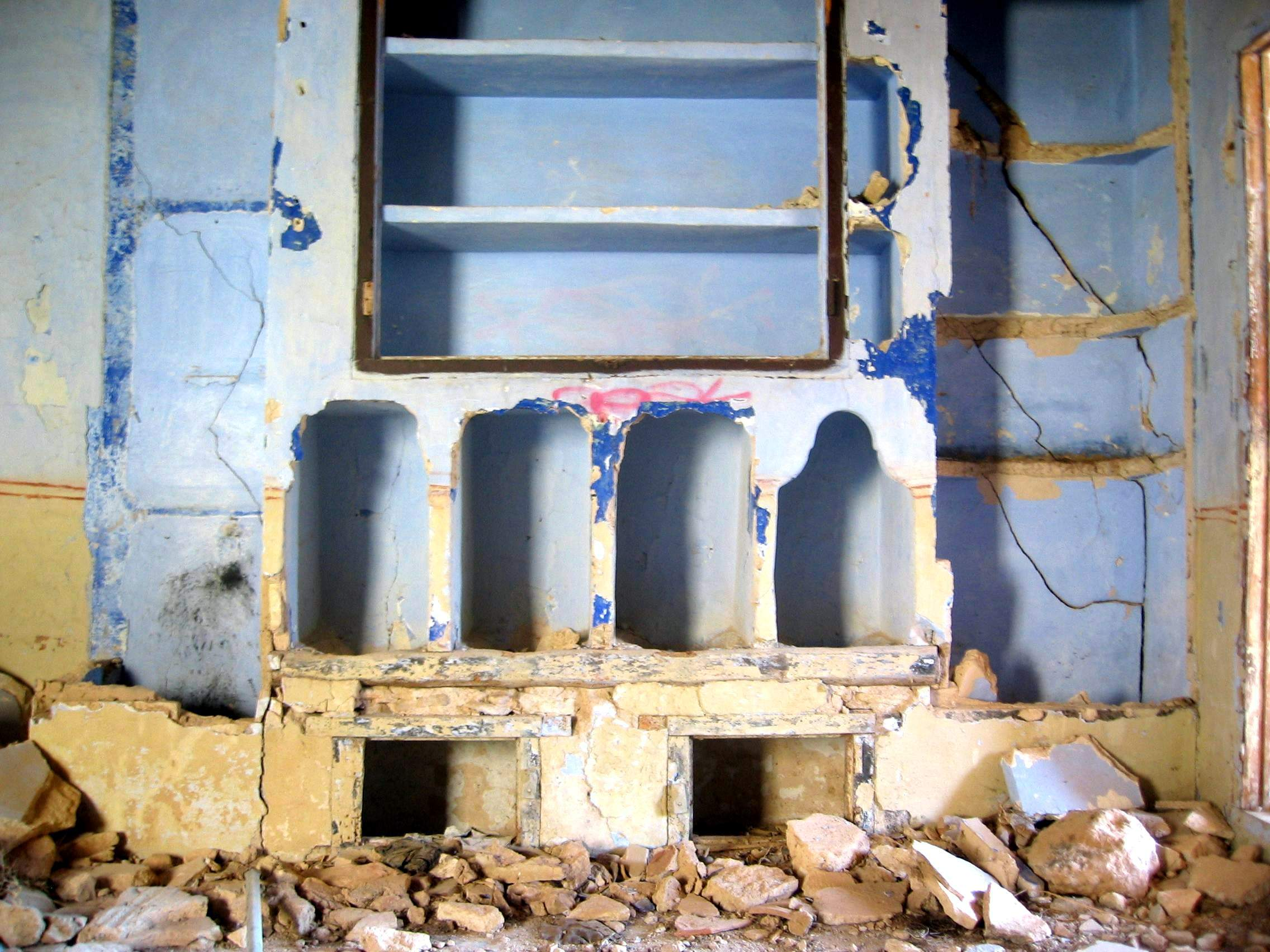
Detall d'armari de rebost i cantirera en ruïnes a Casas de la Balsa (Ademús), any 2008

### Cases Altes

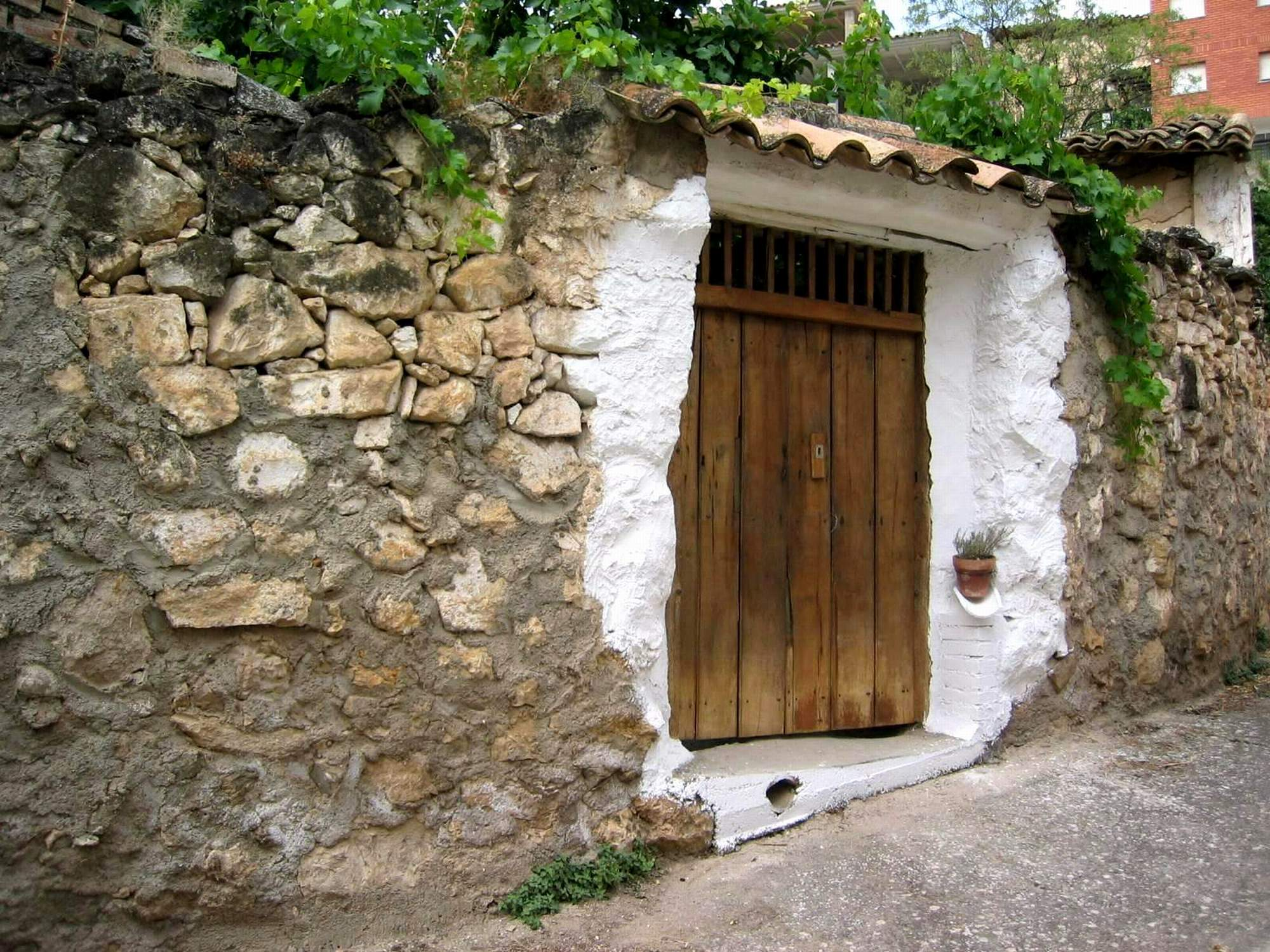
Detall d'arquitectura vernacla a Cases Altes (Ademús), any 2007
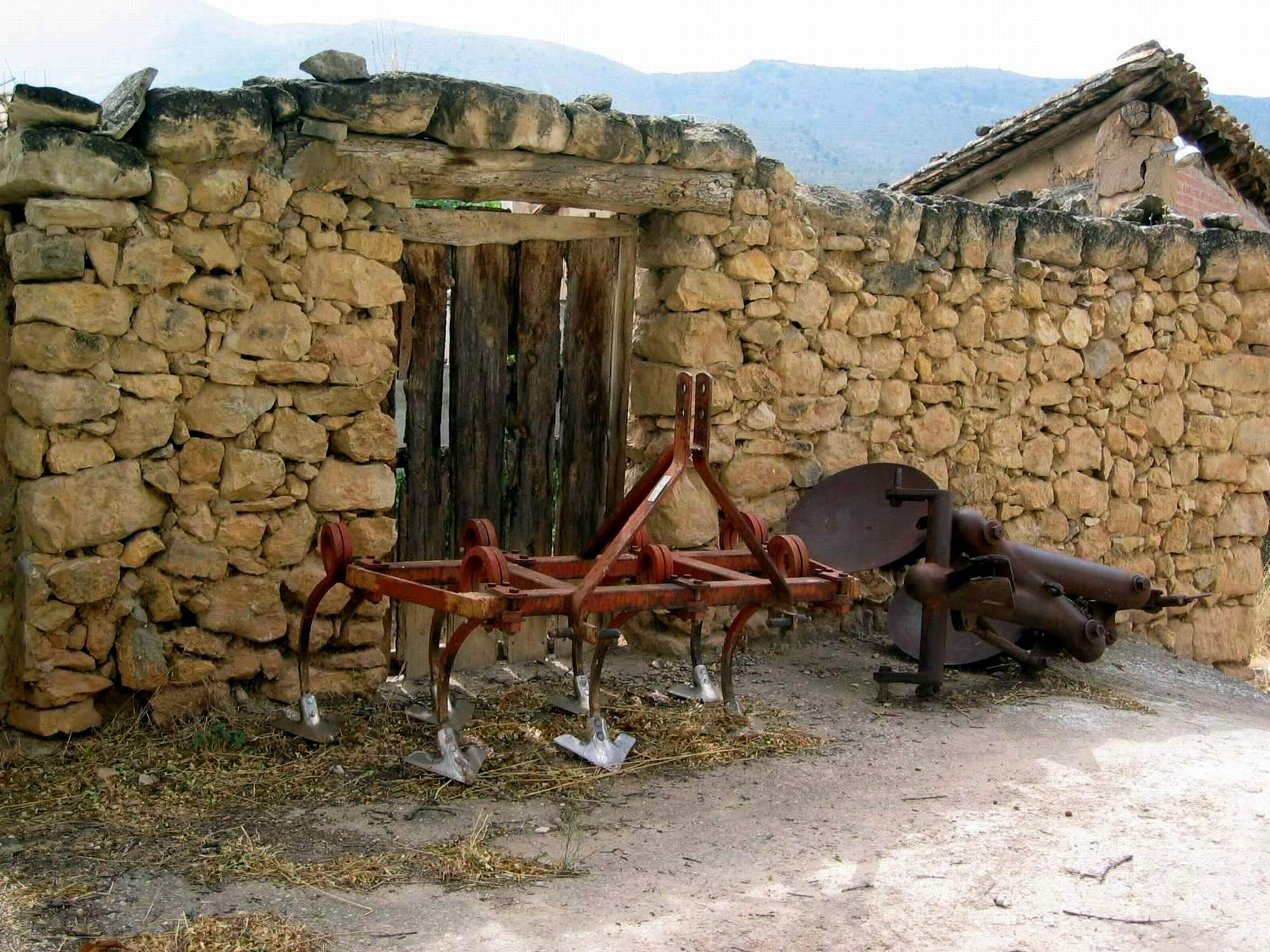
Detall d'arquitectura vernacla a Cases Altes (Ademús), any 2007
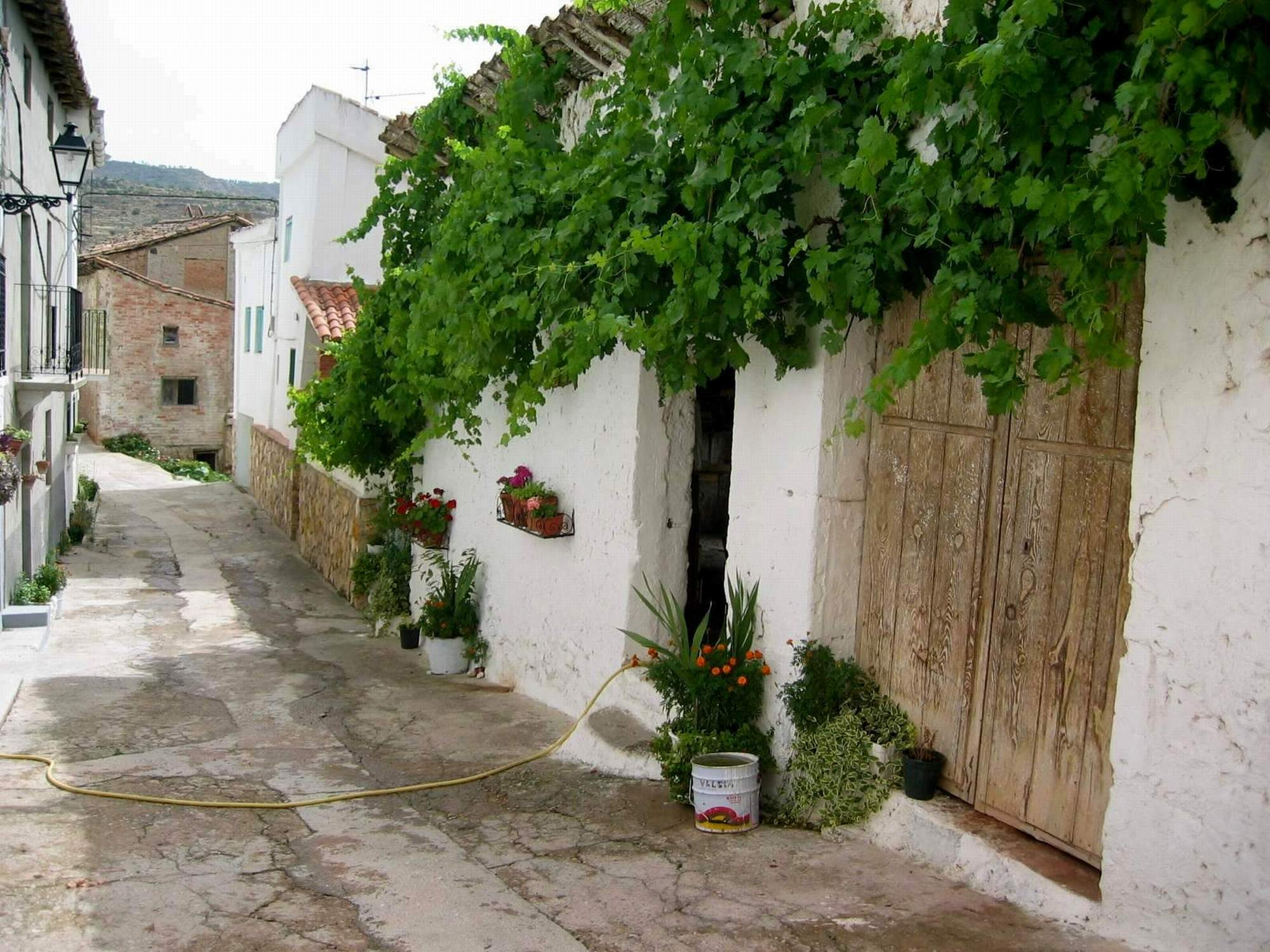
Detall d'arquitectura vernacla a Cases Altes (Ademús), any 2007
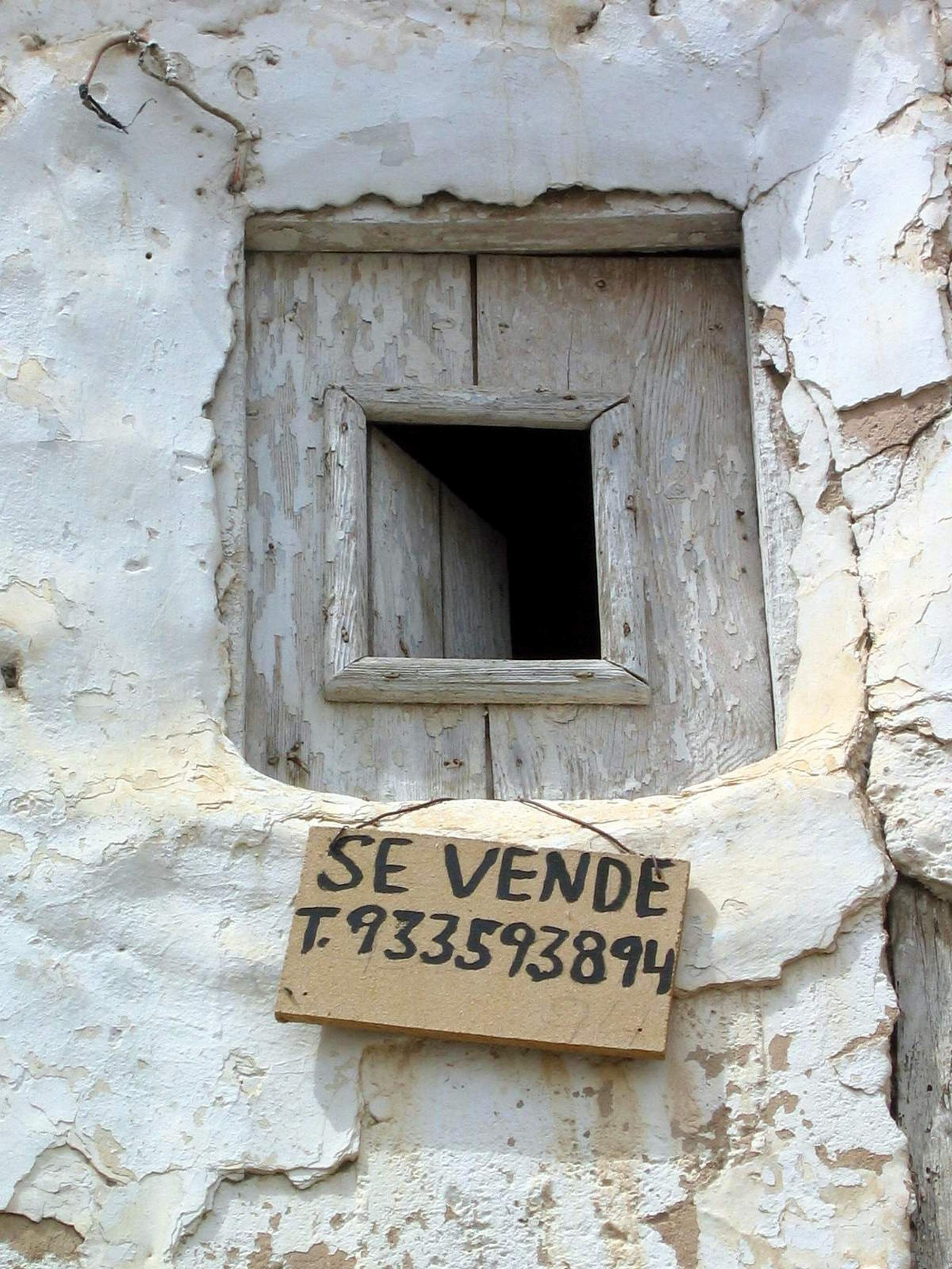
Detall d'arquitectura tradicional a Cases Altes (Ademús), any 2007
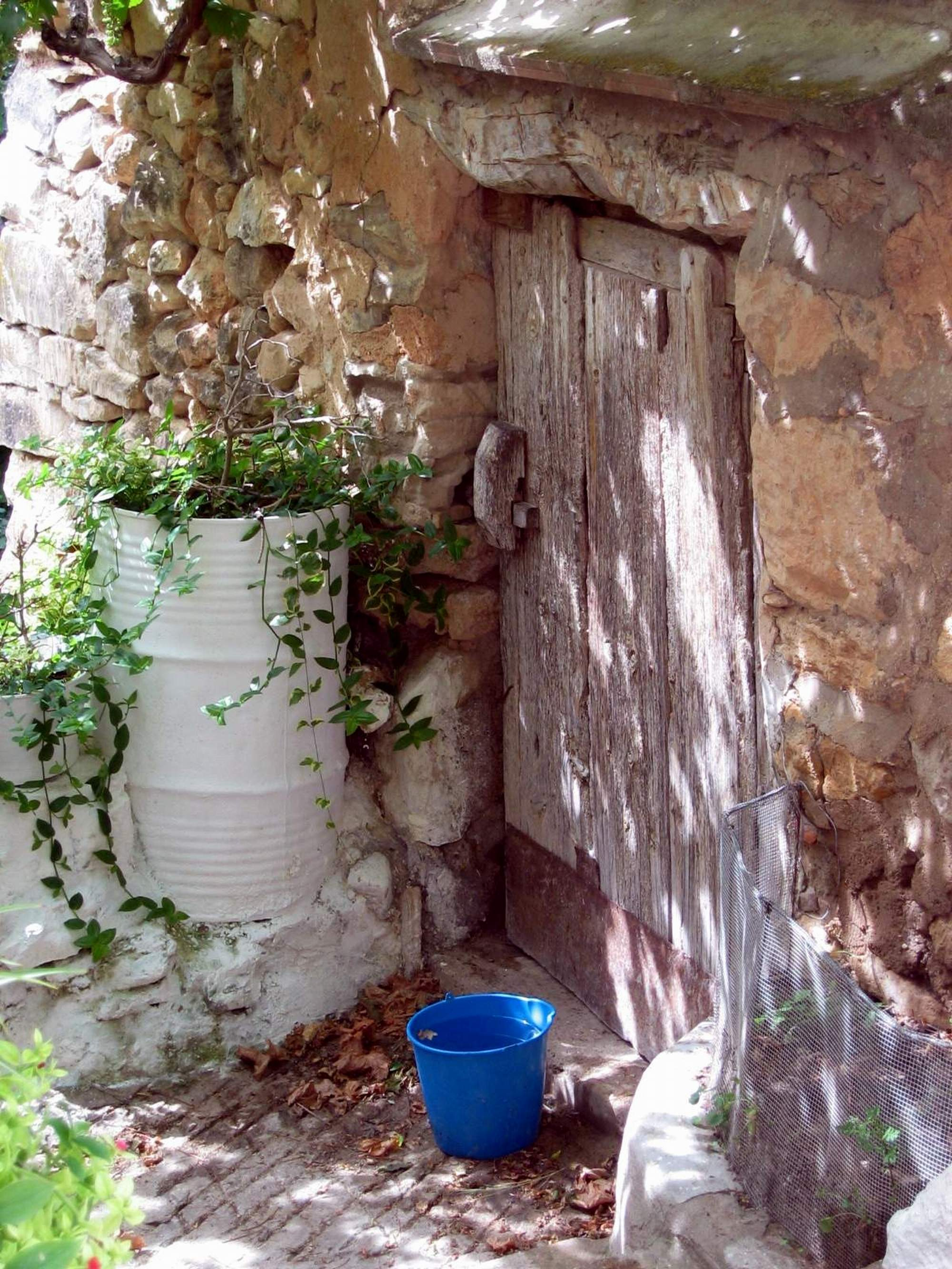
Detall d'arquitectura vernacla a Cases Altes (Ademús), any 2007
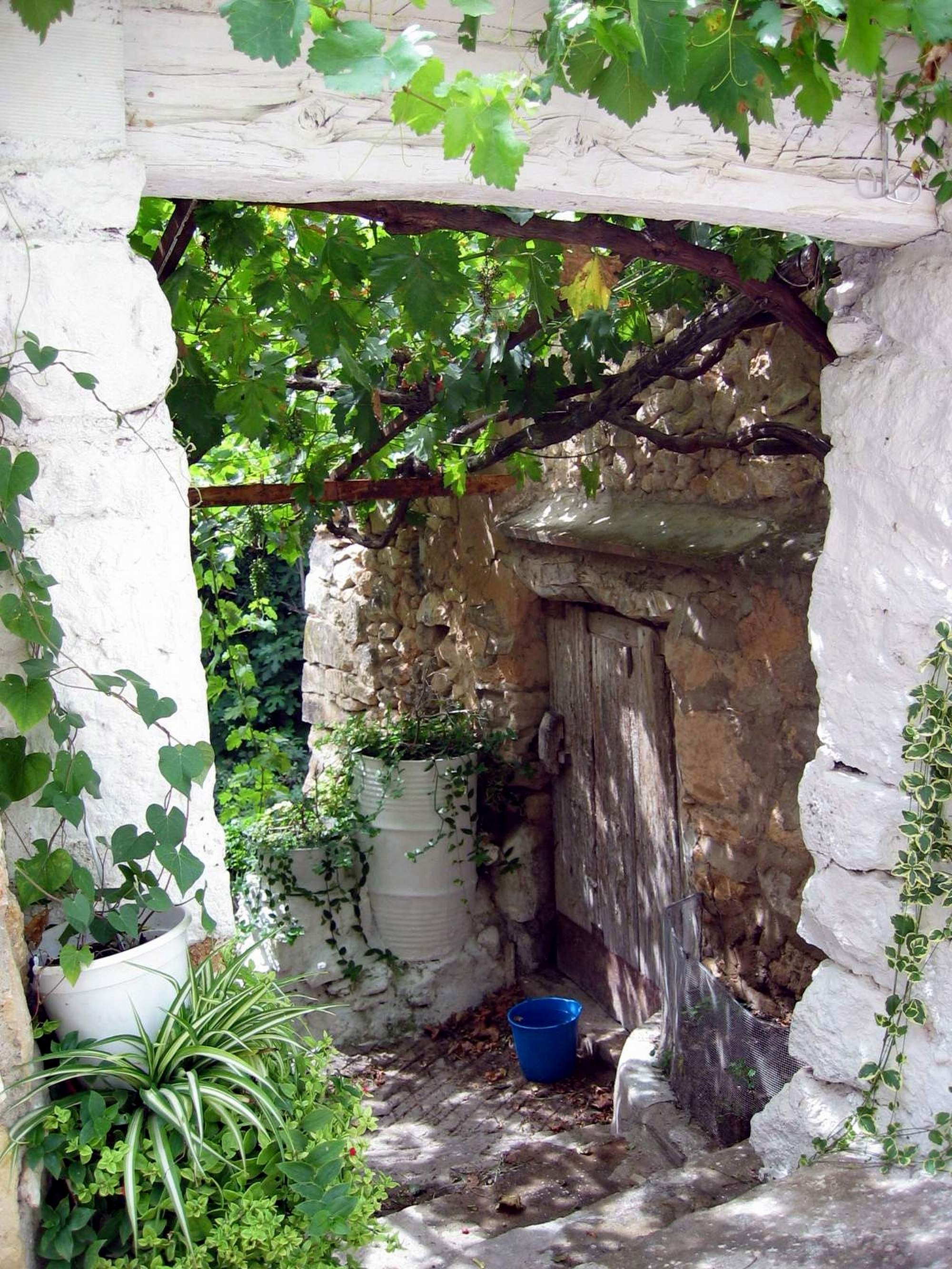
Detall d'arquitectura tradicional a Cases Altes (Ademús), any 2007
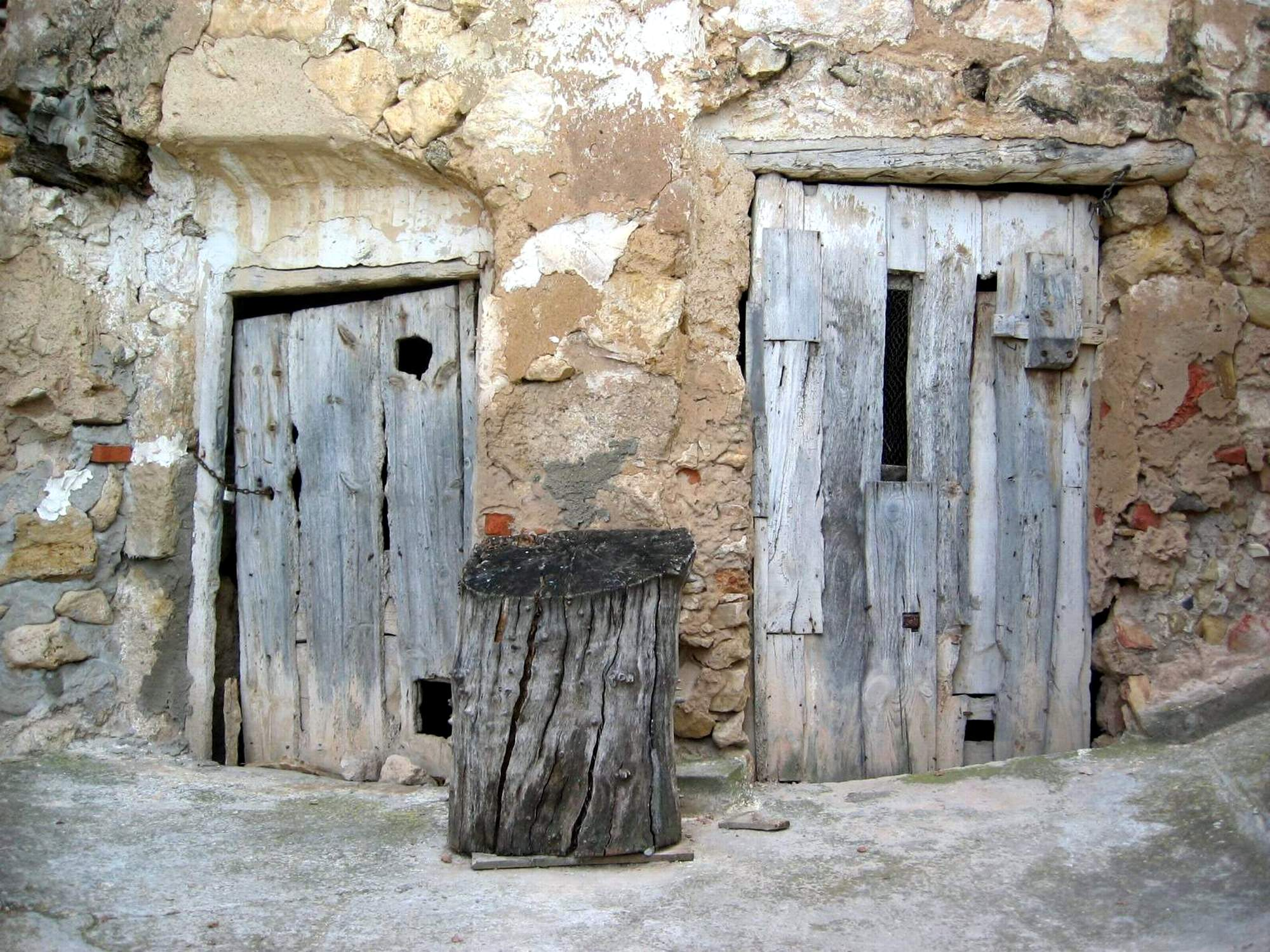
Detall d'arquitectura vernacla a Cases Altes (Ademús), any 2007
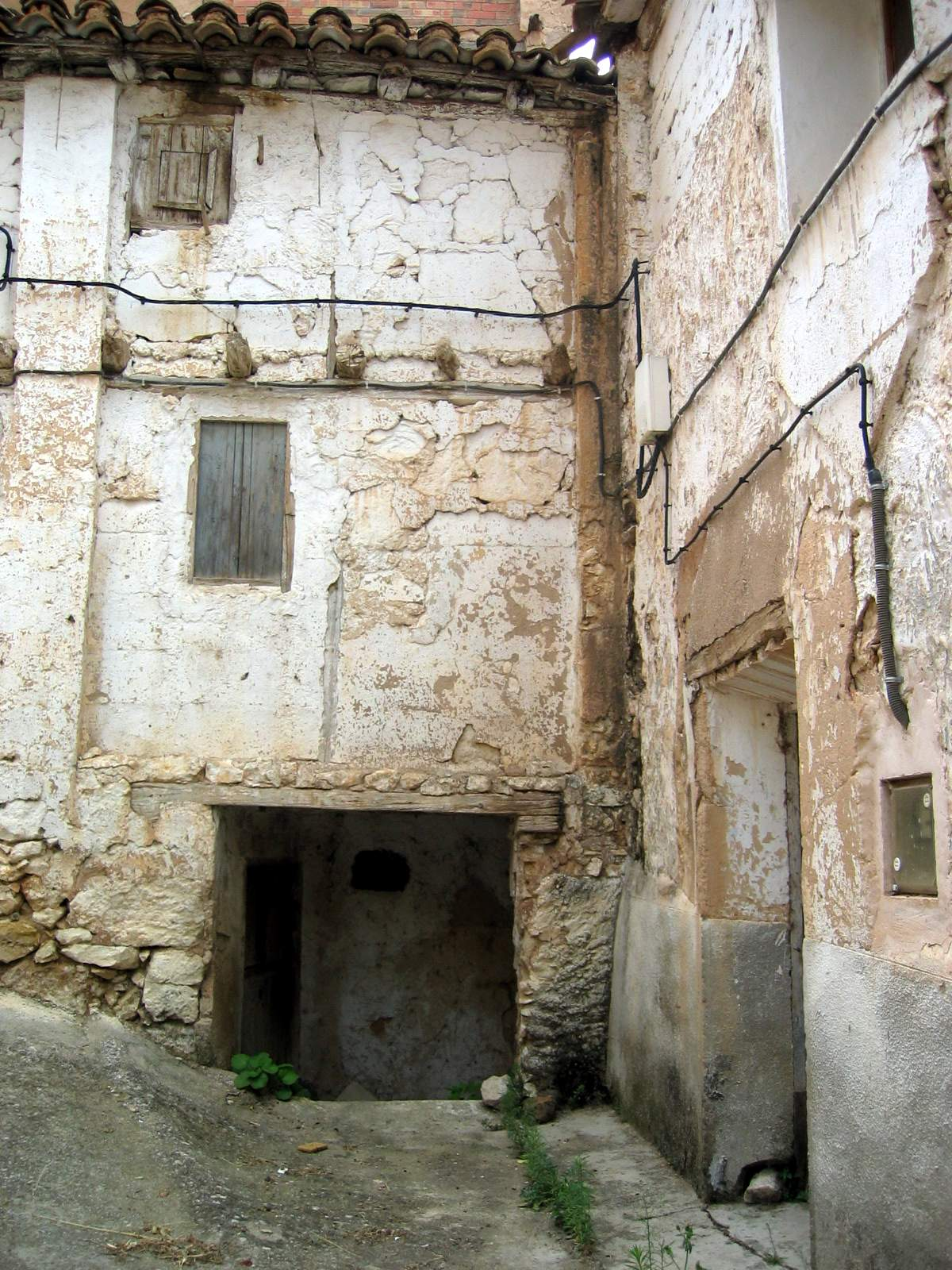
Detall d'arquitectura tradicional a Cases Altes (Ademús), any 2003
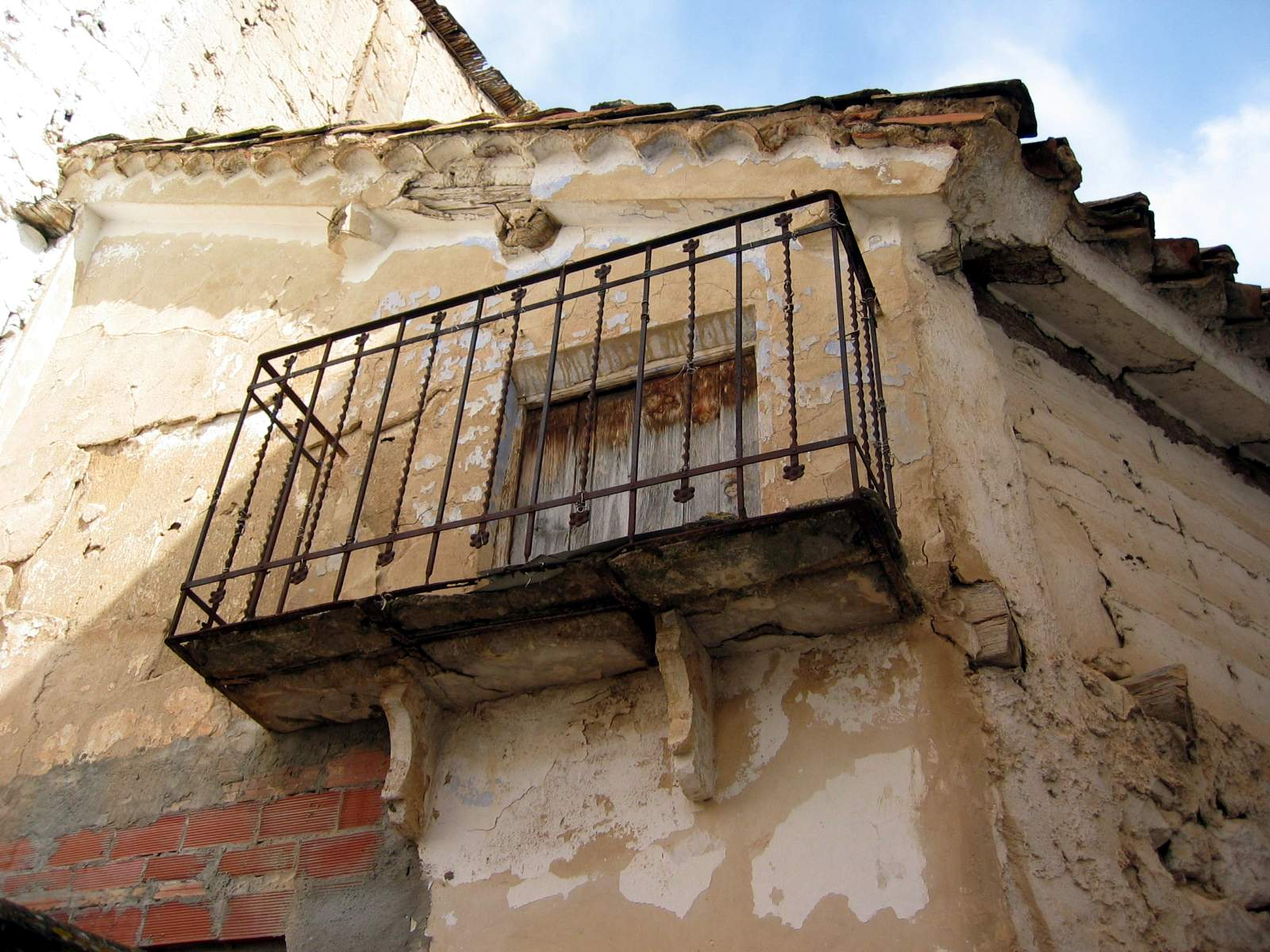
Detall d'arquitectura tradicional a Cases Altes (Ademús), any 2003
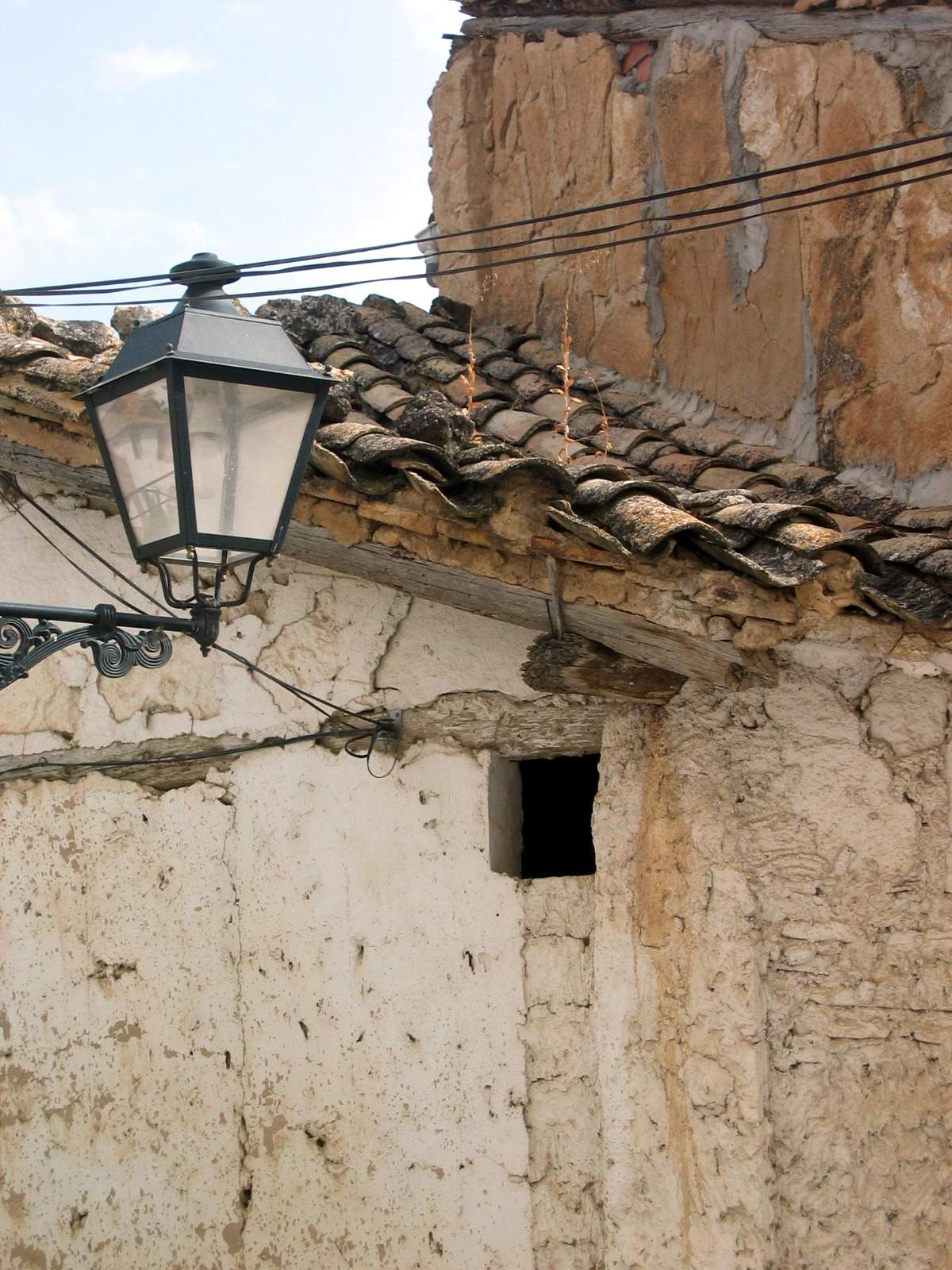
Detall d'arquitectura vernacla a Cases Altes (Ademús), any 2003
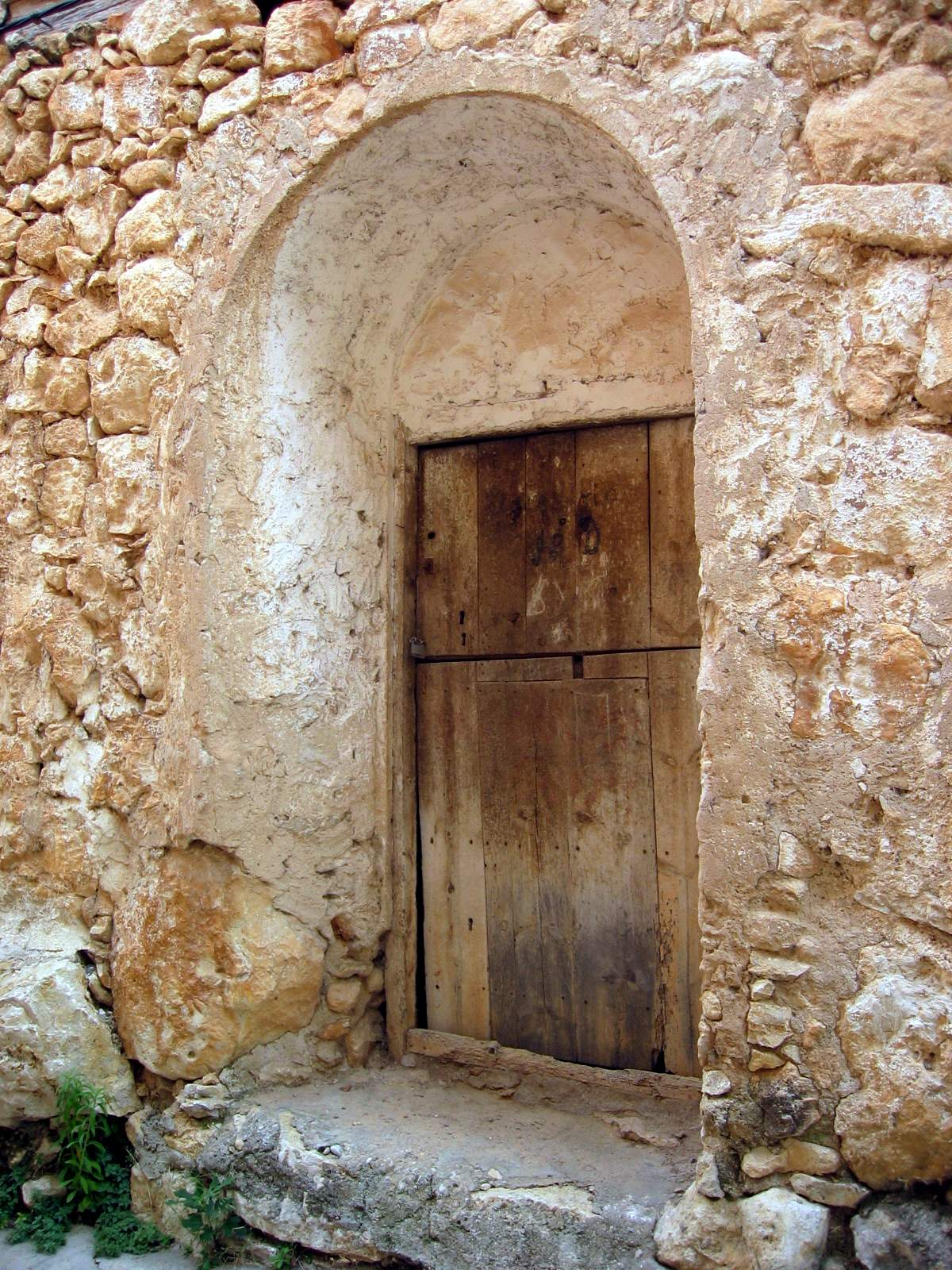
Detall d'arquitectura tradicional a Cases Altes (Ademús), any 2003
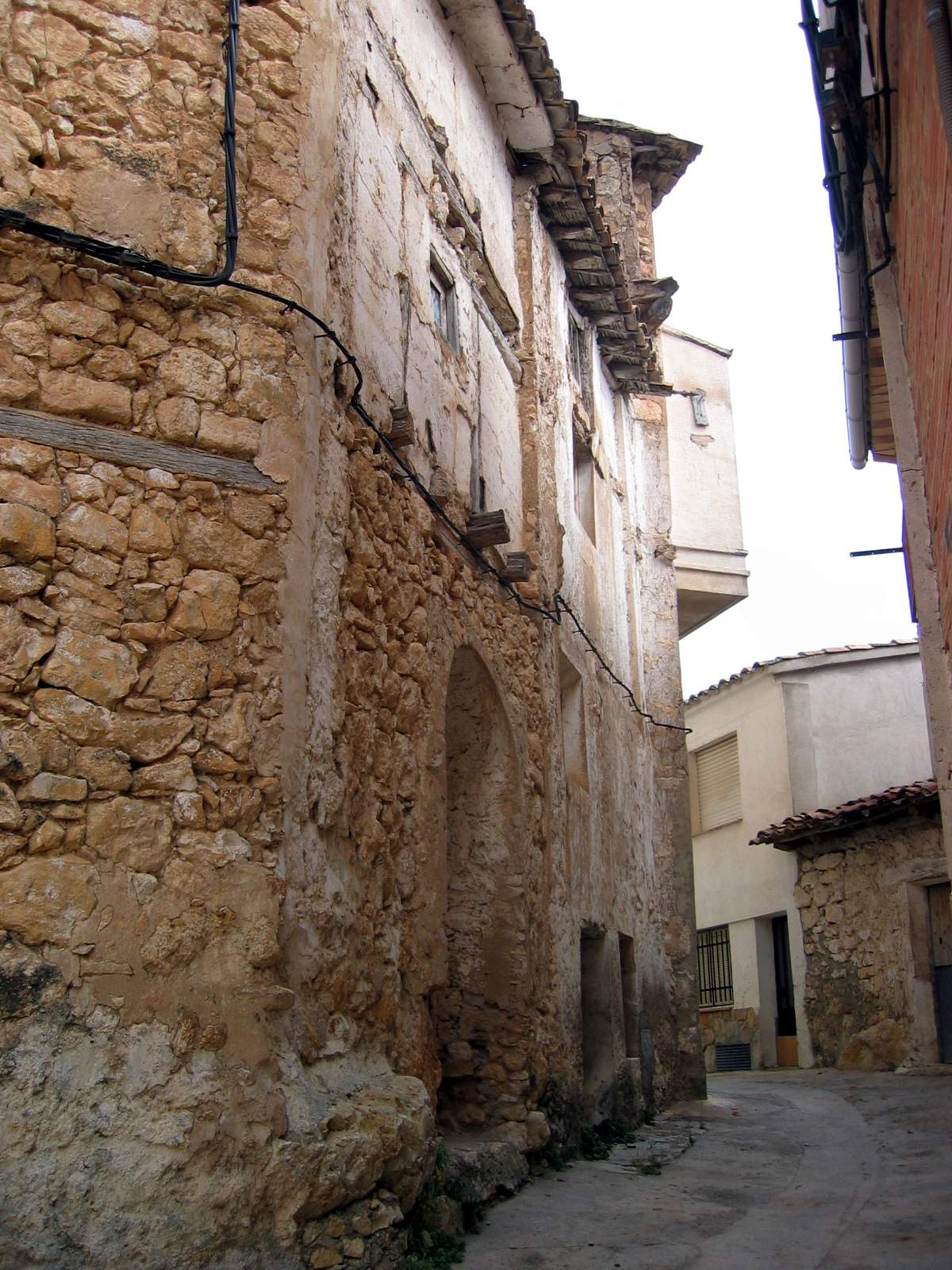
Detall d'arquitectura vernacla a Cases Altes (Ademús), any 2003
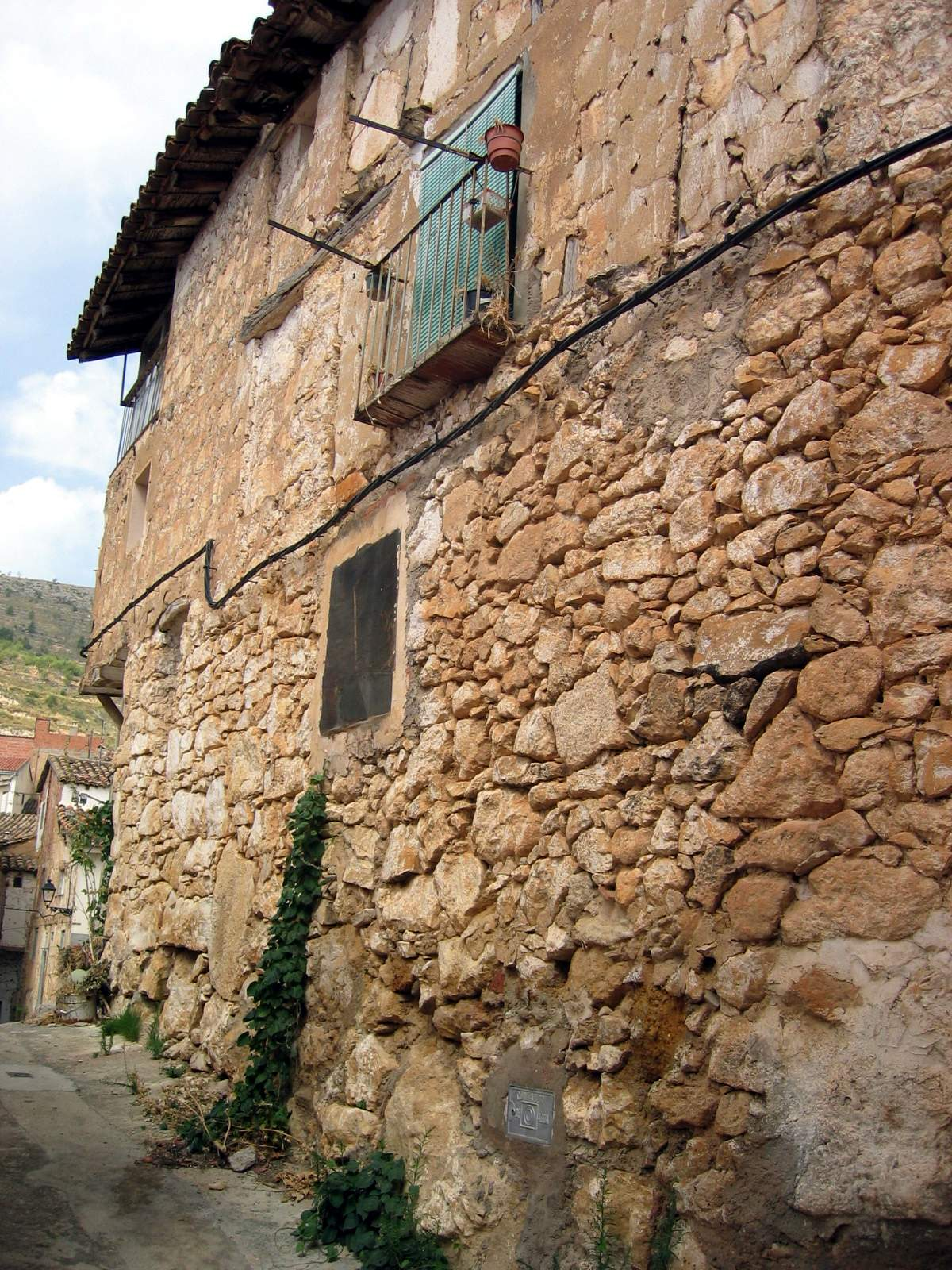
Detall d'arquitectura tradicional a Cases Altes (Ademús), any 2003
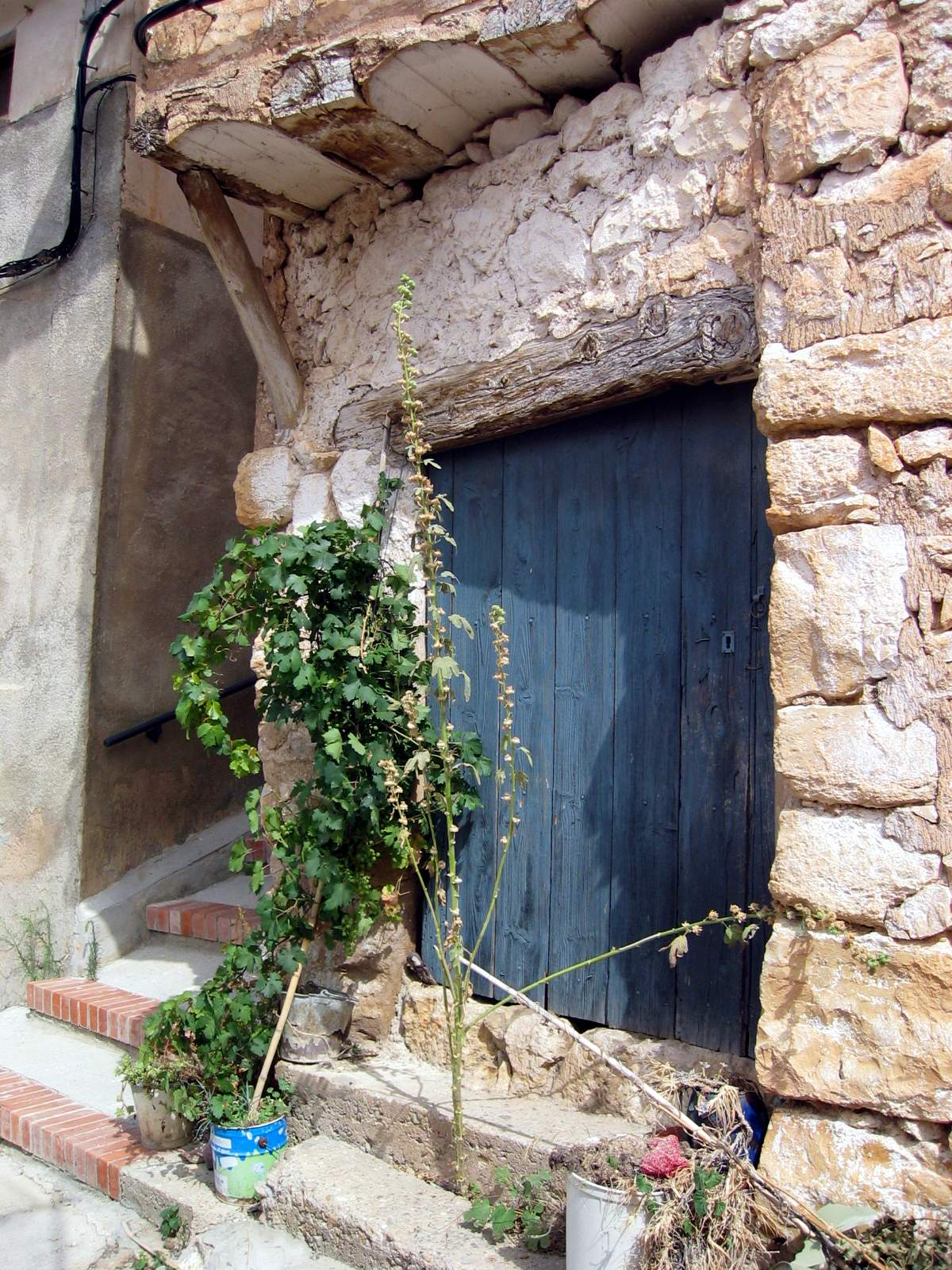
Detall d'arquitectura tradicional a Cases Altes (Ademús), any 2003
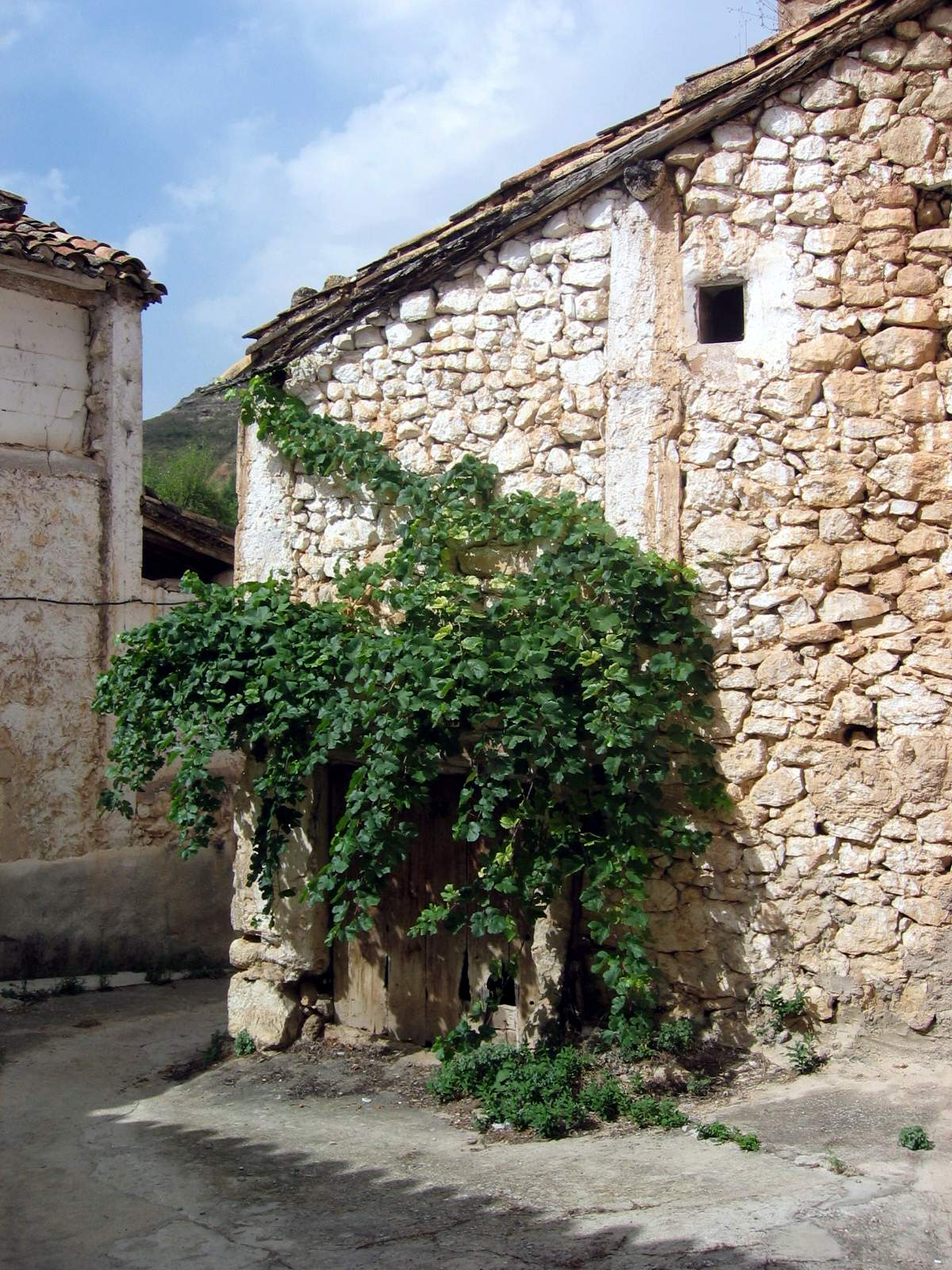
Detall d'arquitectura tradicional a Cases Altes (Ademús), any 2003
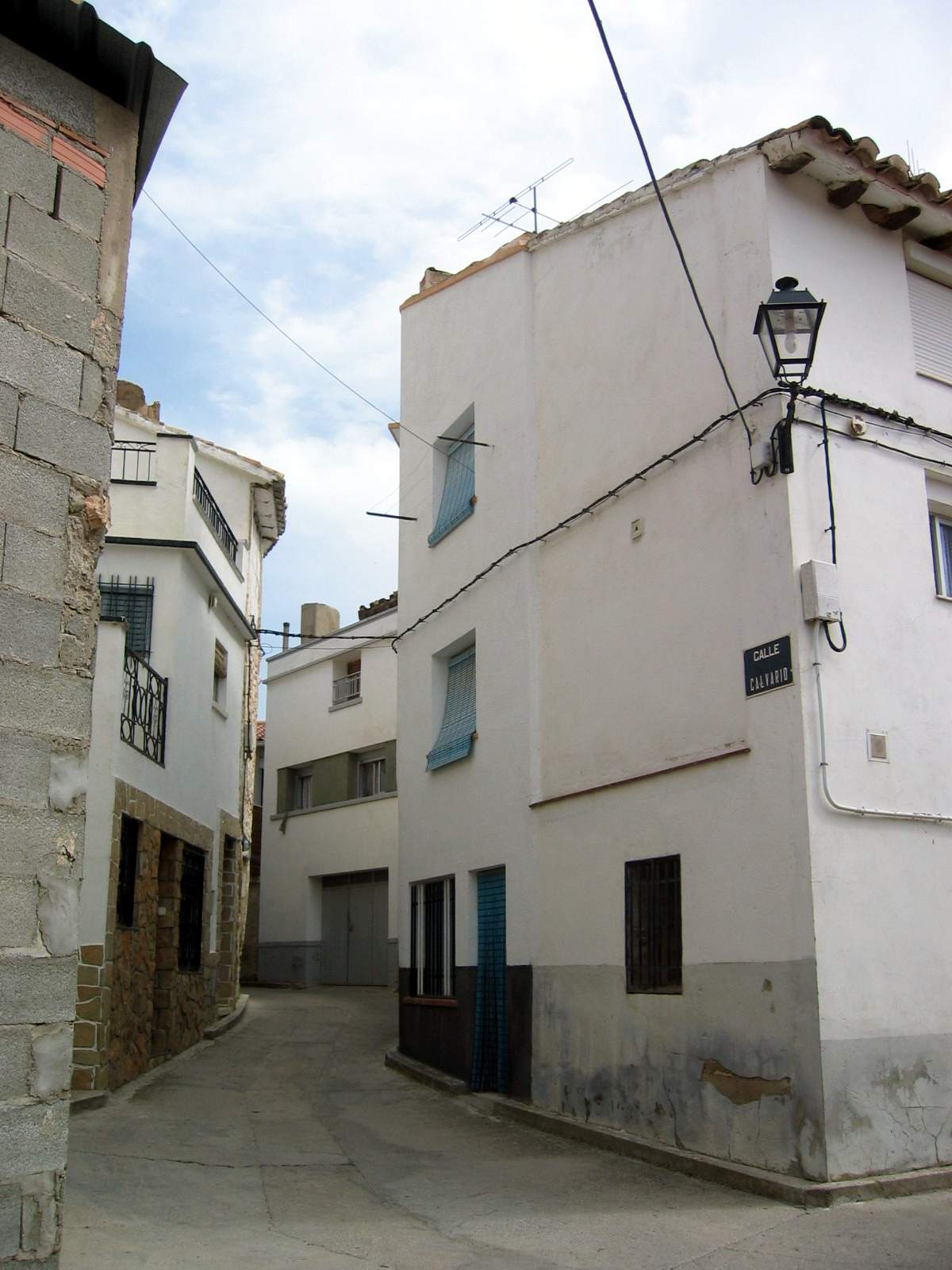
Cases Altes (Ademús), any 2003
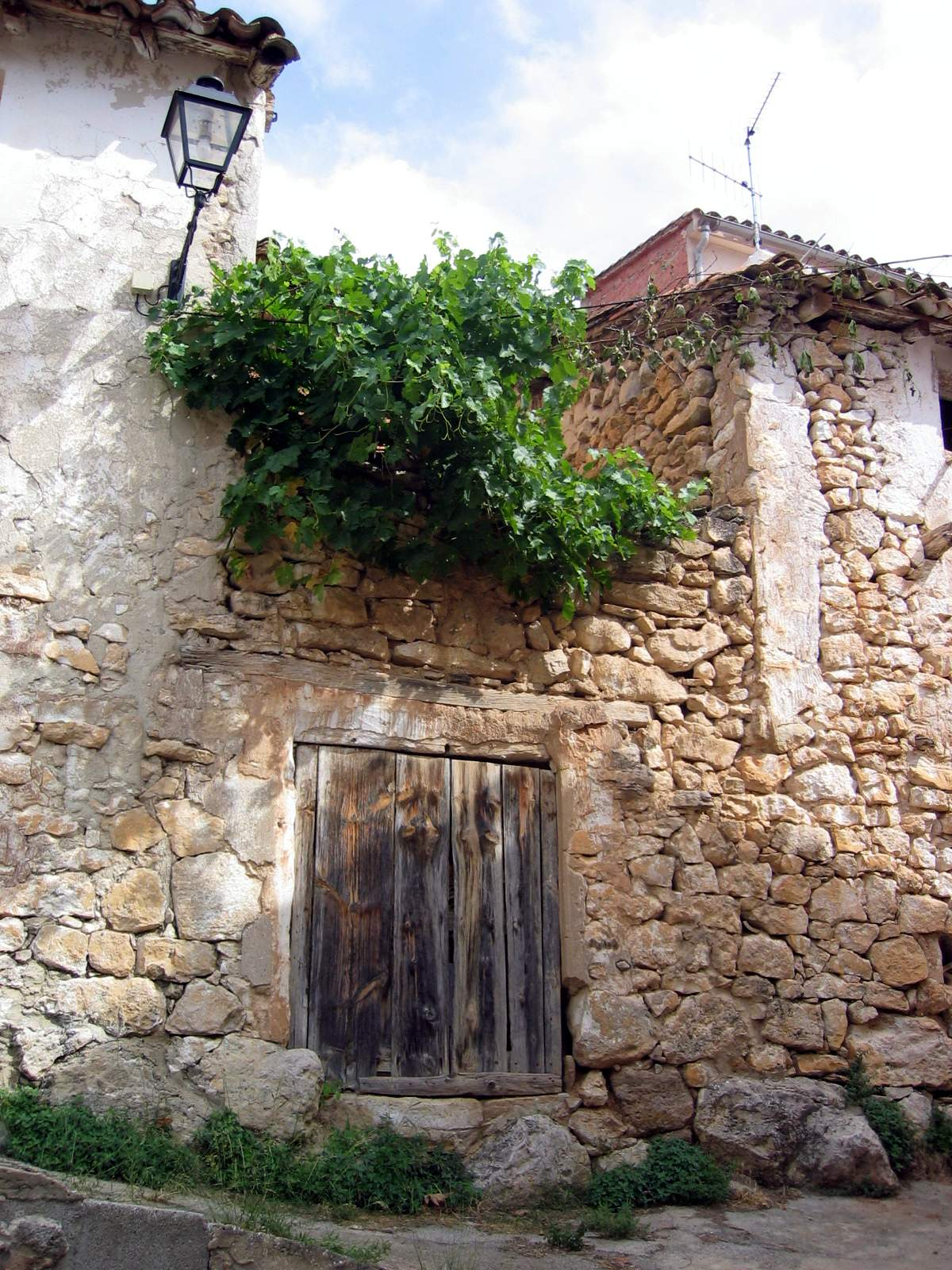
Cases Altes (Ademús), any 2003
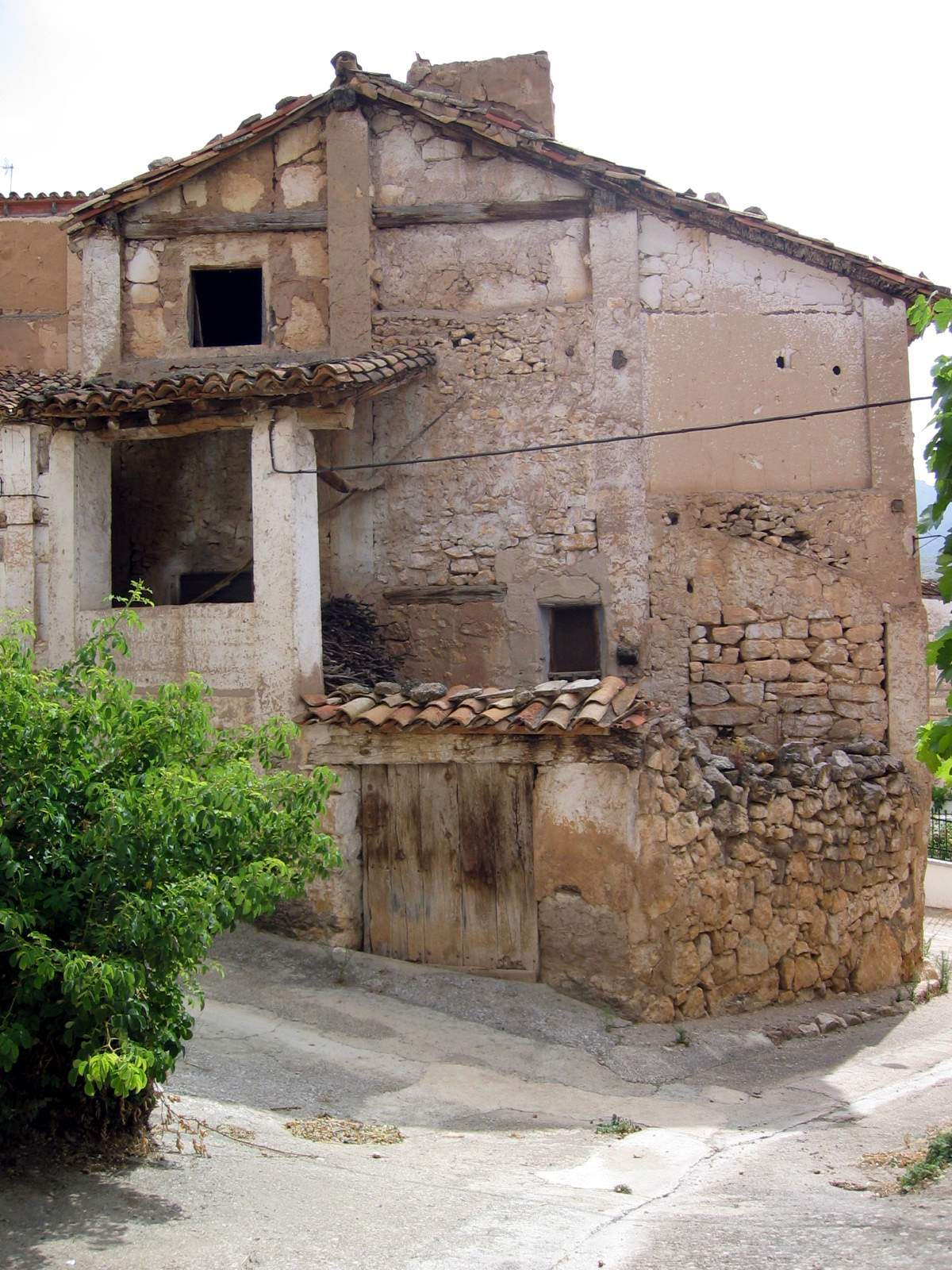
Cases Altes (Ademús), any 2003
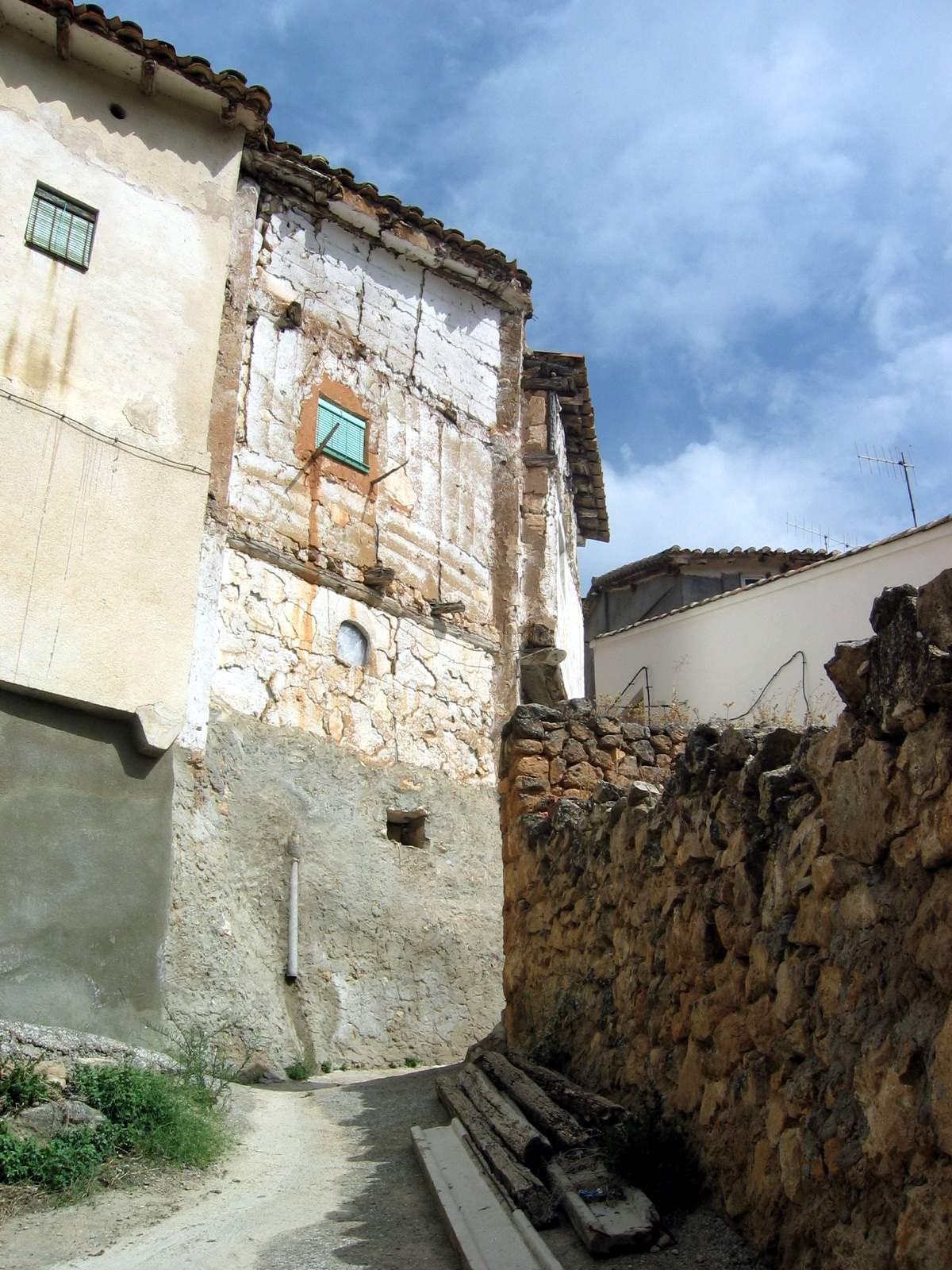
Cases Altes (Ademús), any 2003
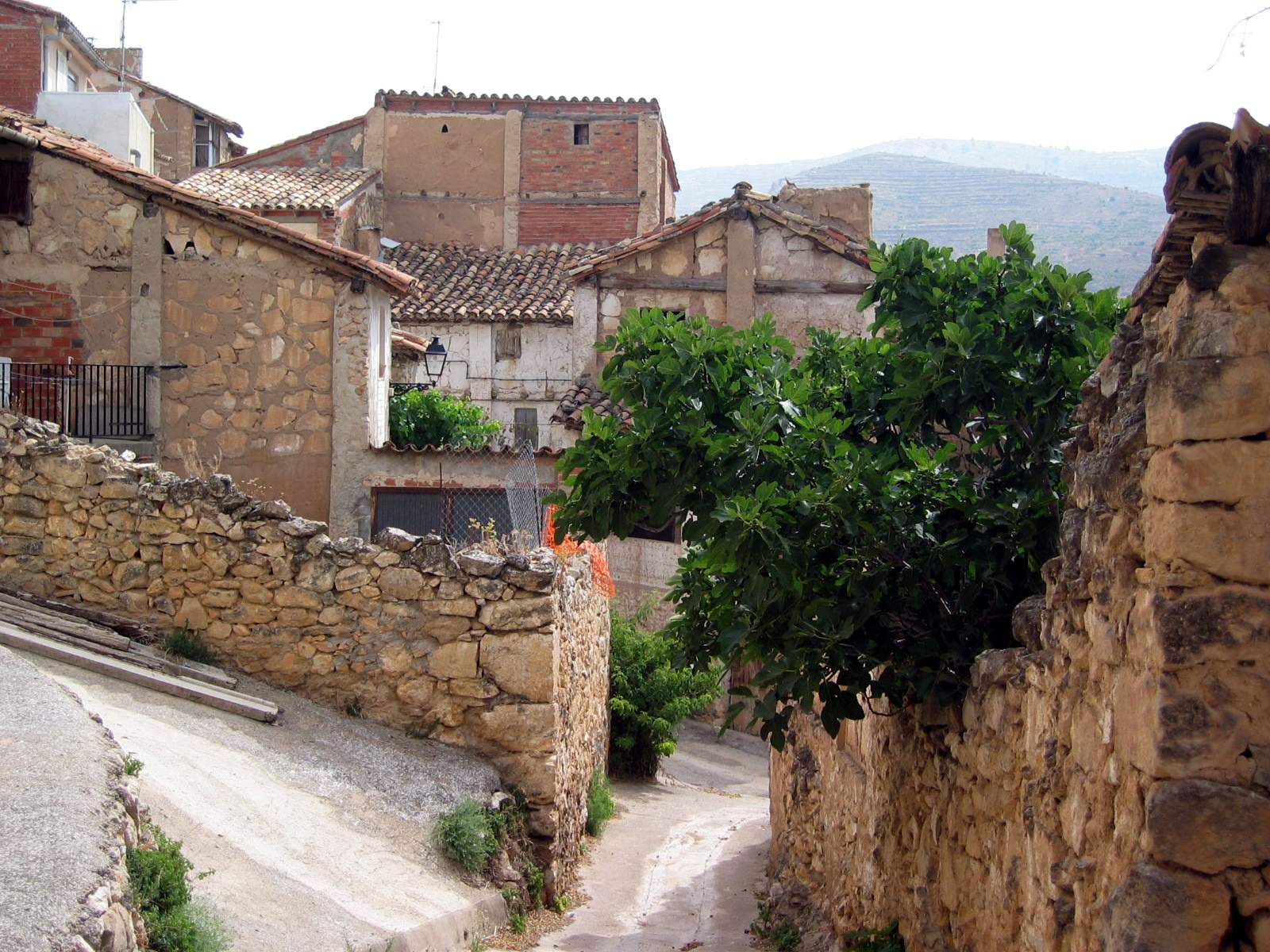
Cases Altes (Ademús), any 2003
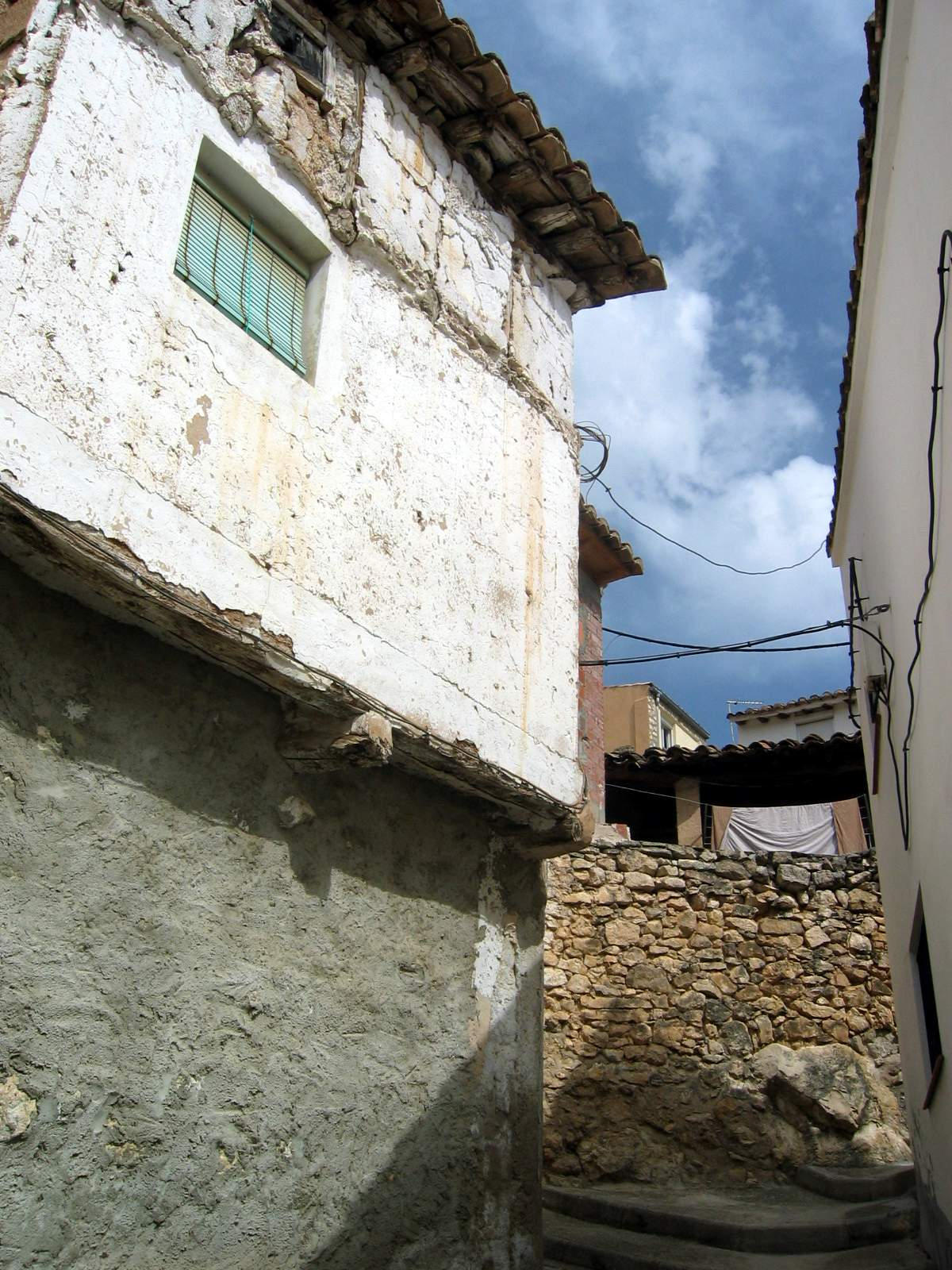
Cases Altes (Ademús), any 2003
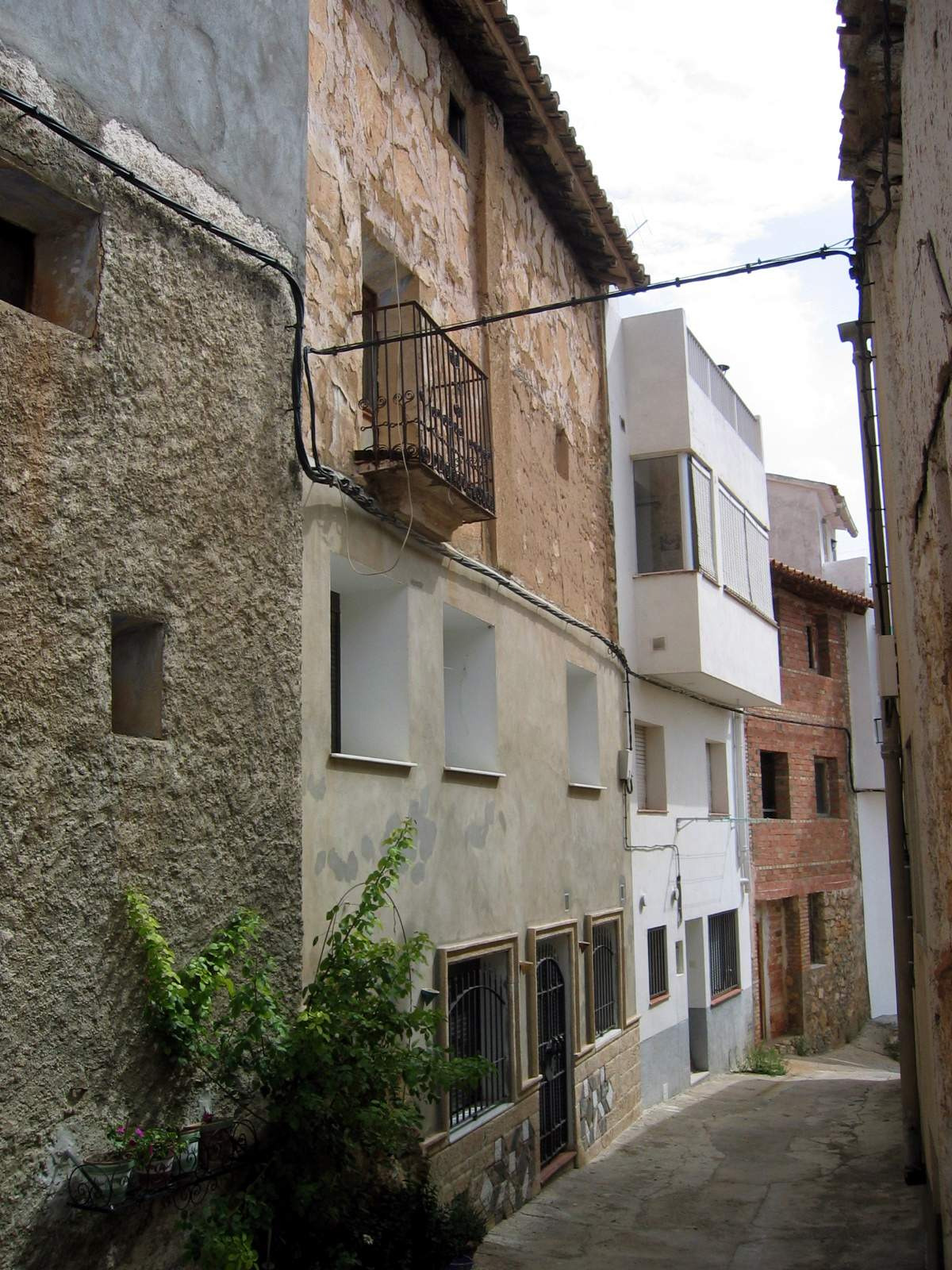
Cases Altes (Ademús), any 2003
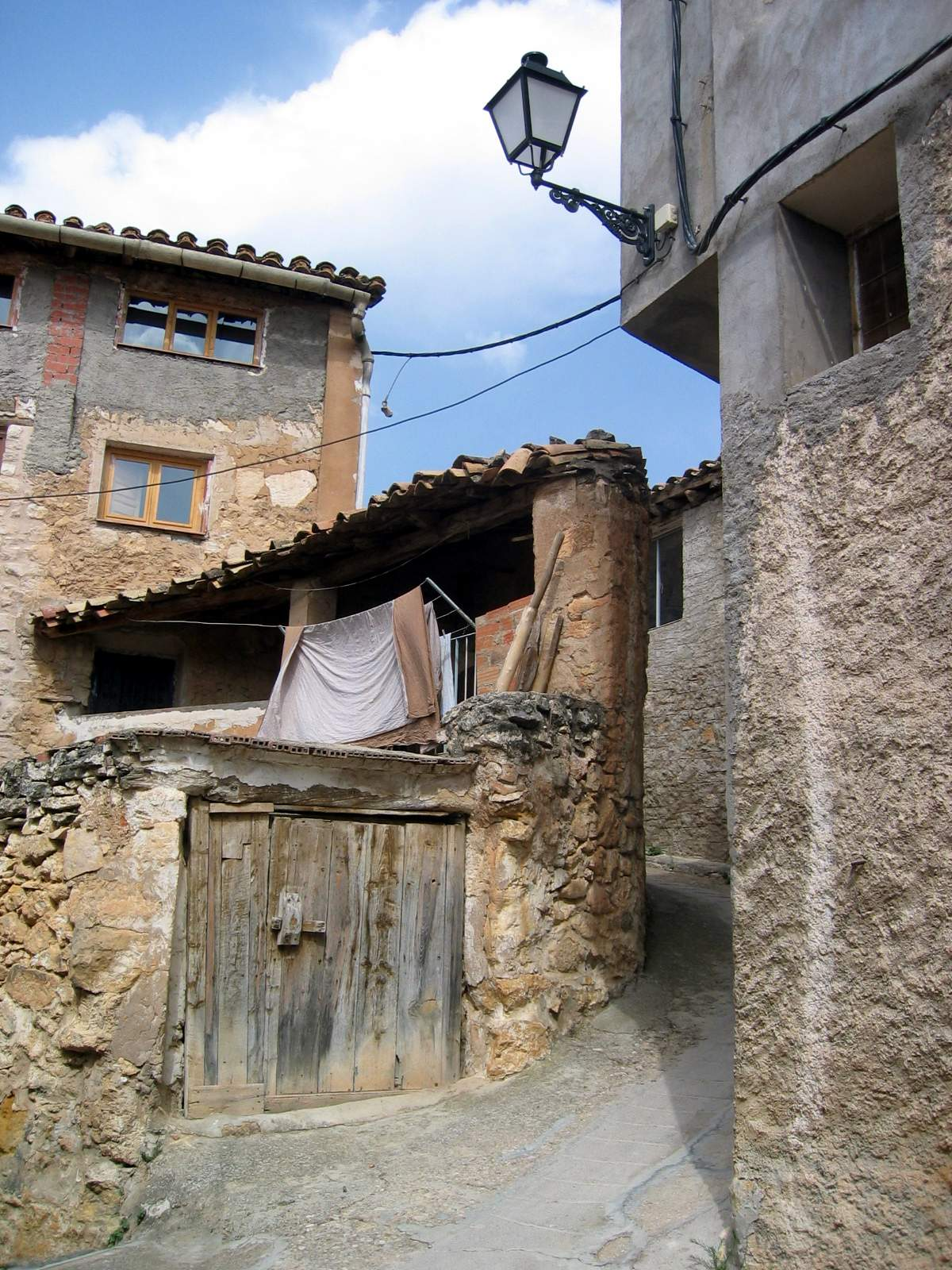
Cases Altes (Ademús), any 2003
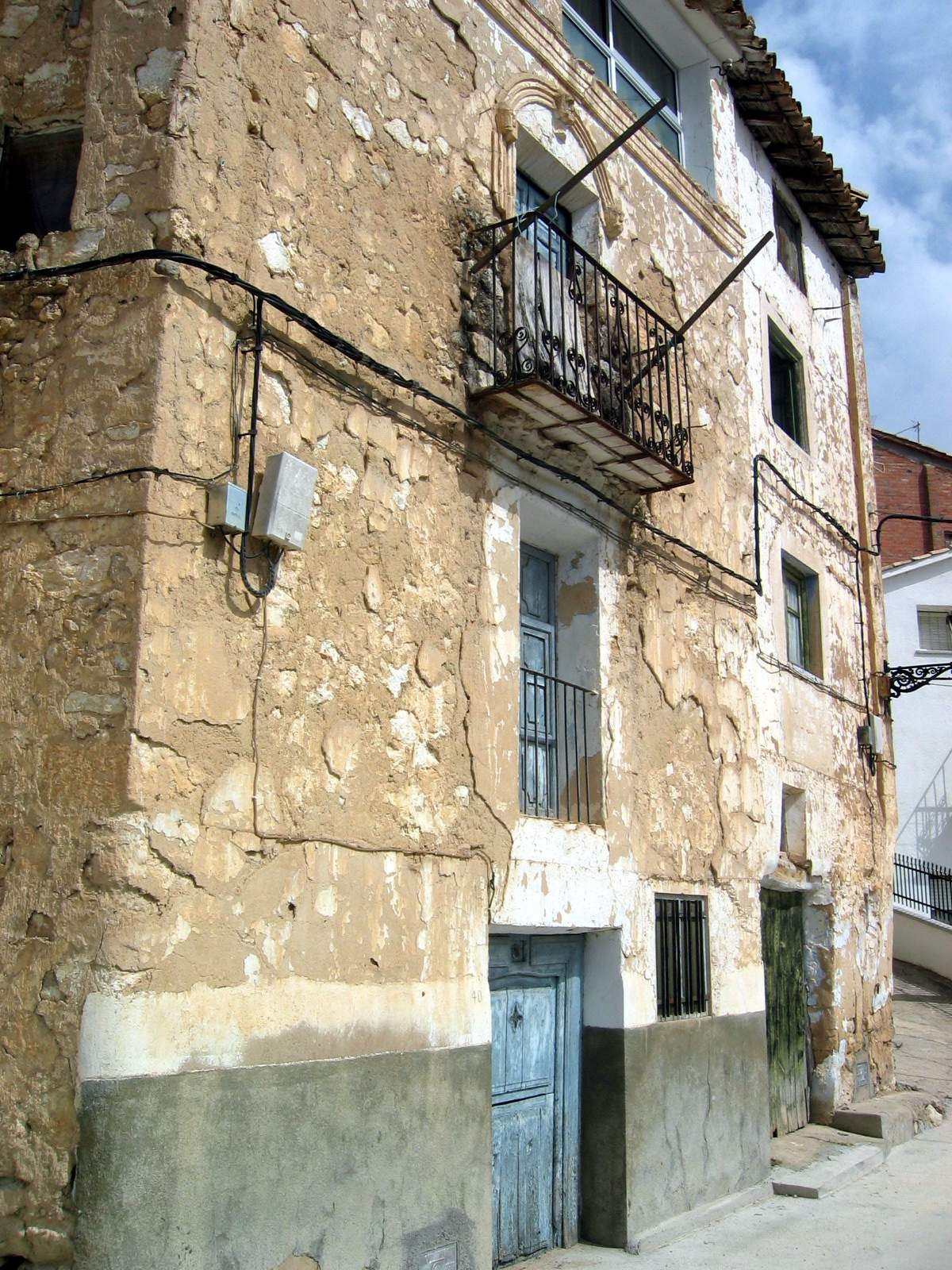
Cases Altes (Ademús), any 2003
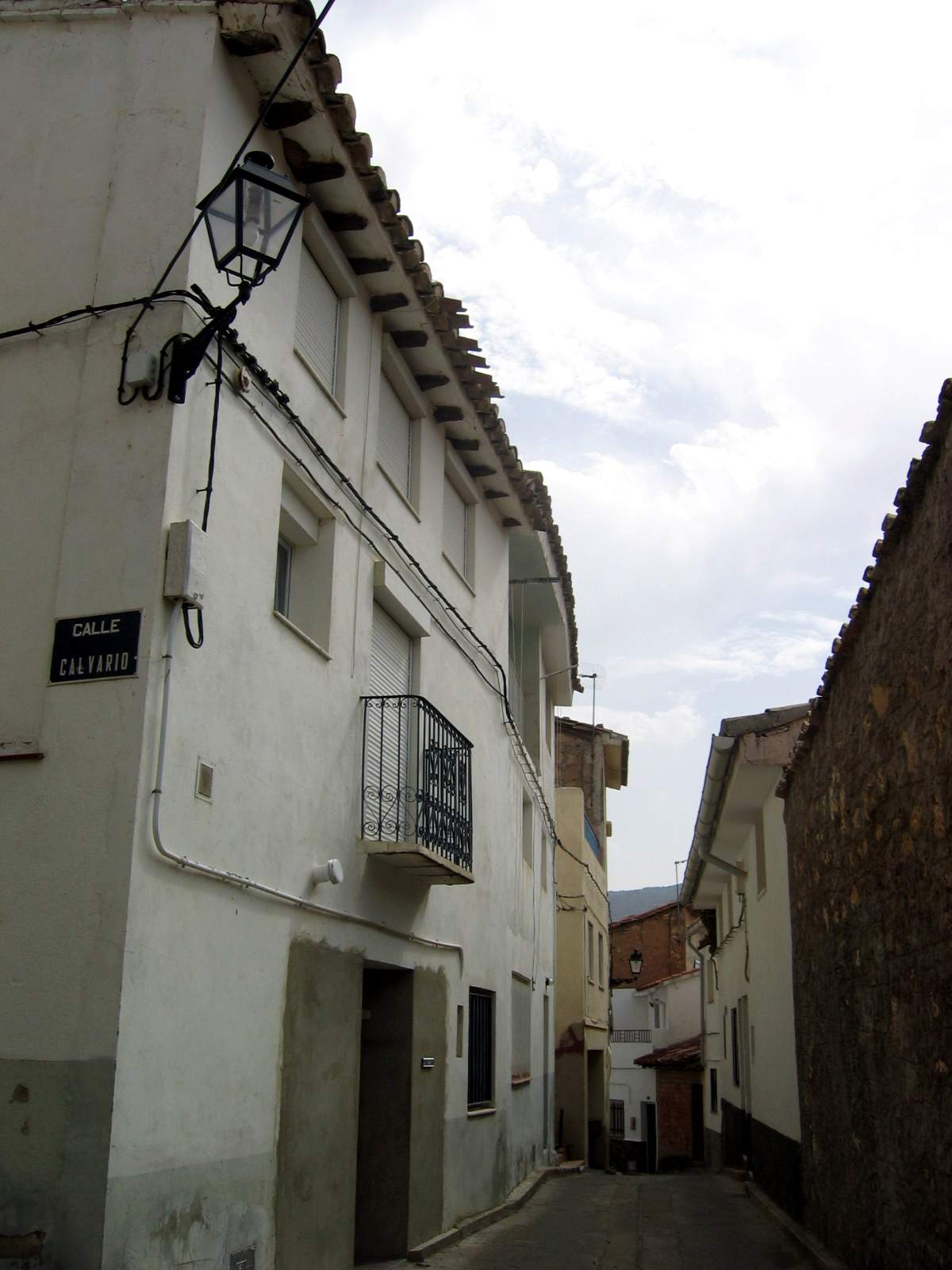
Cases Altes (Ademús), any 2003
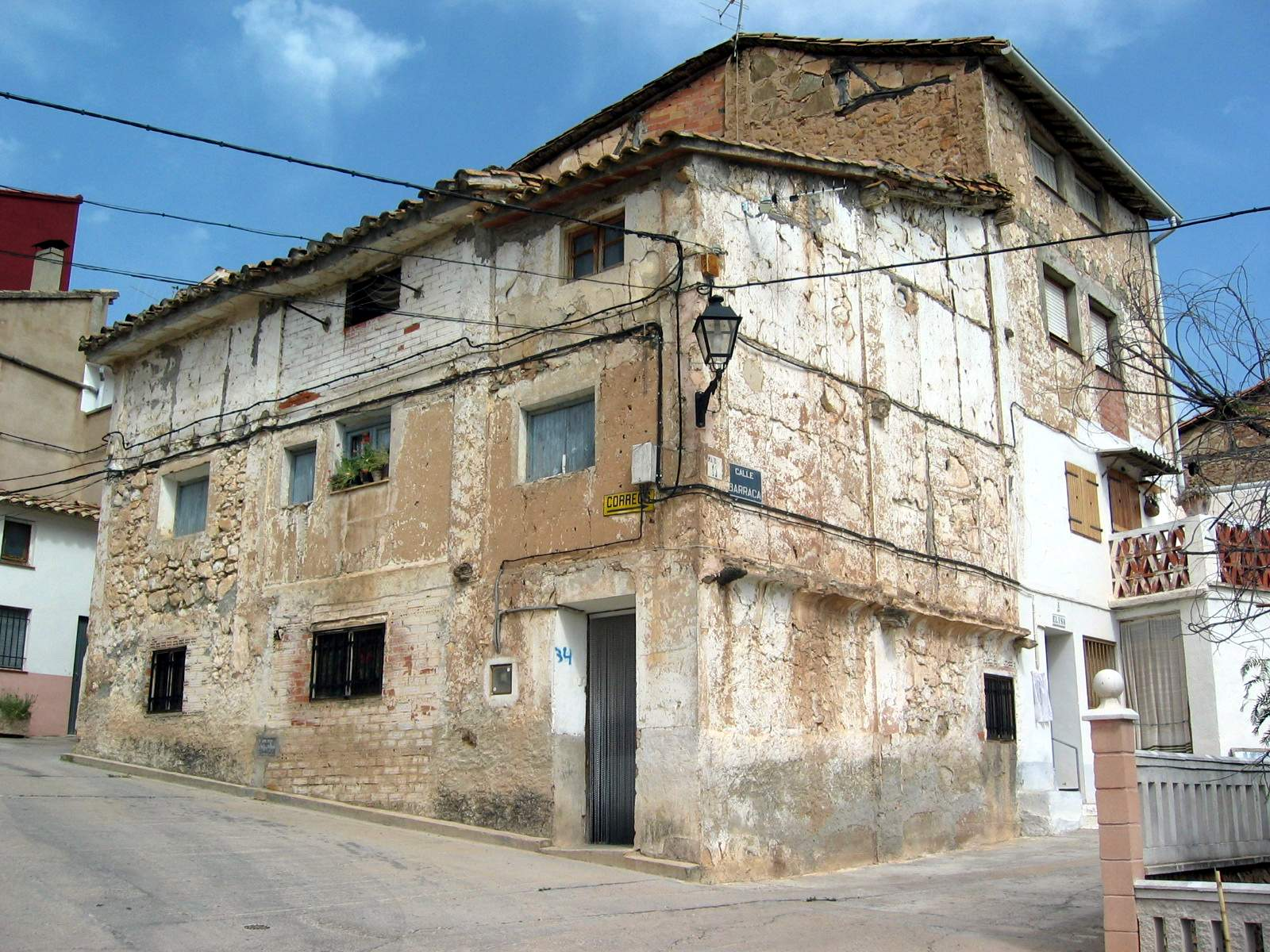
Cases Altes (Ademús), any 2003
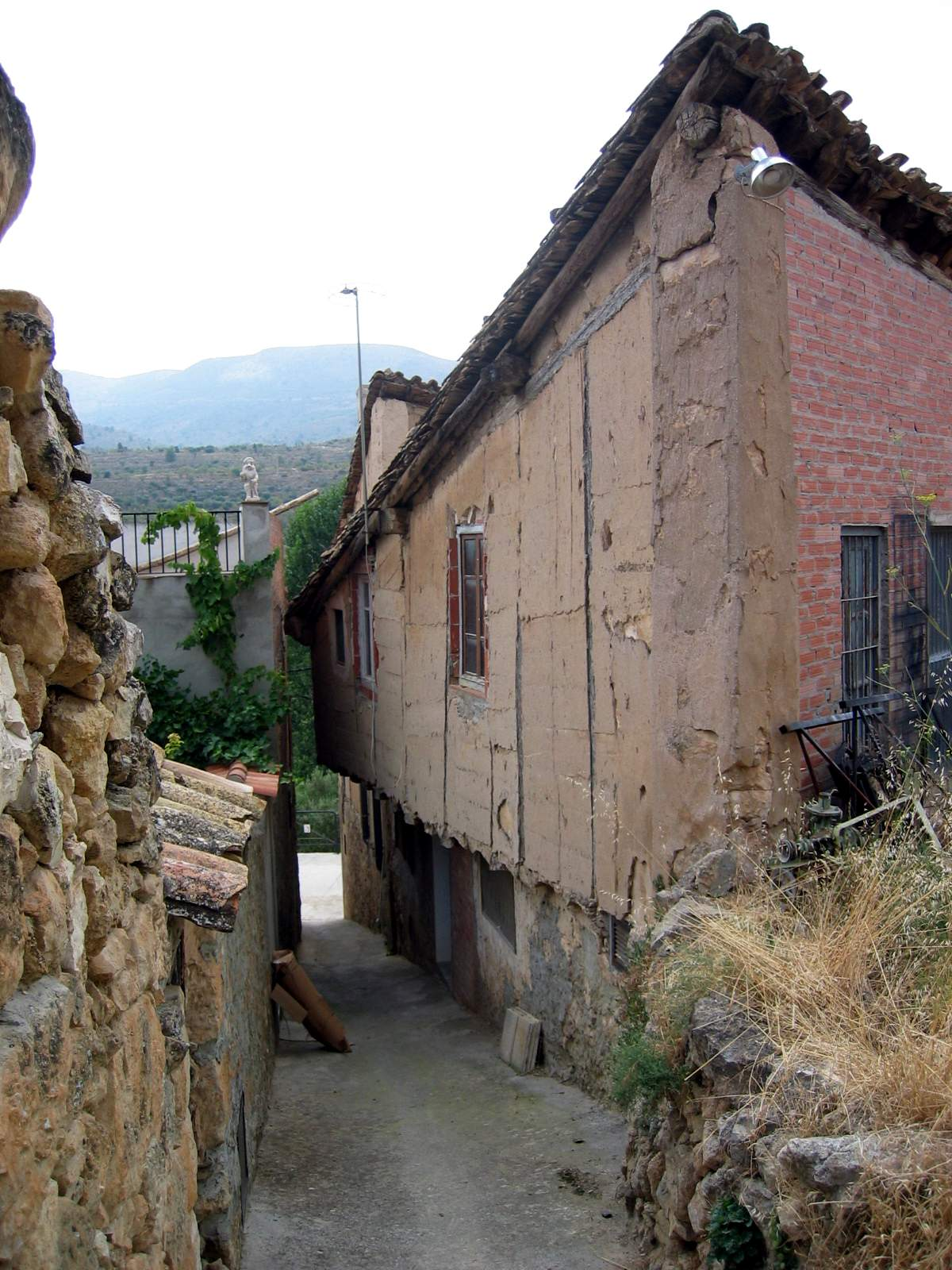
Cases Altes (Ademús), any 2003
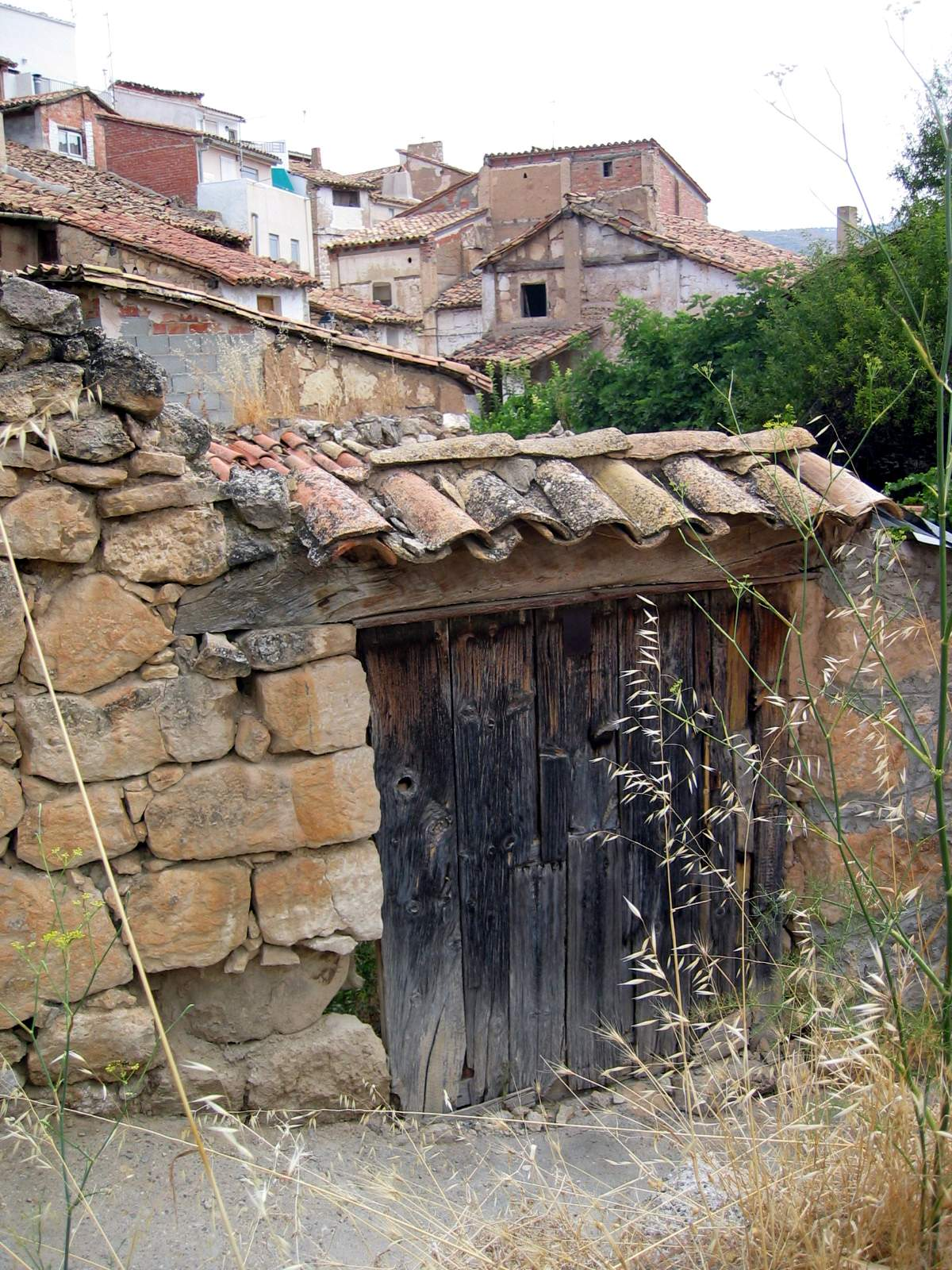
Cases Altes (Ademús), any 2003
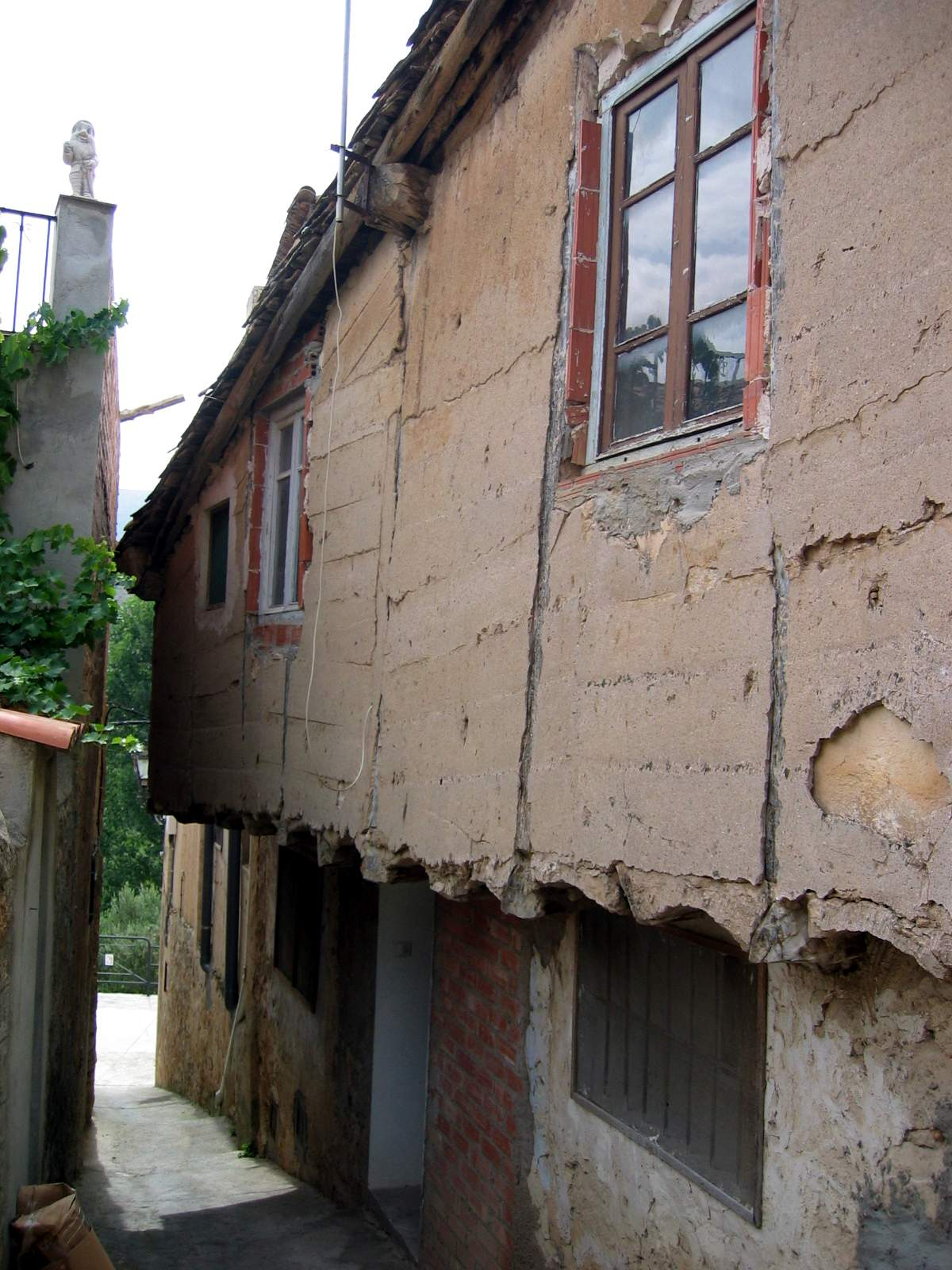
Cases Altes (Ademús), any 2003
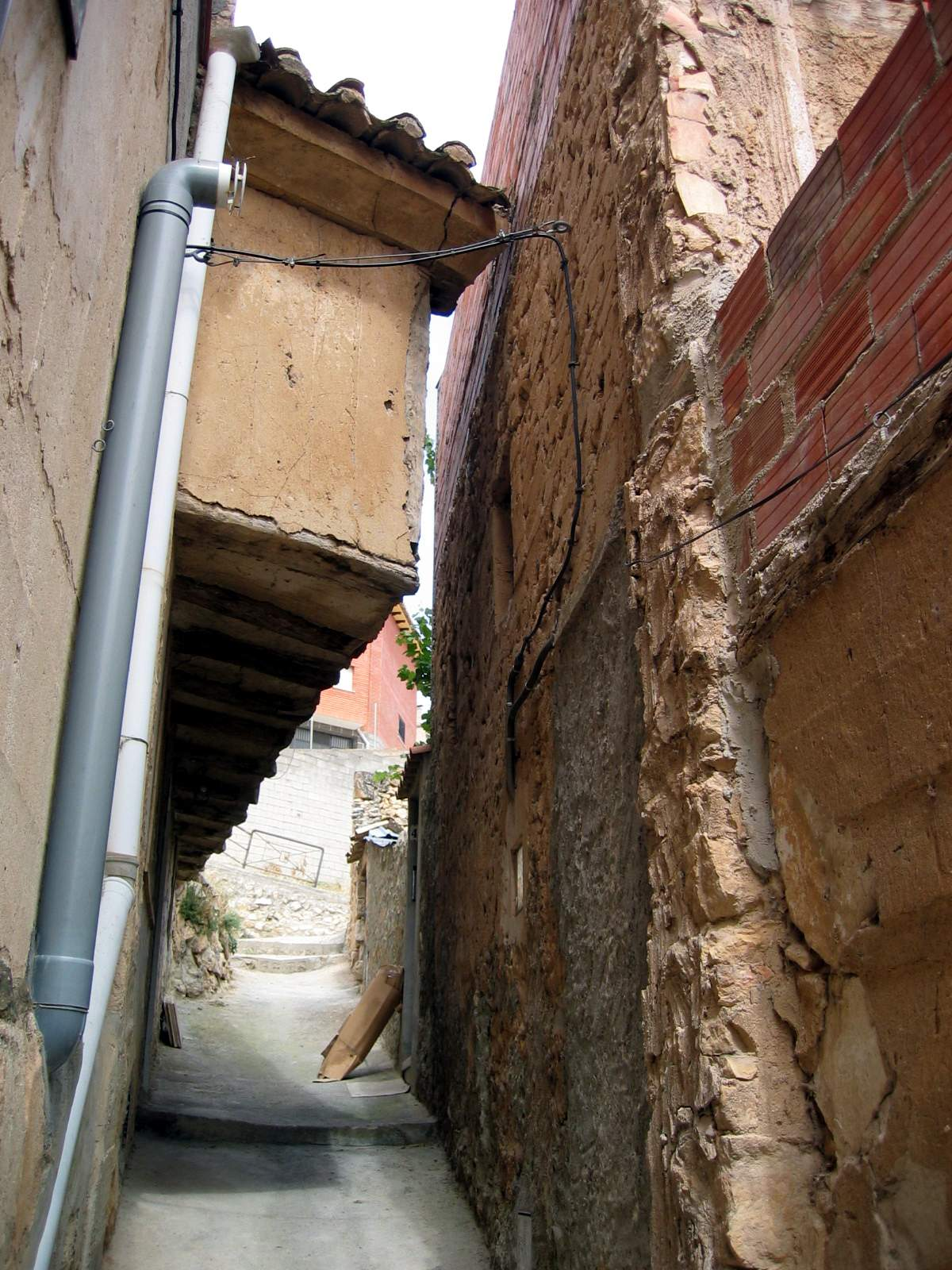
Cases Altes (Ademús), any 2003
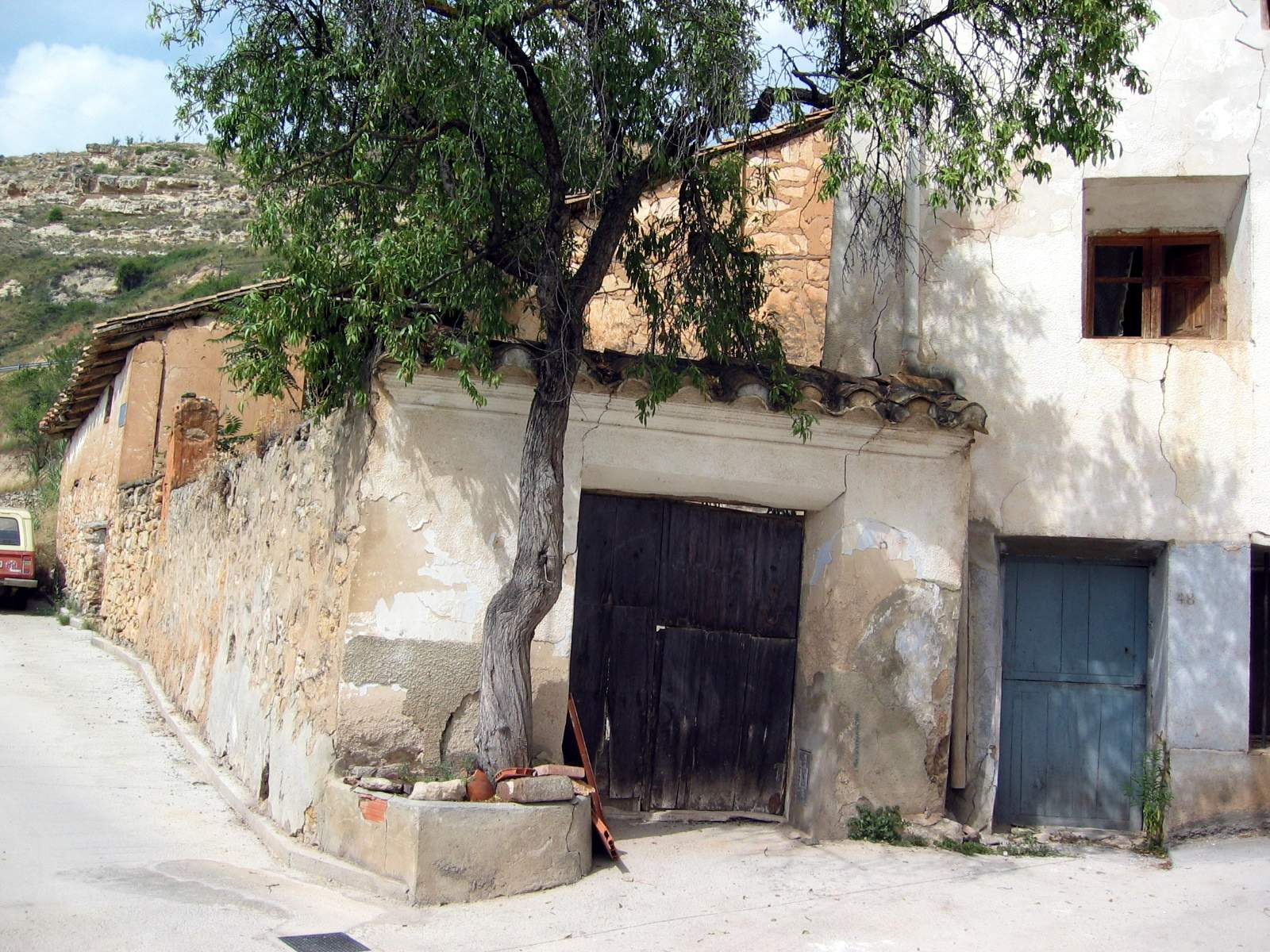
Cases Altes (Ademús), any 2003
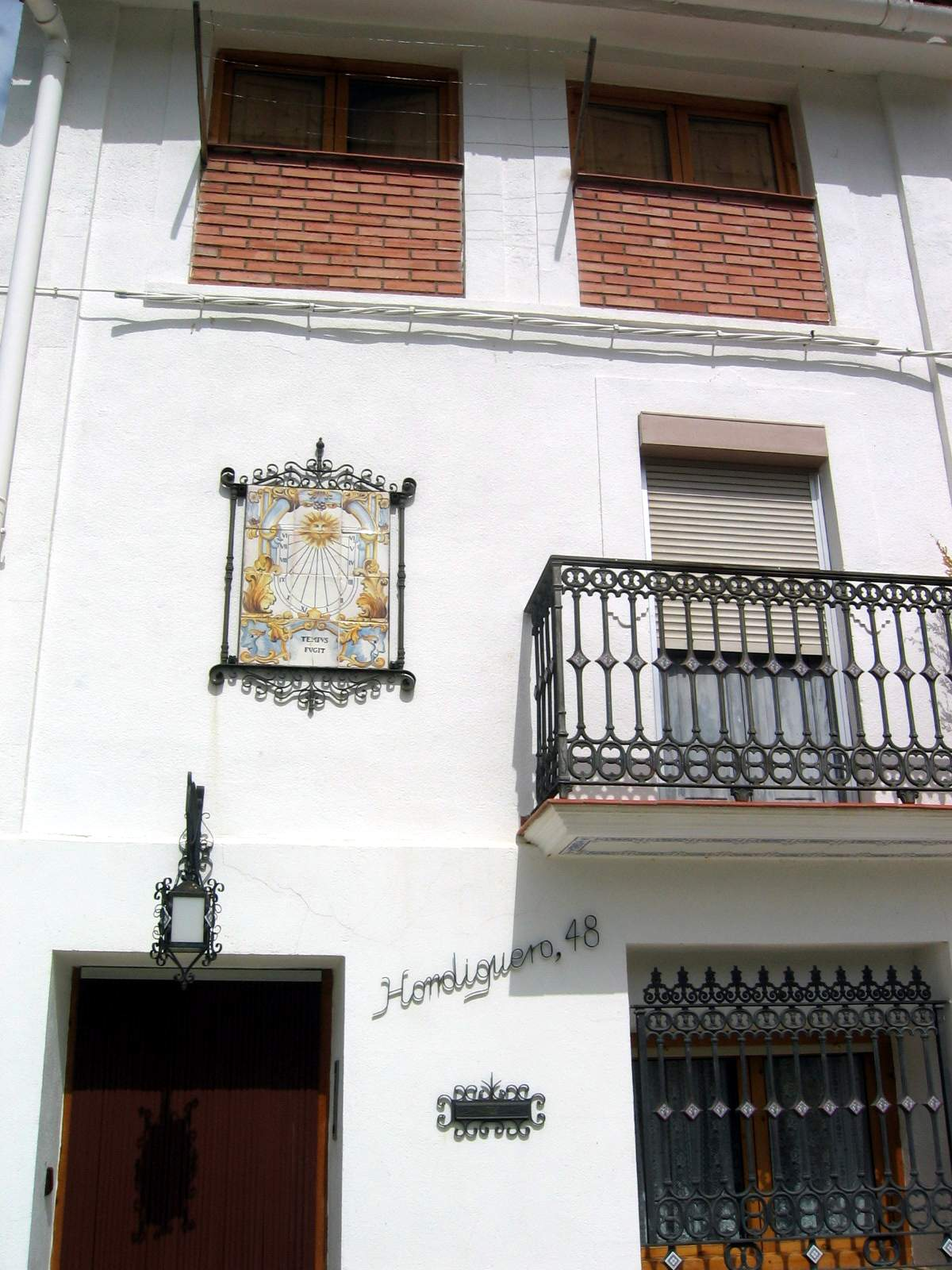
Cases Altes (Ademús), any 2003

### la Pobla de Sant Miquel

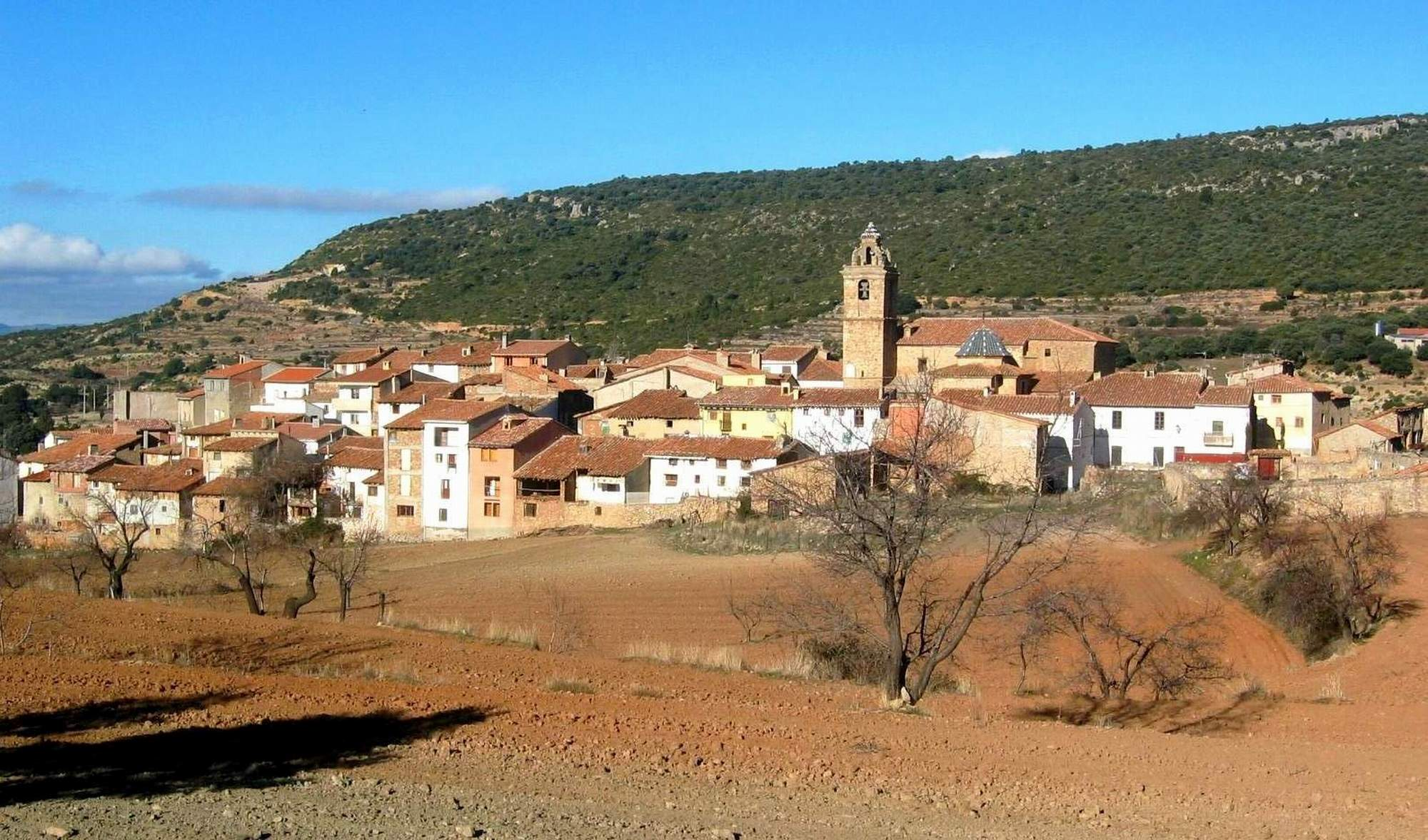
Vista de la Pobla de Sant Miquel (Ademús), des de l'ermita de la «Immaculada Concepció», any 2006
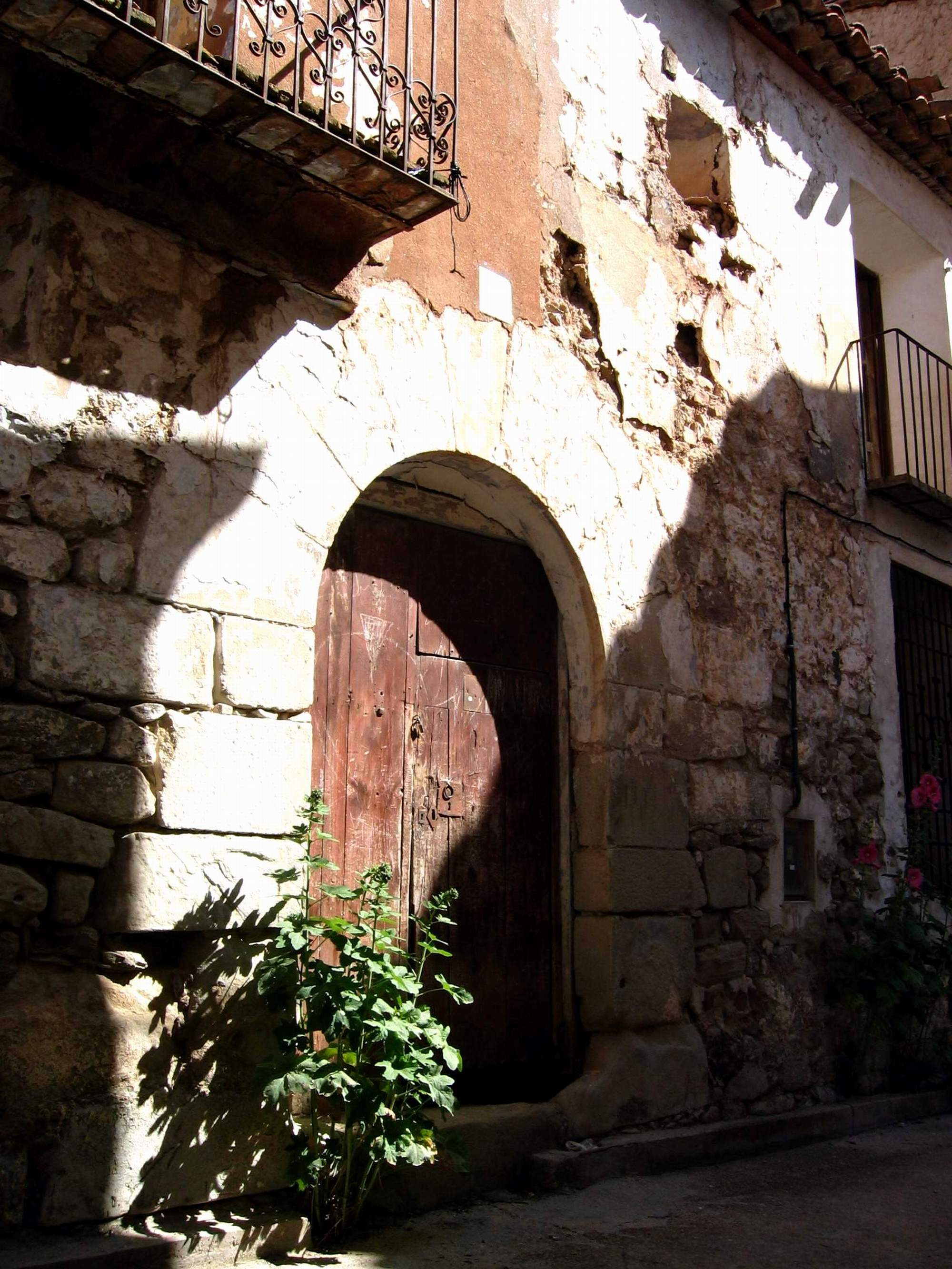
Detall d'arquitectura vernacla a la Pobla de Sant Miquel (Ademús), Casa Abadia, any 2003
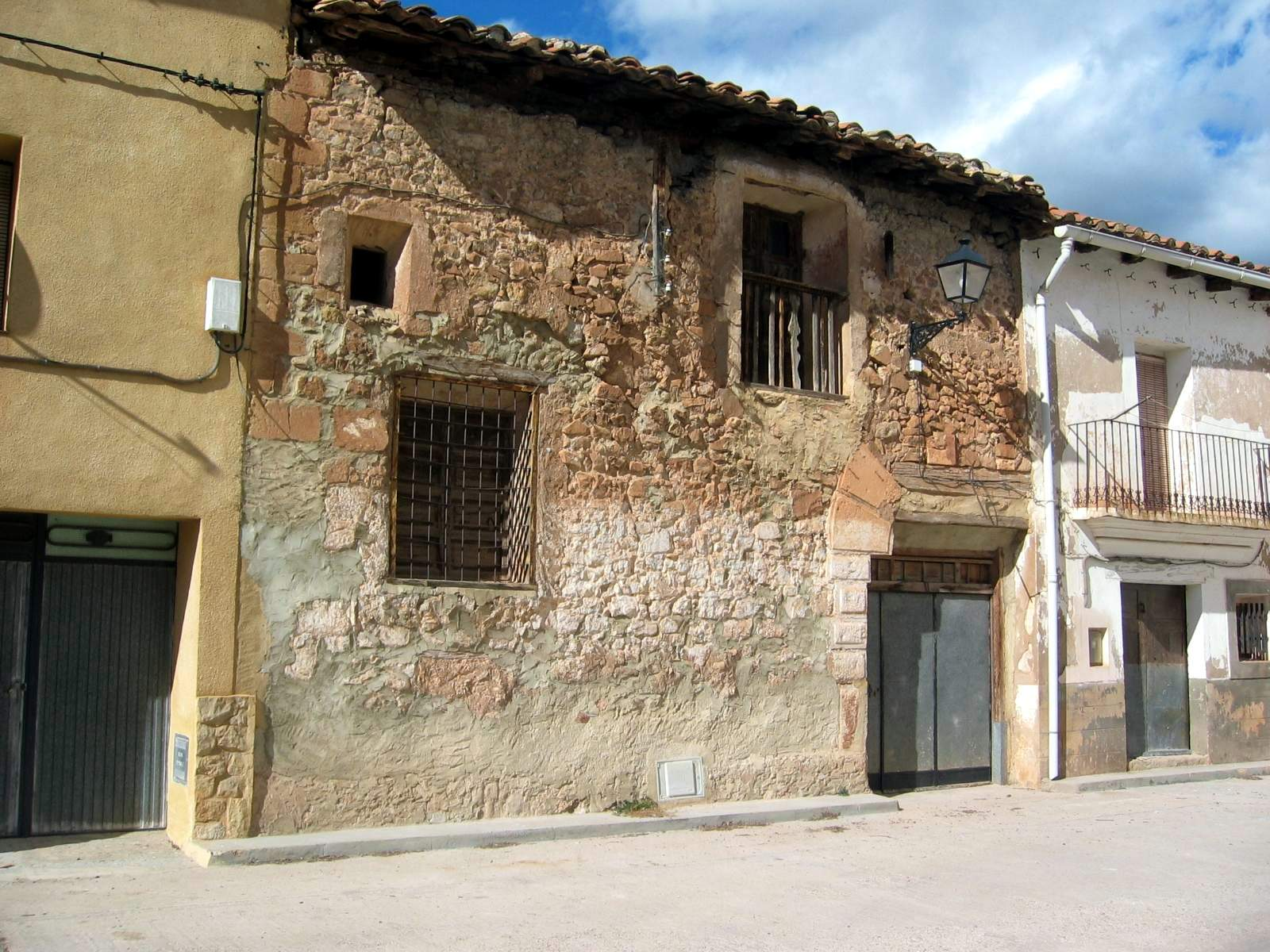
la Pobla de Sant Miquel (Ademús), any 2003
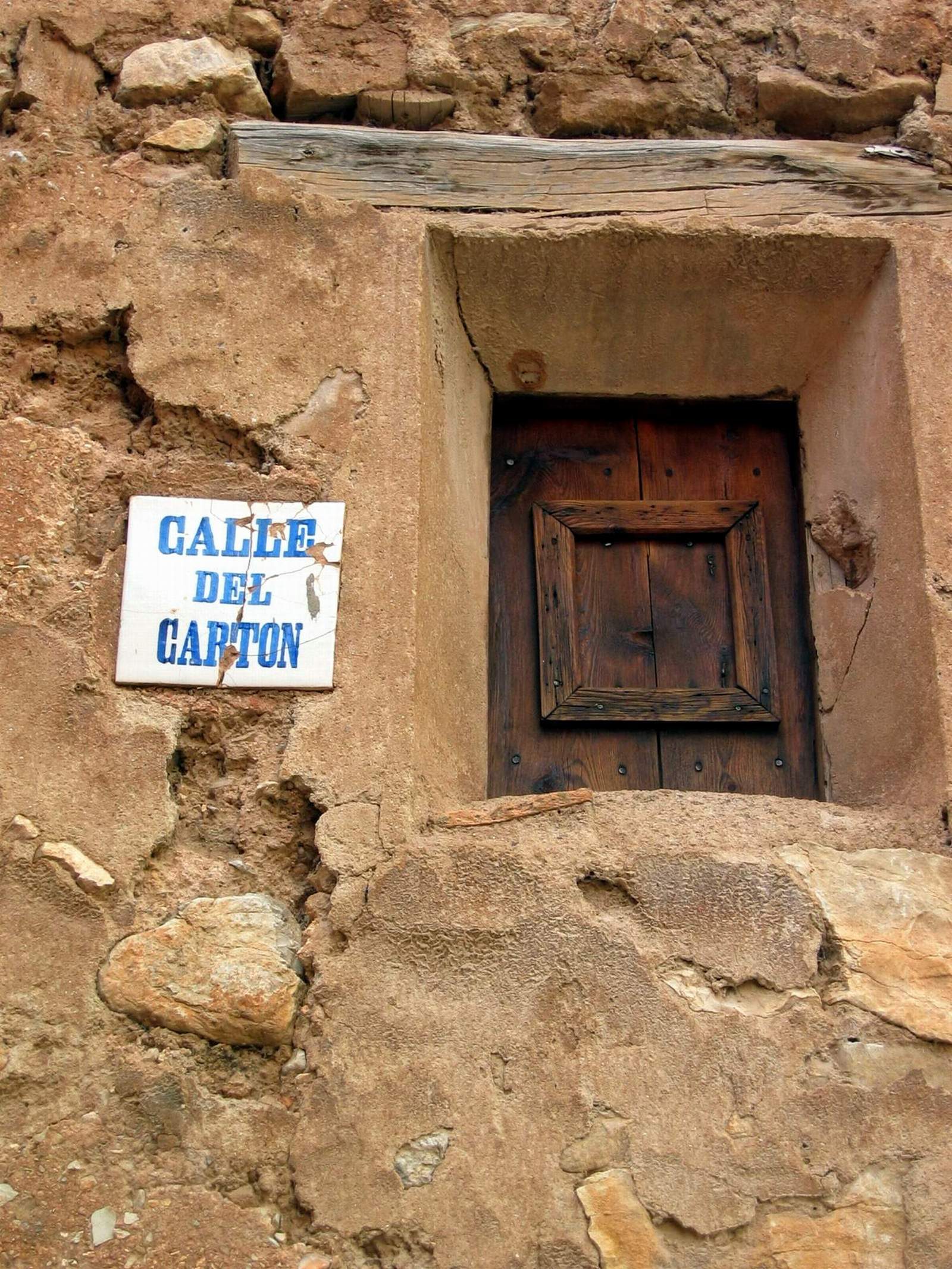
la Pobla de Sant Miquel (Ademús), amb maó ceràmic, any 2003
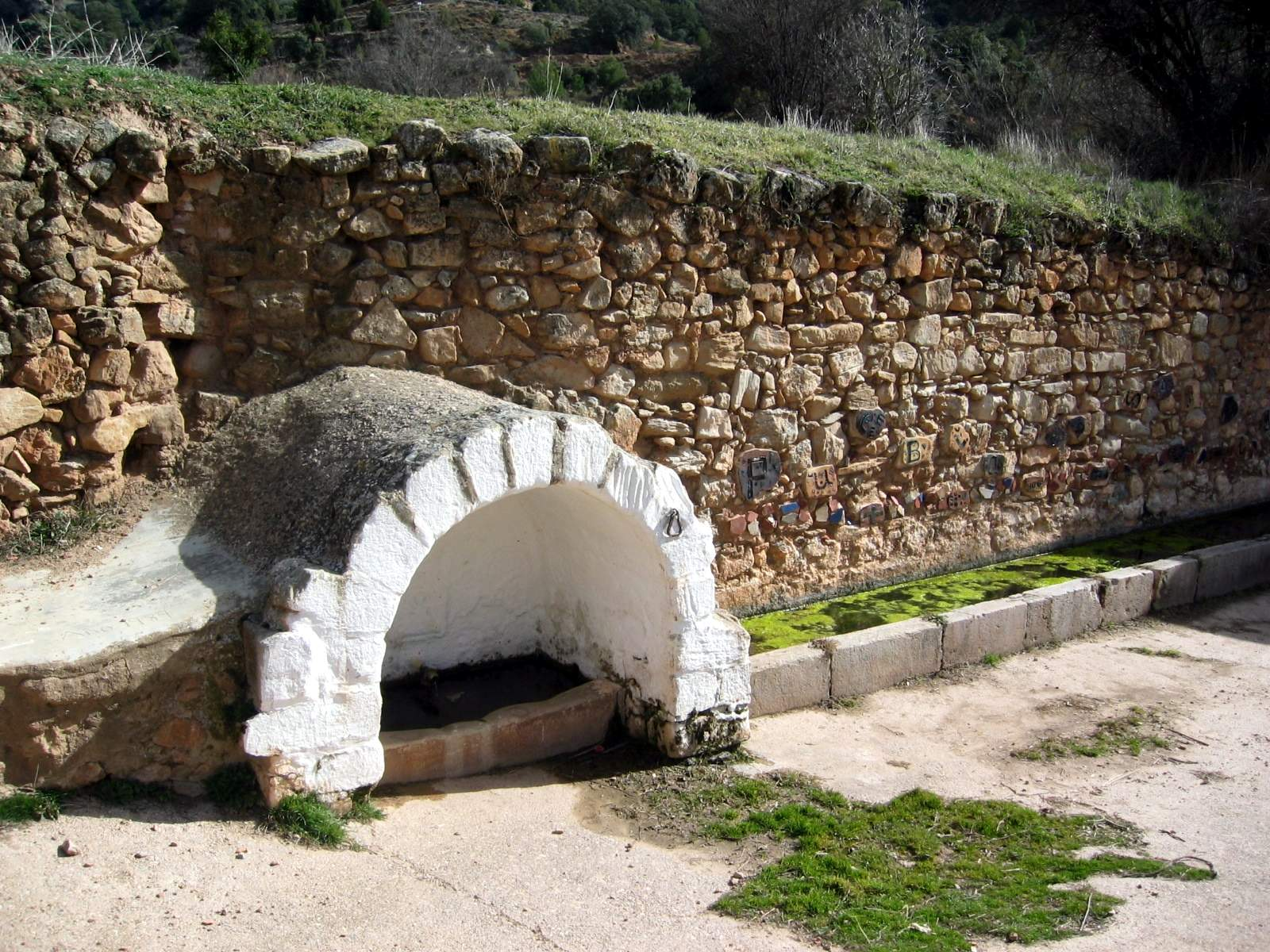
la Pobla de Sant Miquel (Ademús), Font de baix, any 2003
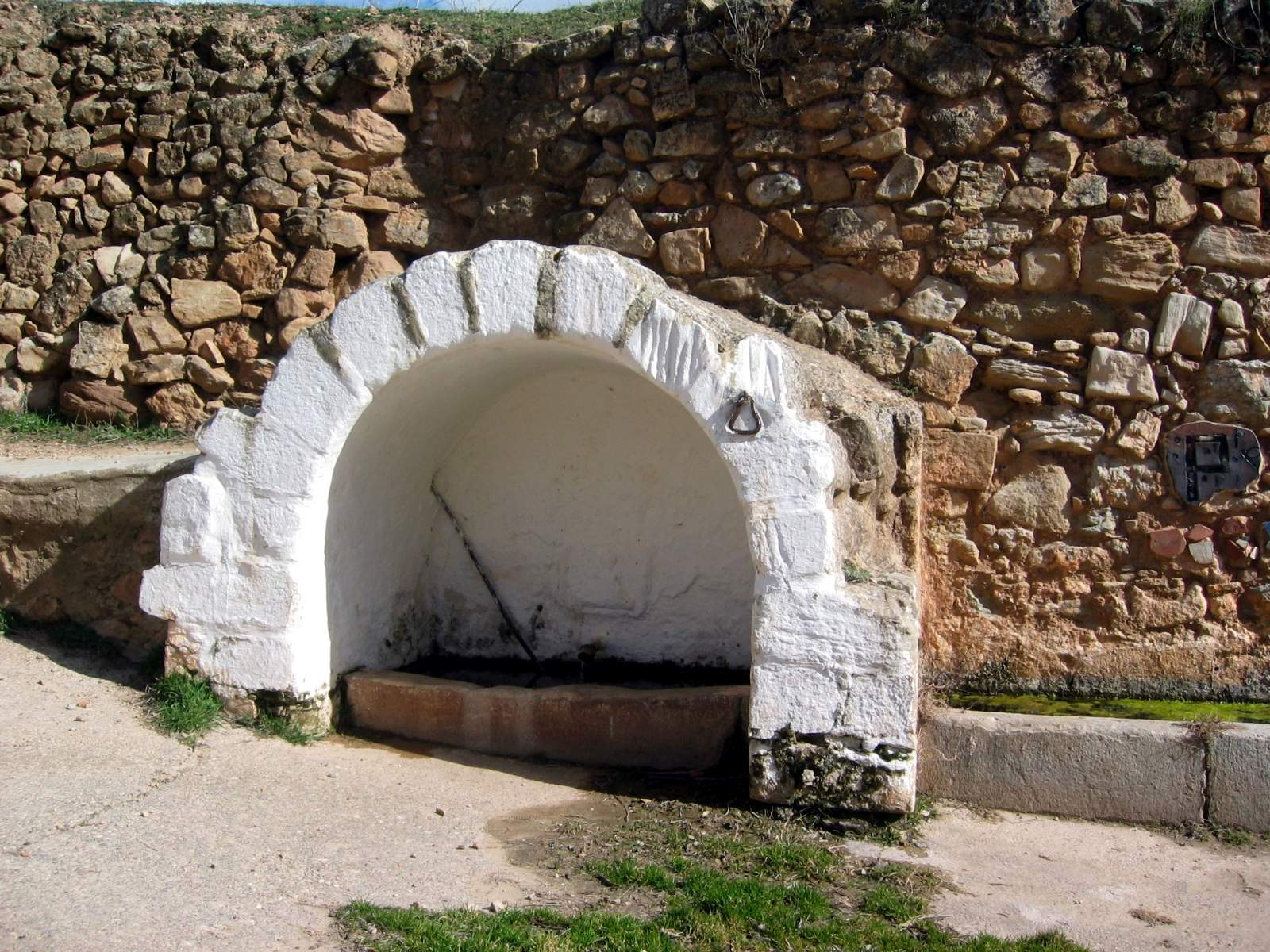
la Pobla de Sant Miquel (Ademús), Font de baix, any 2003
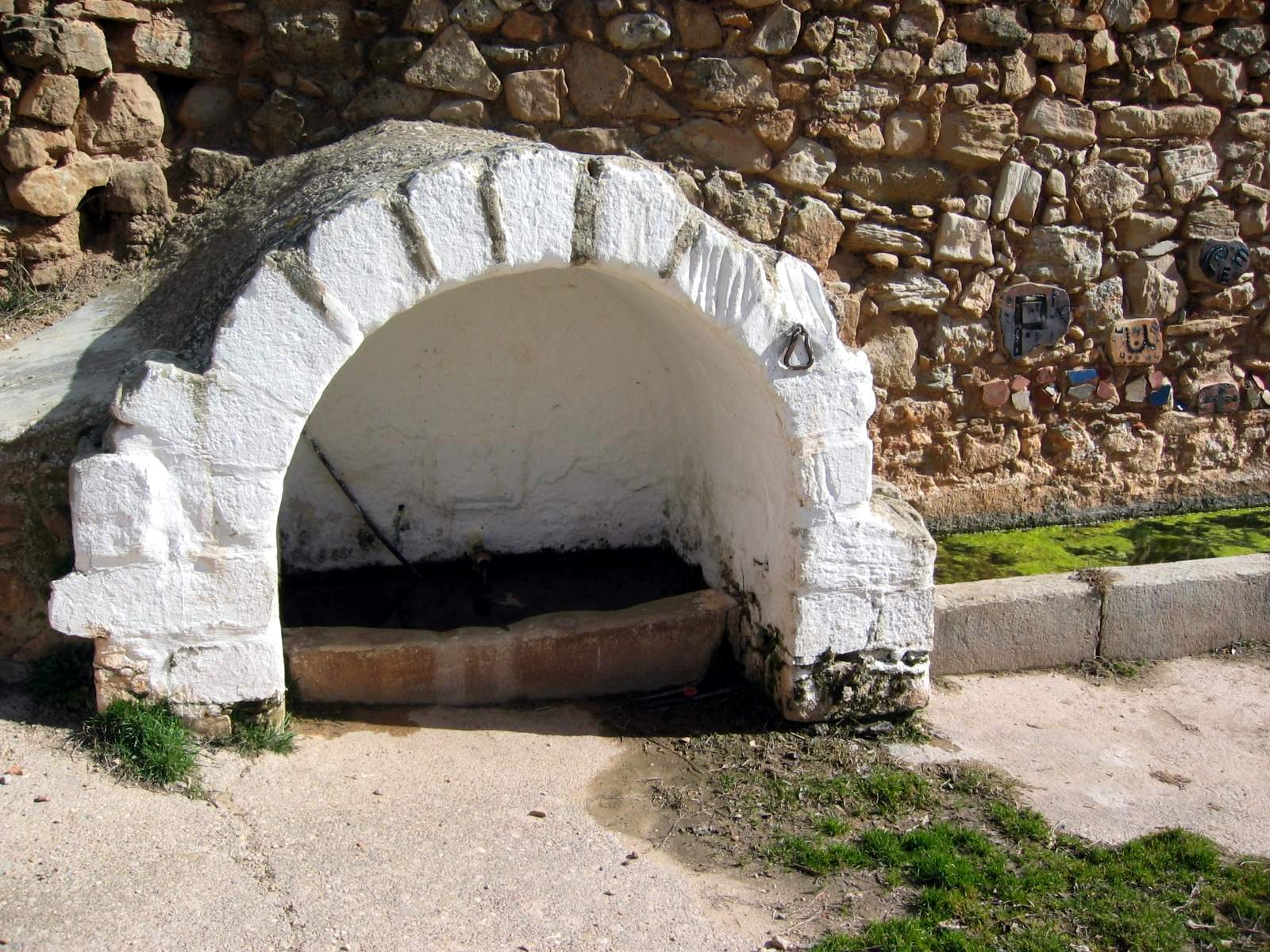
la Pobla de Sant Miquel (Ademús), Font de baix, any 2003
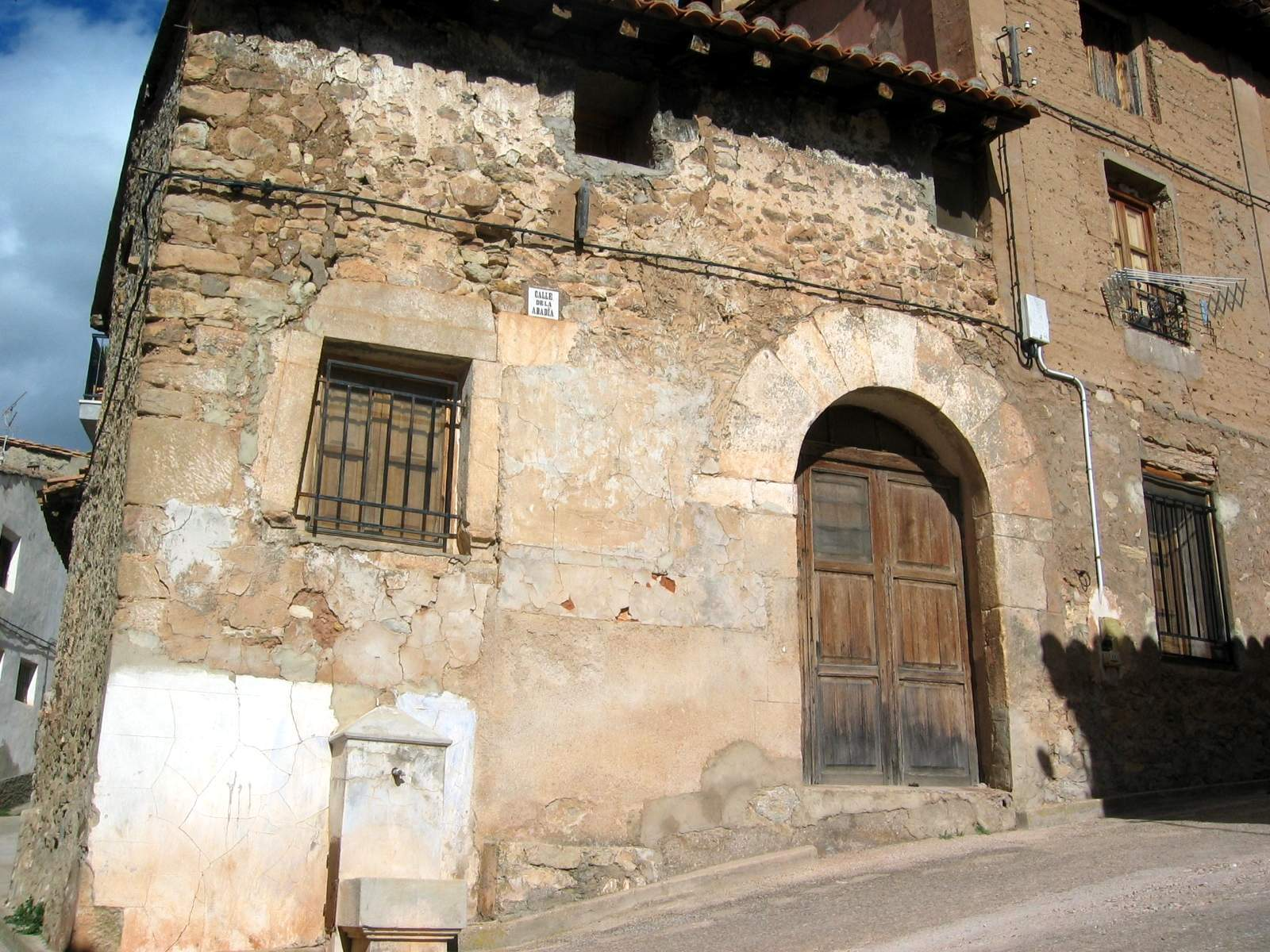
la Pobla de Sant Miquel (Ademús), any 2003
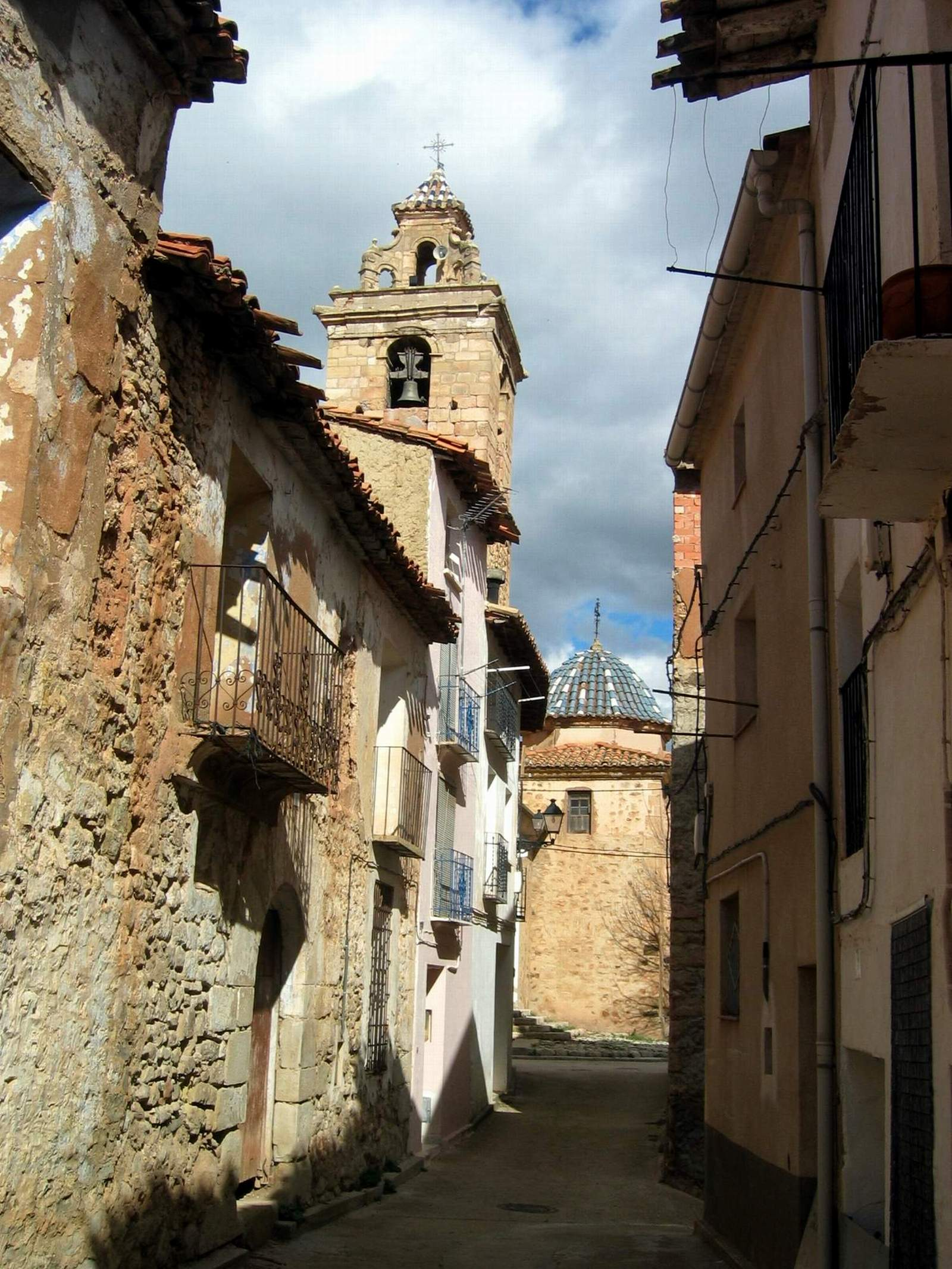
la Pobla de Sant Miquel (Ademús), amb el campanar de la parroquial al fons, any 2003
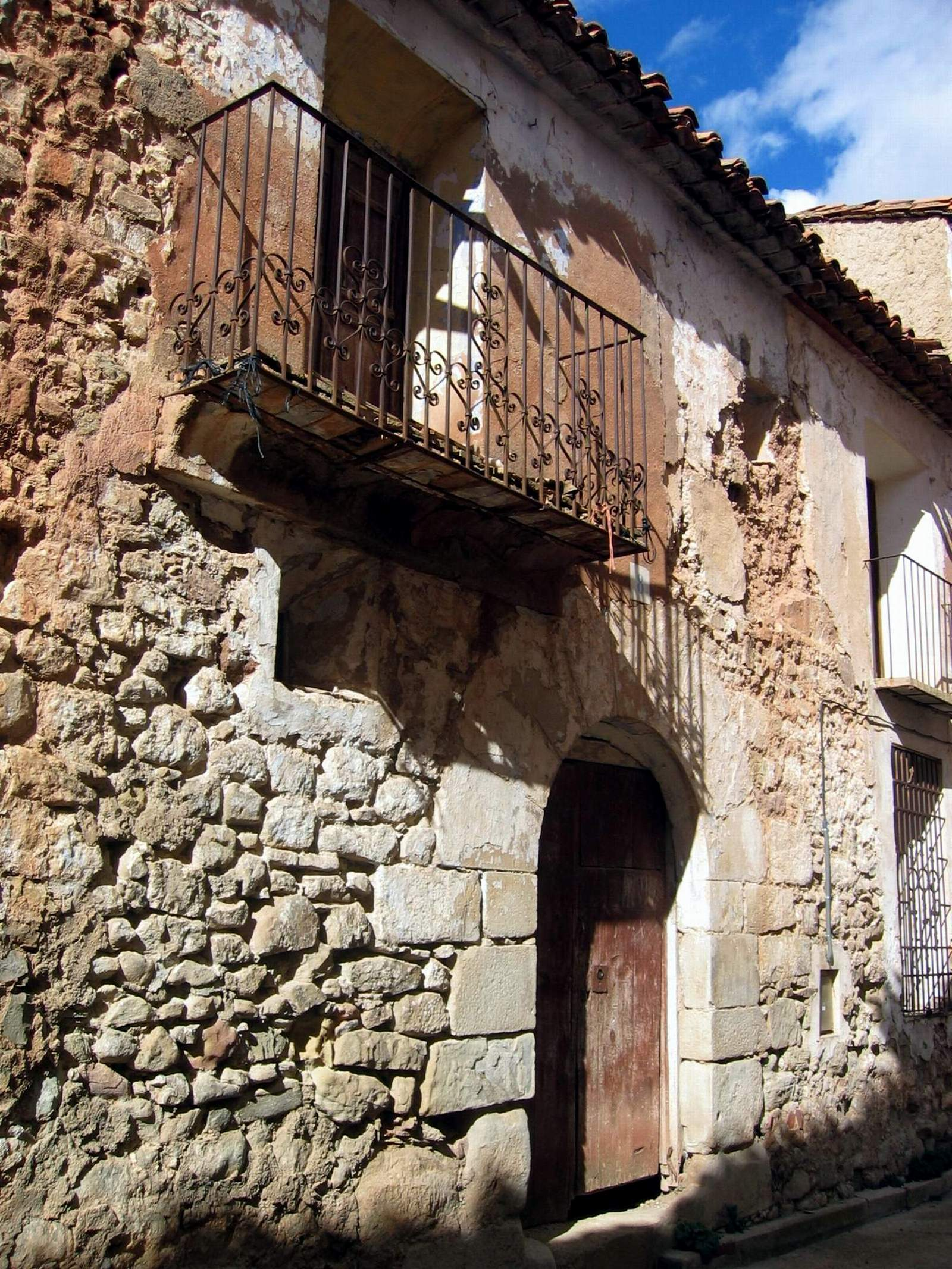
la Pobla de Sant Miquel (Ademús), any 2003
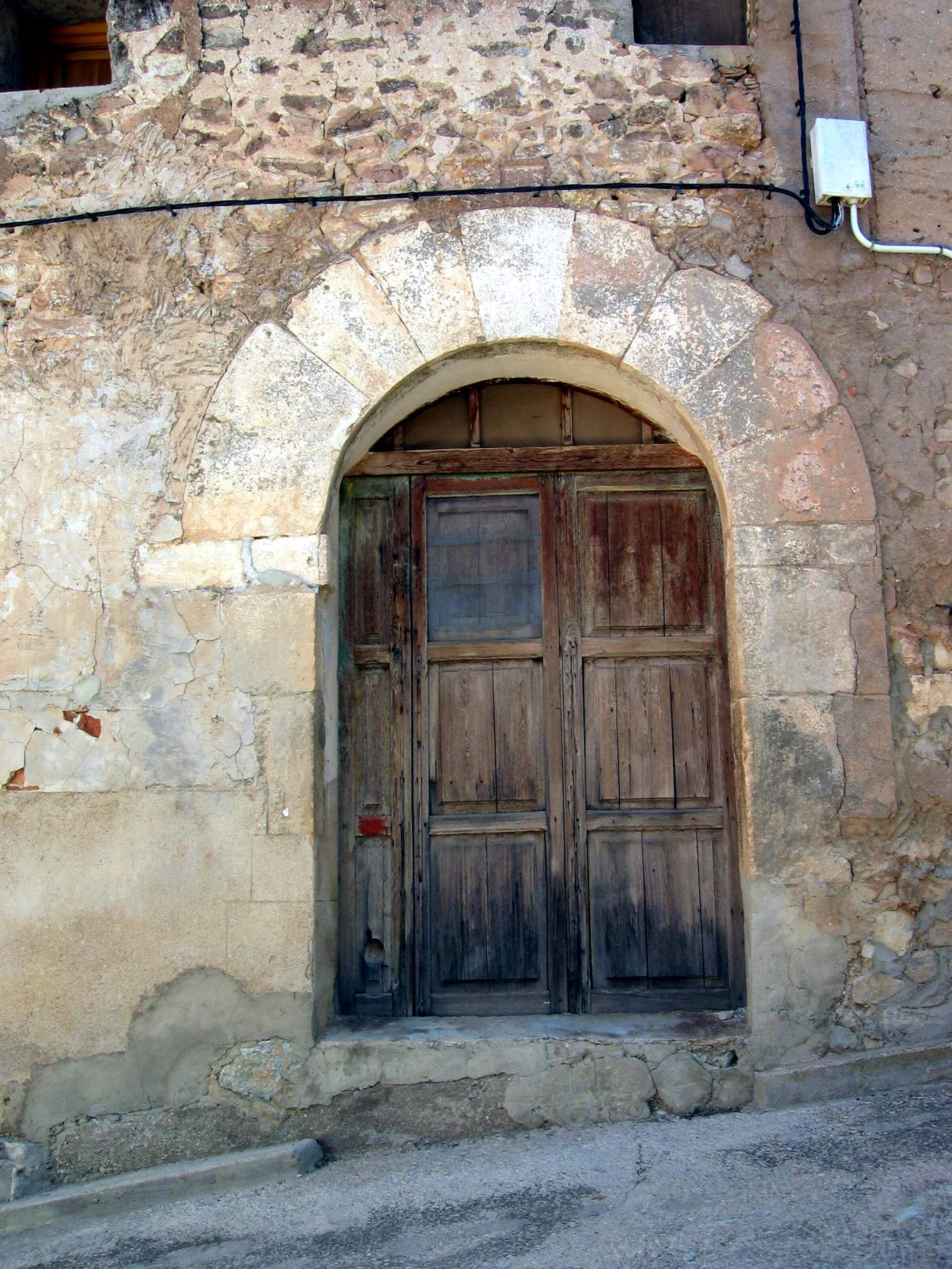
la Pobla de Sant Miquel (Ademús), any 2009
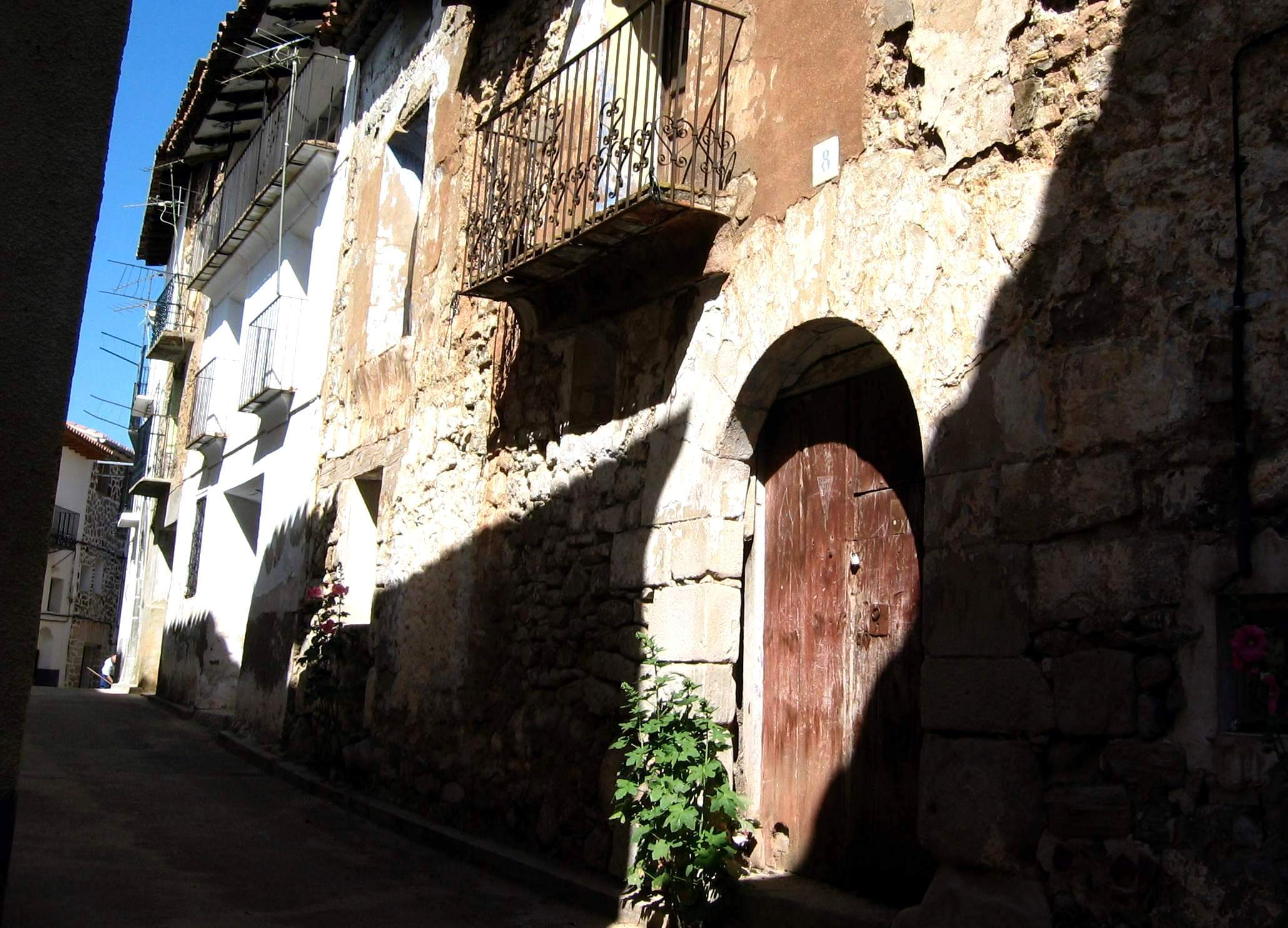
la Pobla de Sant Miquel (Ademús), any 2009
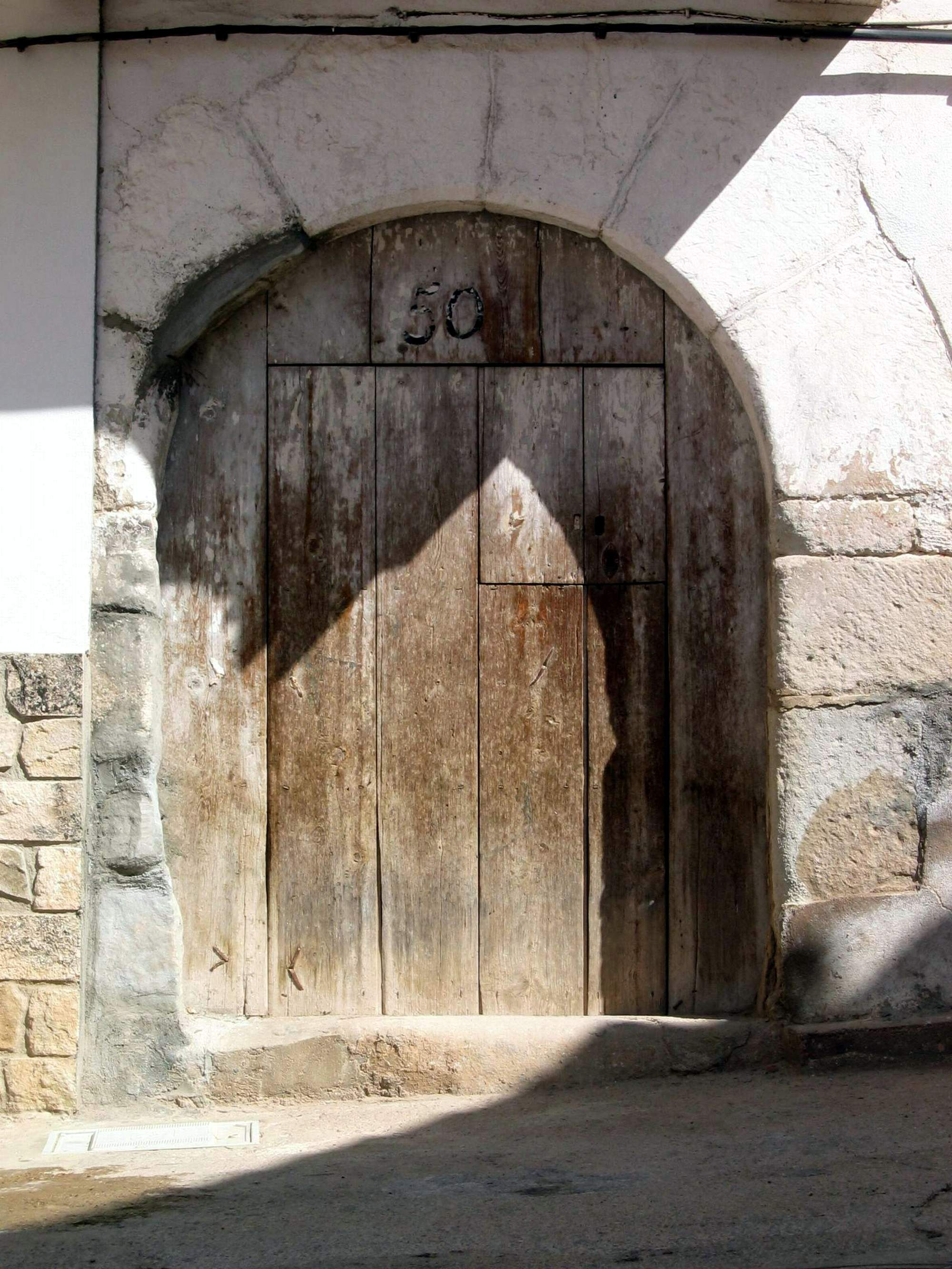
la Pobla de Sant Miquel (Ademús), any 2009
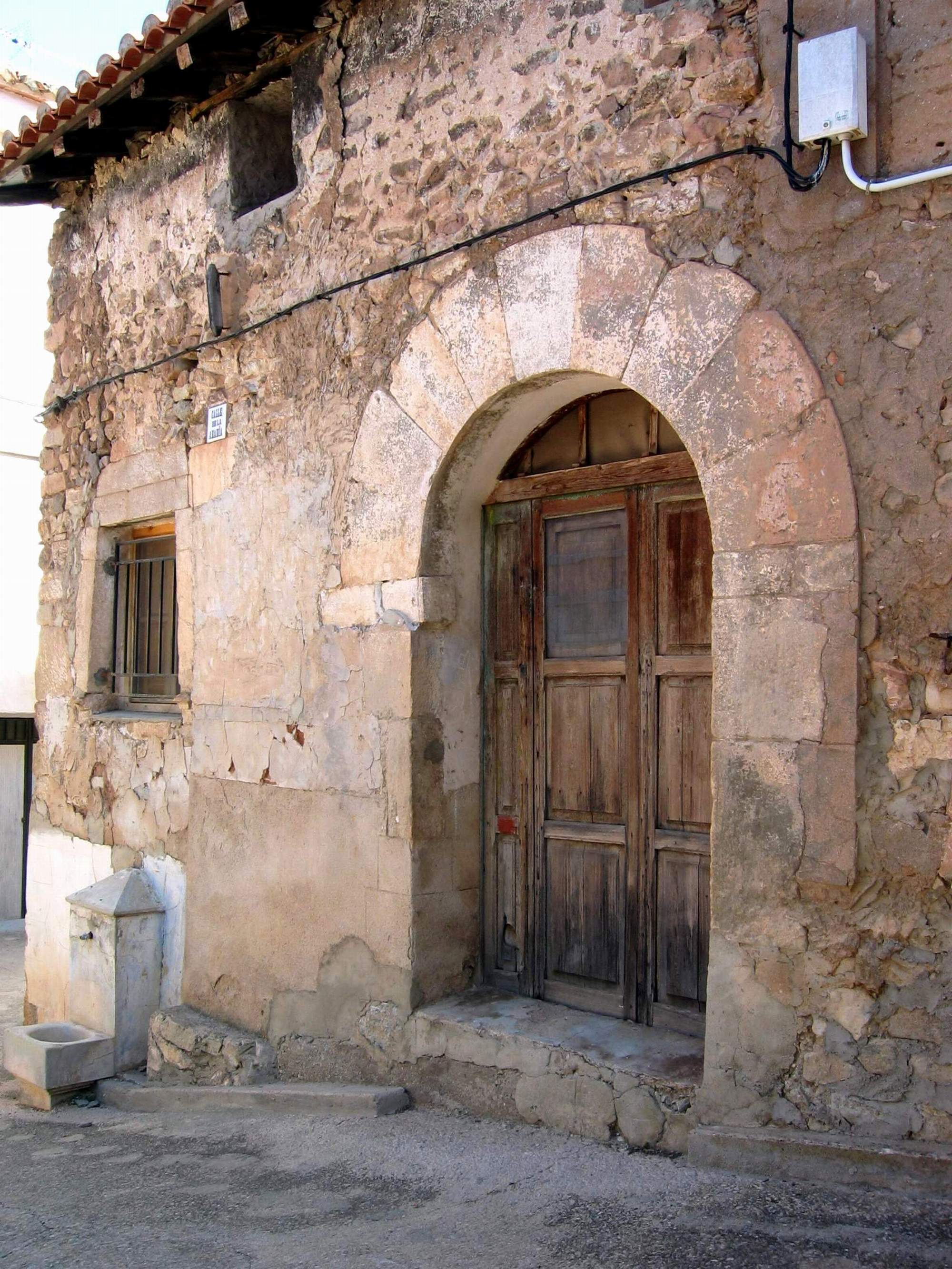
la Pobla de Sant Miquel (Ademús), any 2009
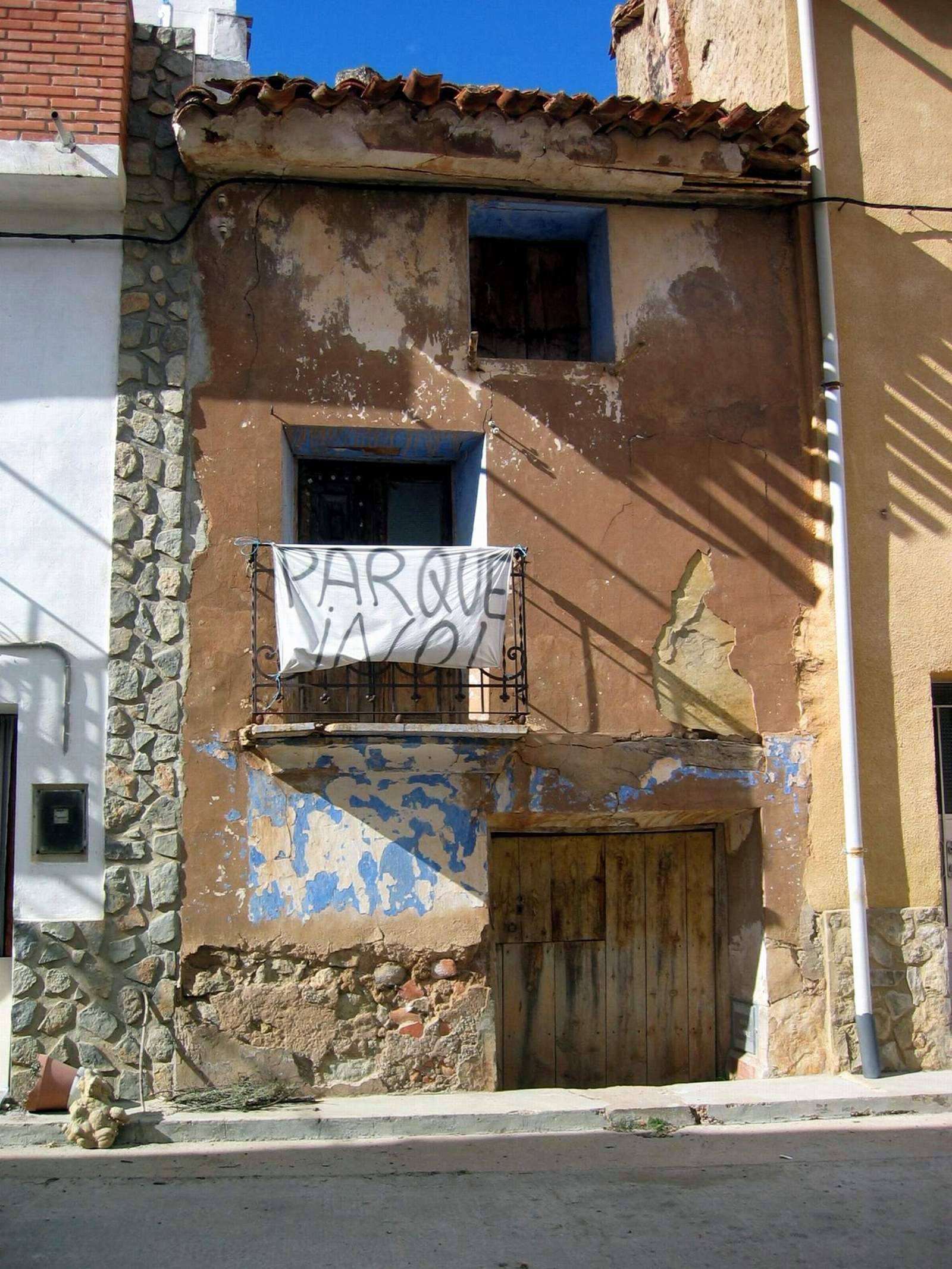
la Pobla de Sant Miquel (Ademús), amb pancarta d'oposició al Parc Natural, any 2009
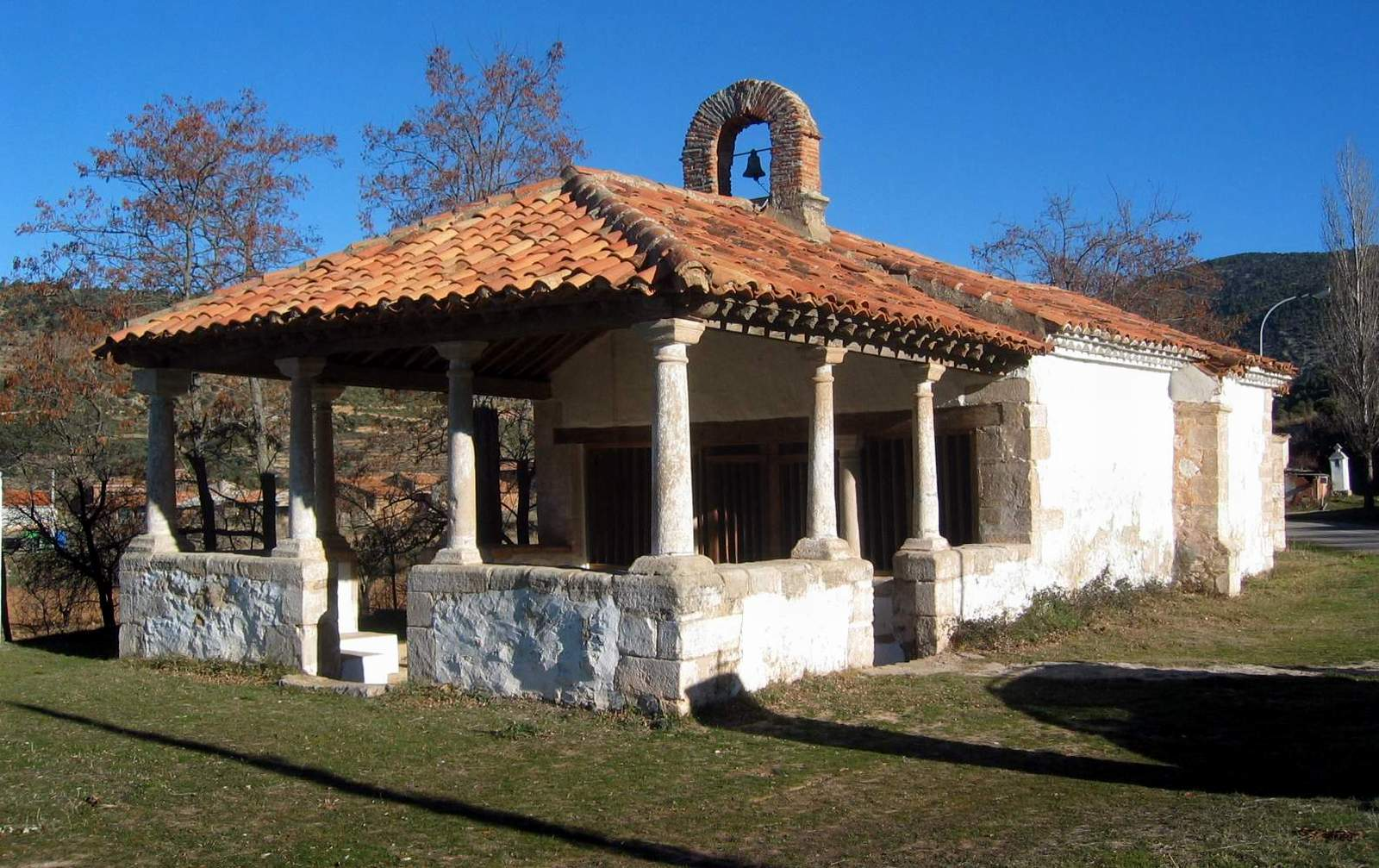
Vista frontlateral dreta de l'ermita de la «Immaculada Concepció» a la Pobla de Sant Miquel (Ademús), any 2006
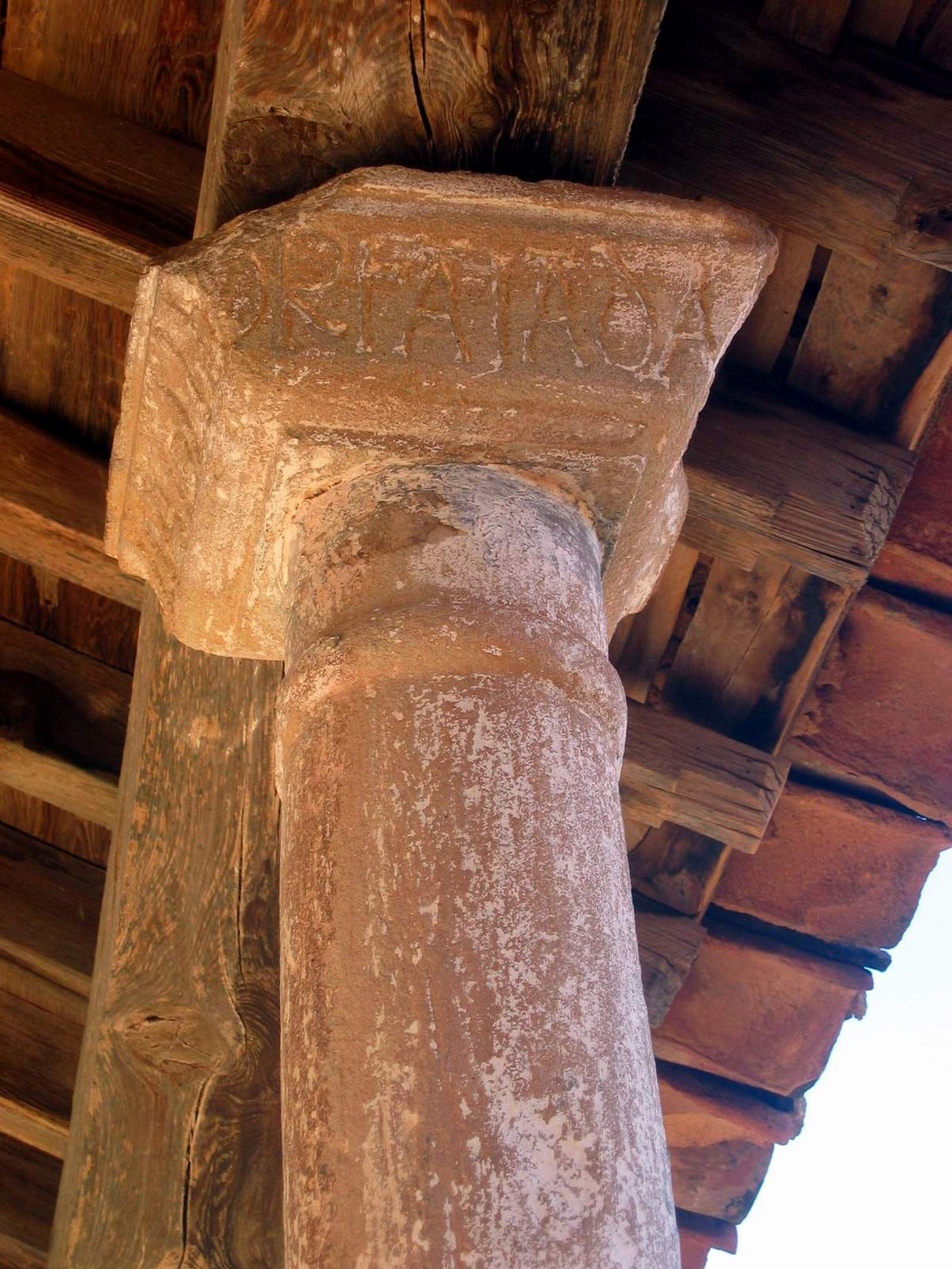
Detall arquitectònic en l'ermita de la «Immaculada Concepció» a la Pobla de Sant Miquel (Ademús), any 2006
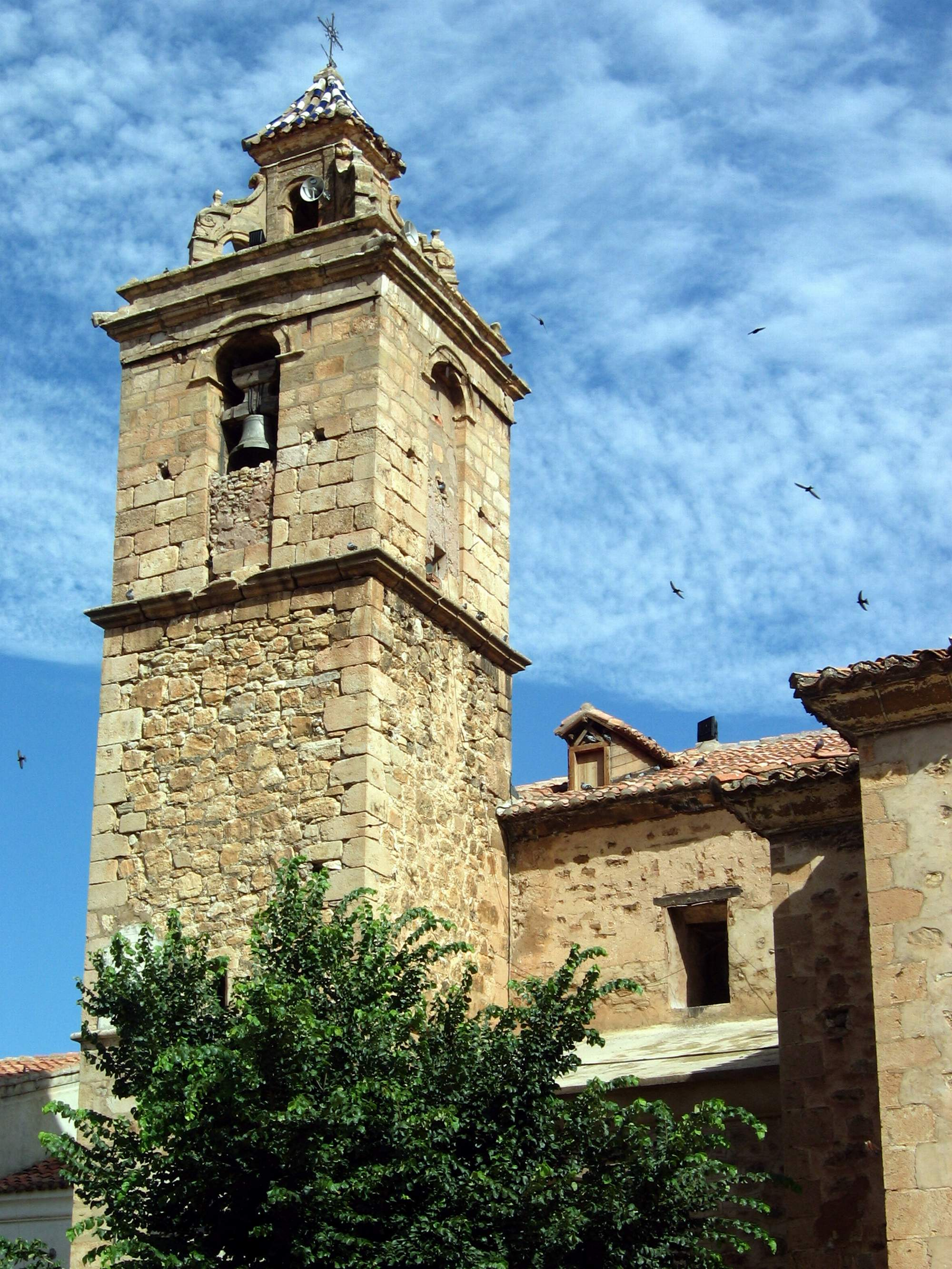
Detall de la torre campanar de la parroquial de la Pobla de Sant Miquel (Ademús), any 2004
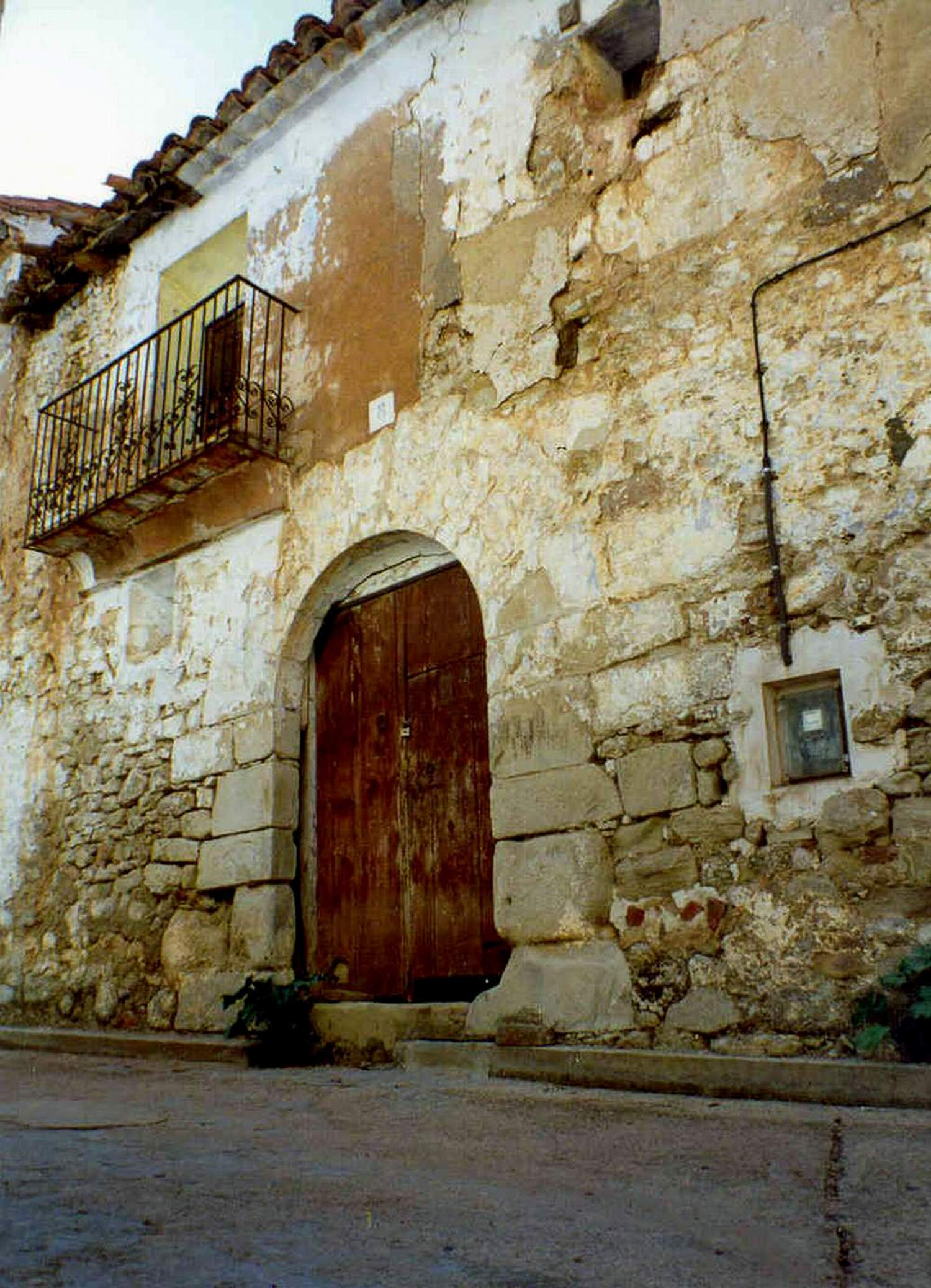
Vista frontal de la façana de l'antiga Casa Abadia de la Pobla de Sant Miquel (Ademús), any 2004
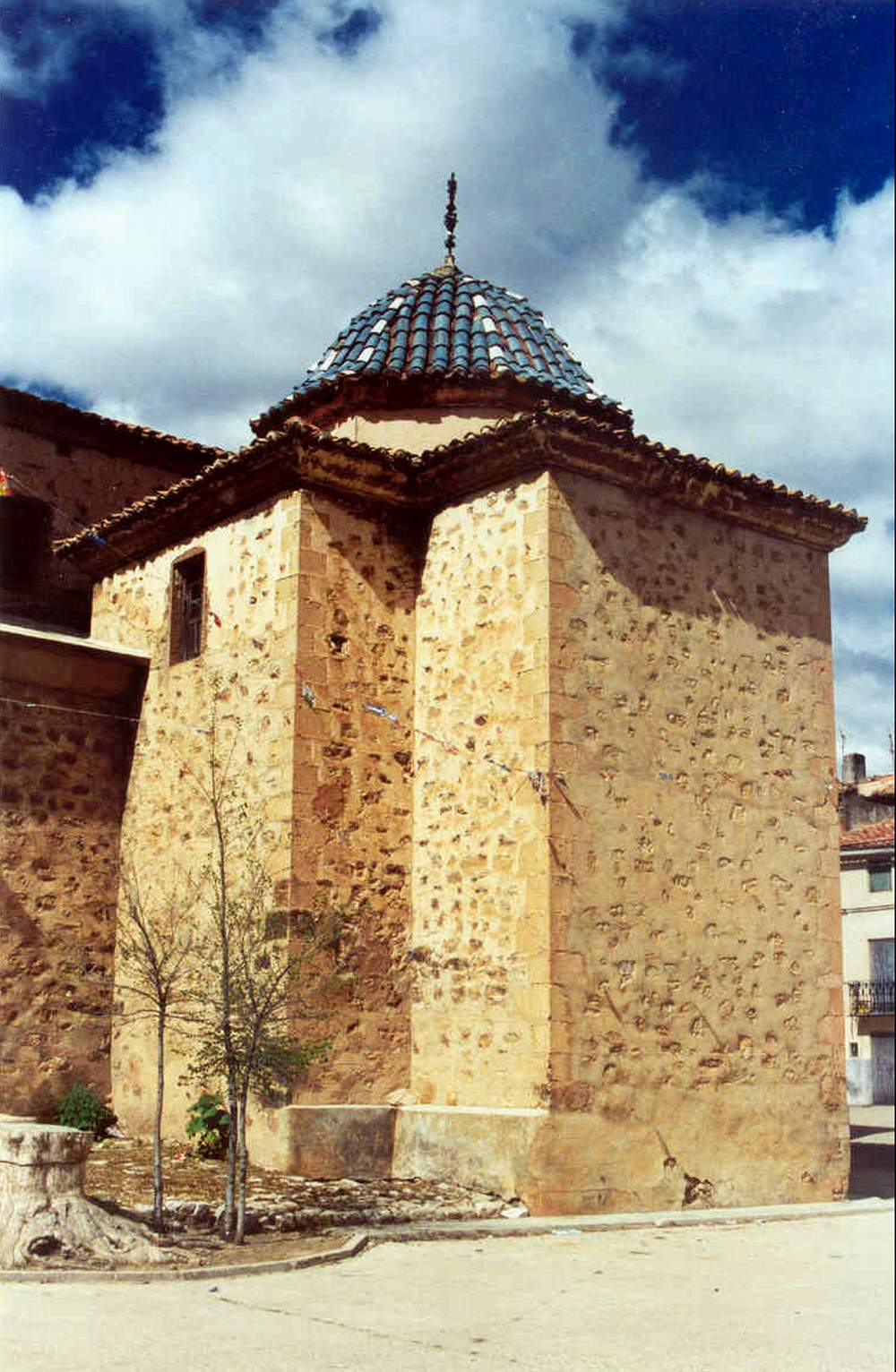
Detall d'arquitectura tradicional de la façana de l'església parroquial de la Pobla de Sant Miquel (Ademús), amb detall de la capella de la Comunió, any 2004

### Torre Baixa

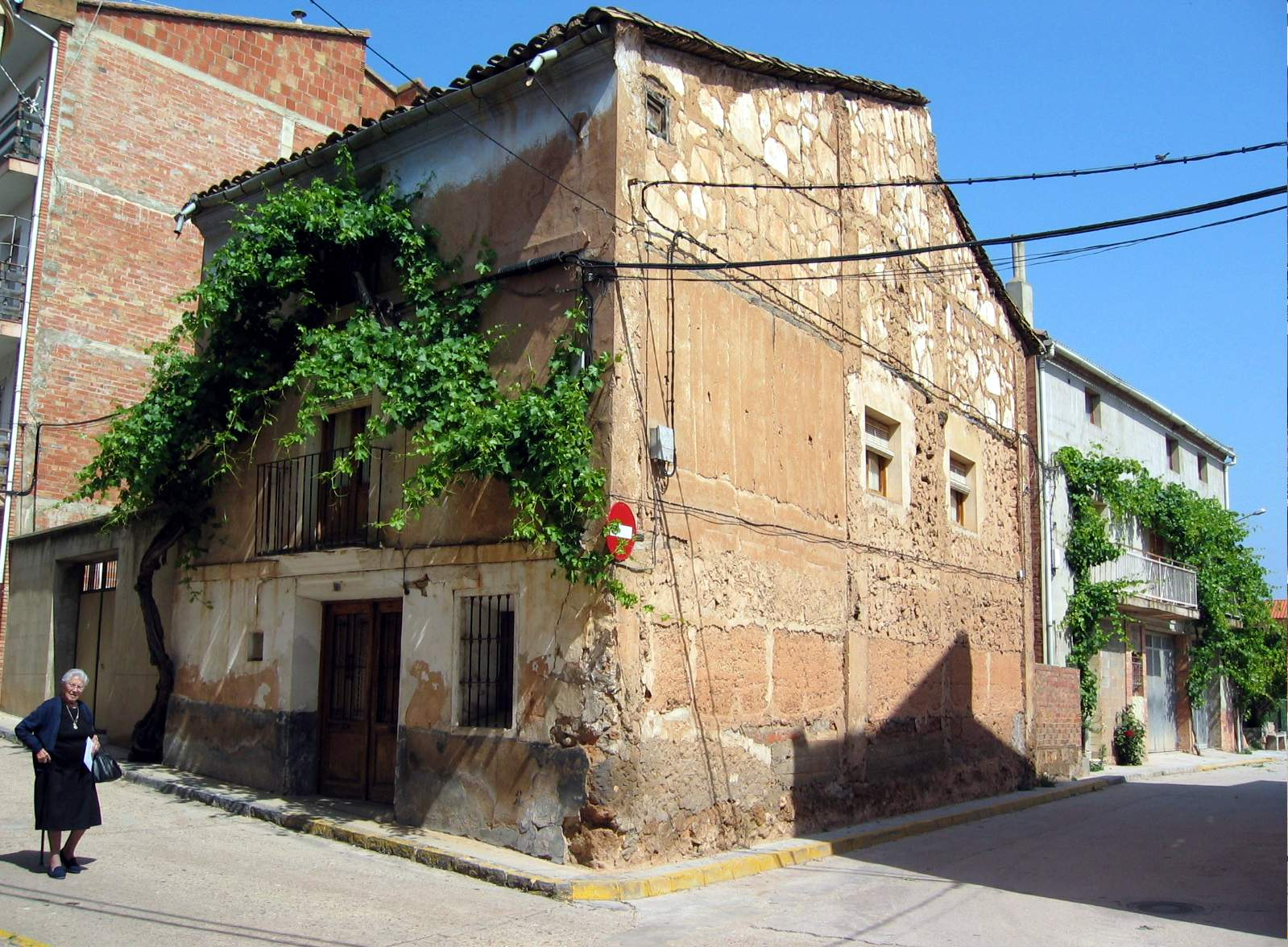
Construcció tradicional a Torre Baixa (València), amb detall de maçoneria i tàpia a la part baixa del mur lateral i encofrat de lloses en l'alta, any 2003
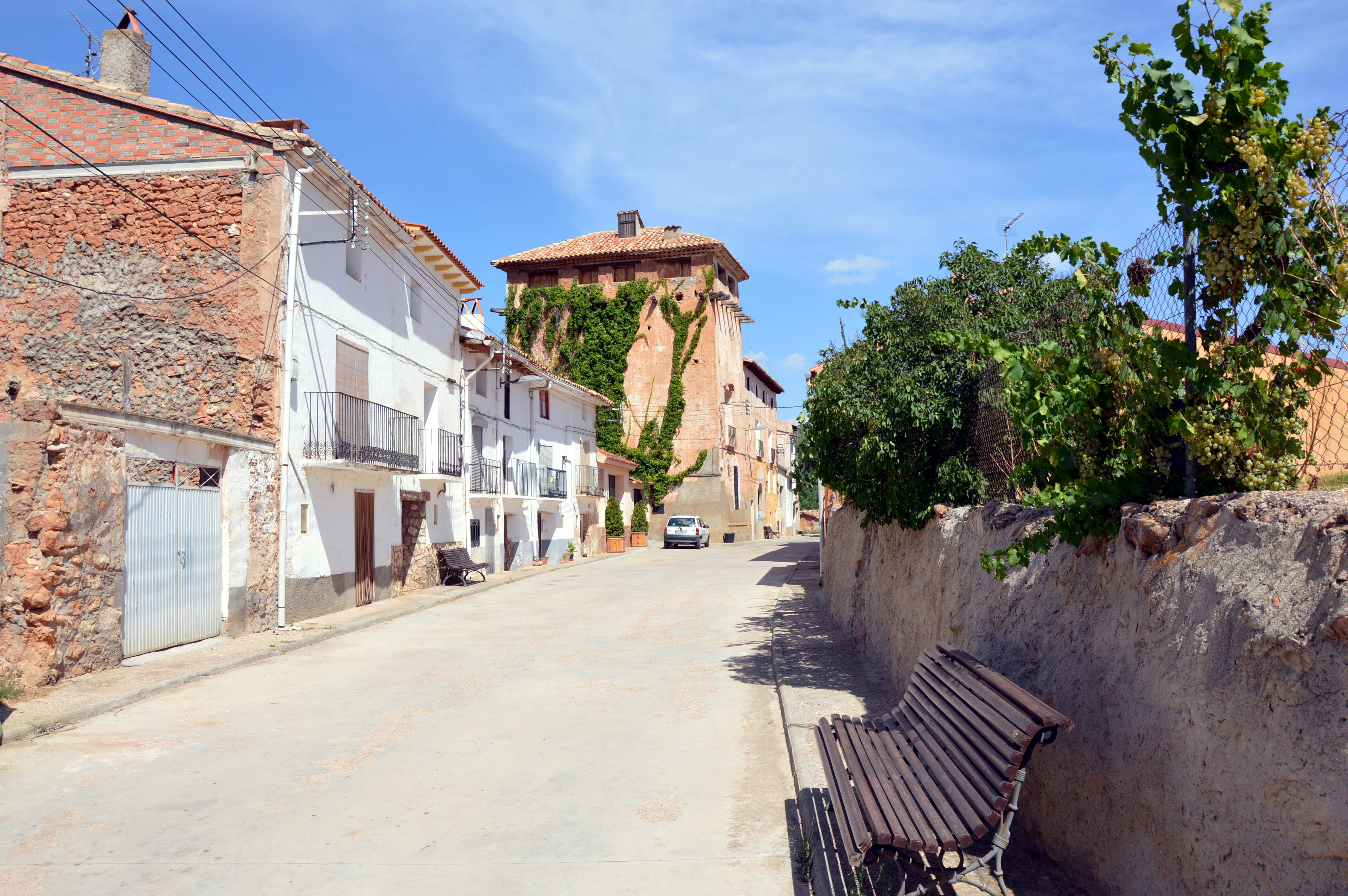
Vista de construccions vernacles rehabilitades, amb façanes arrebossades i emblanquinades al carrer del Remei a Torre Baixa (Ademús), i la torrassa dels Garcés de Marcilla al fons, any 2016
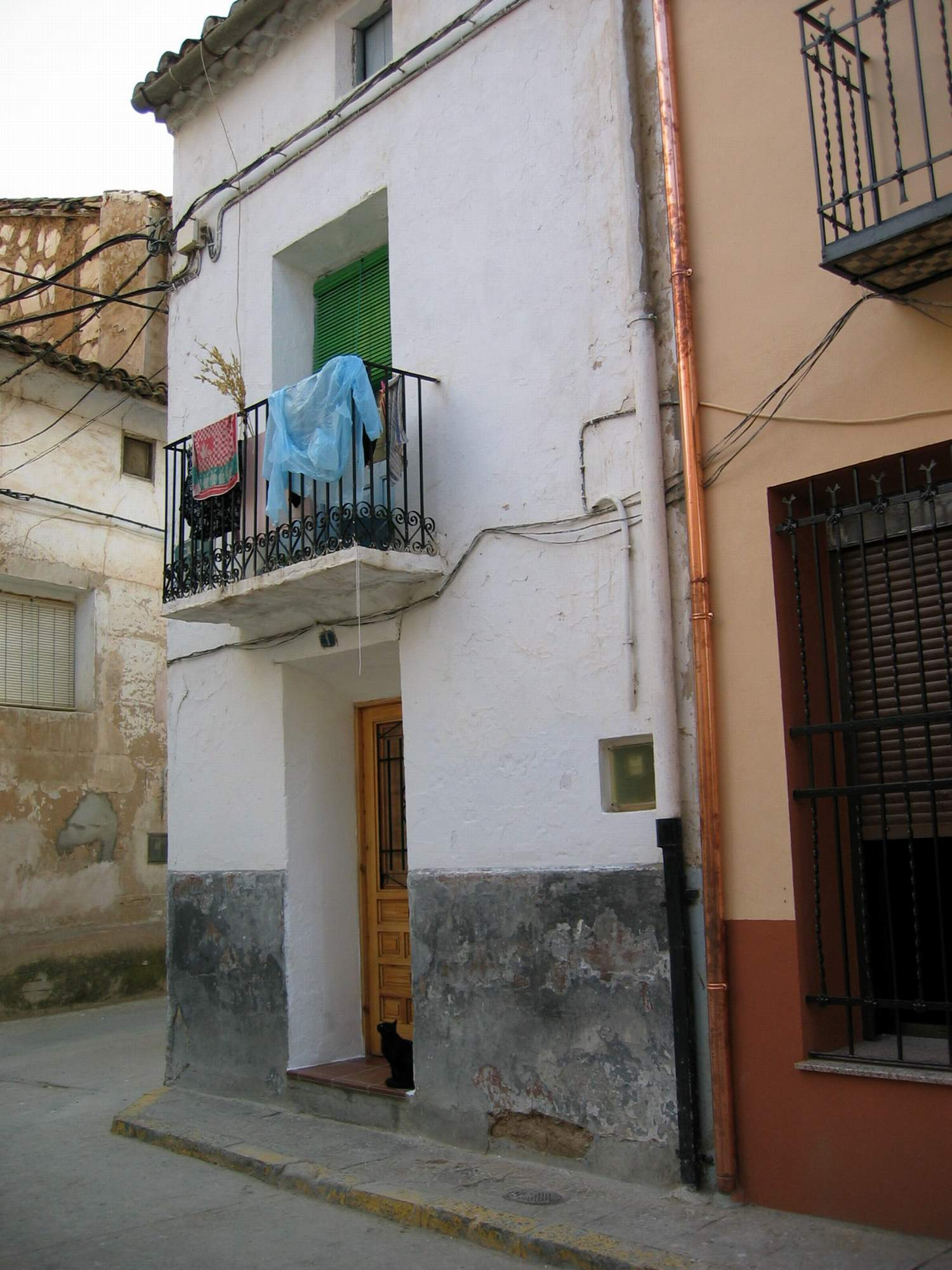
Construccions tradicionals a Torre Baixa, amb les façanes arrebossades i emblanquinades, any 2003

### Vallanca

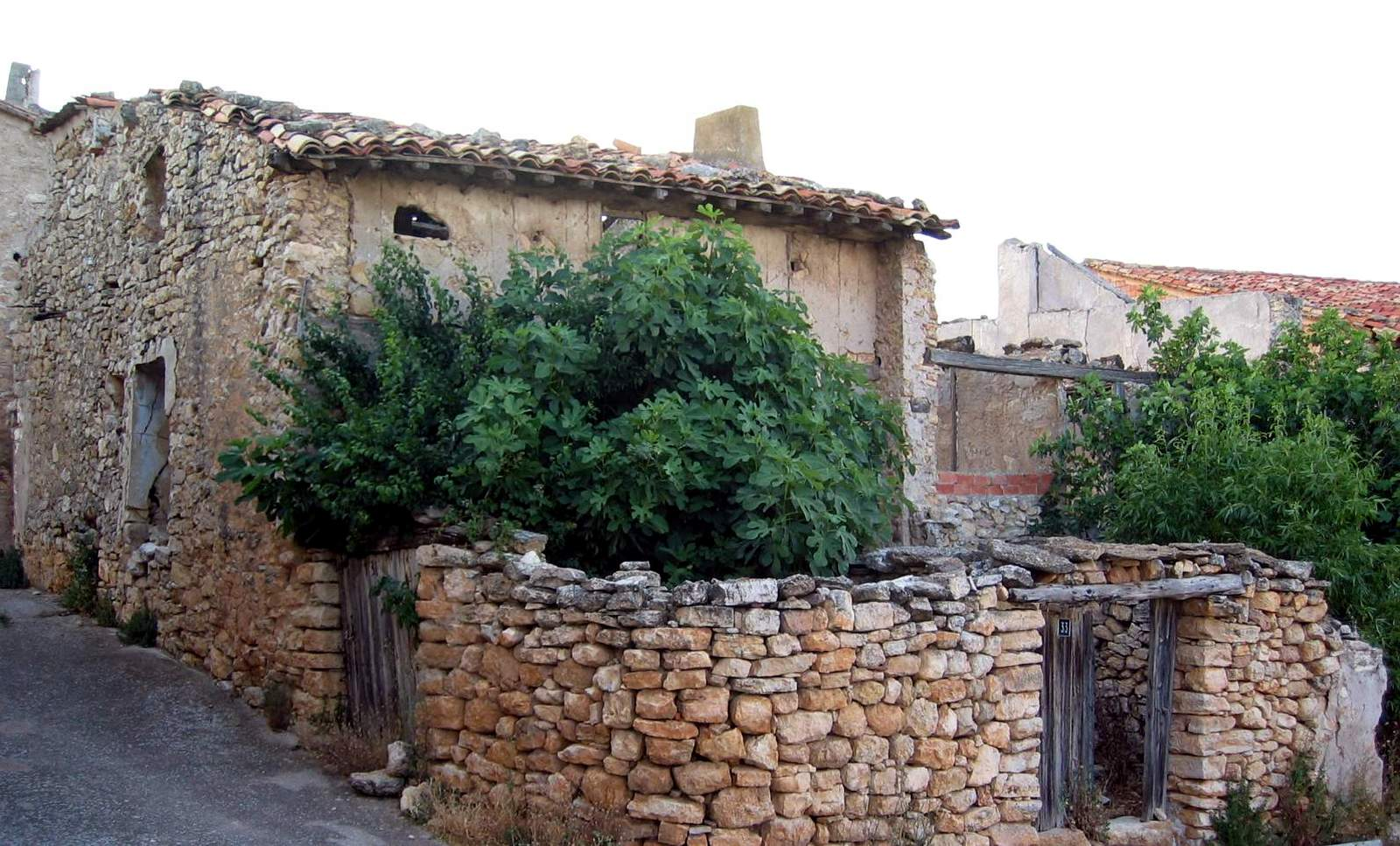
Construcció tradicional a Negrón, Vallanca (Ademús), ja desapareguda, any 2006
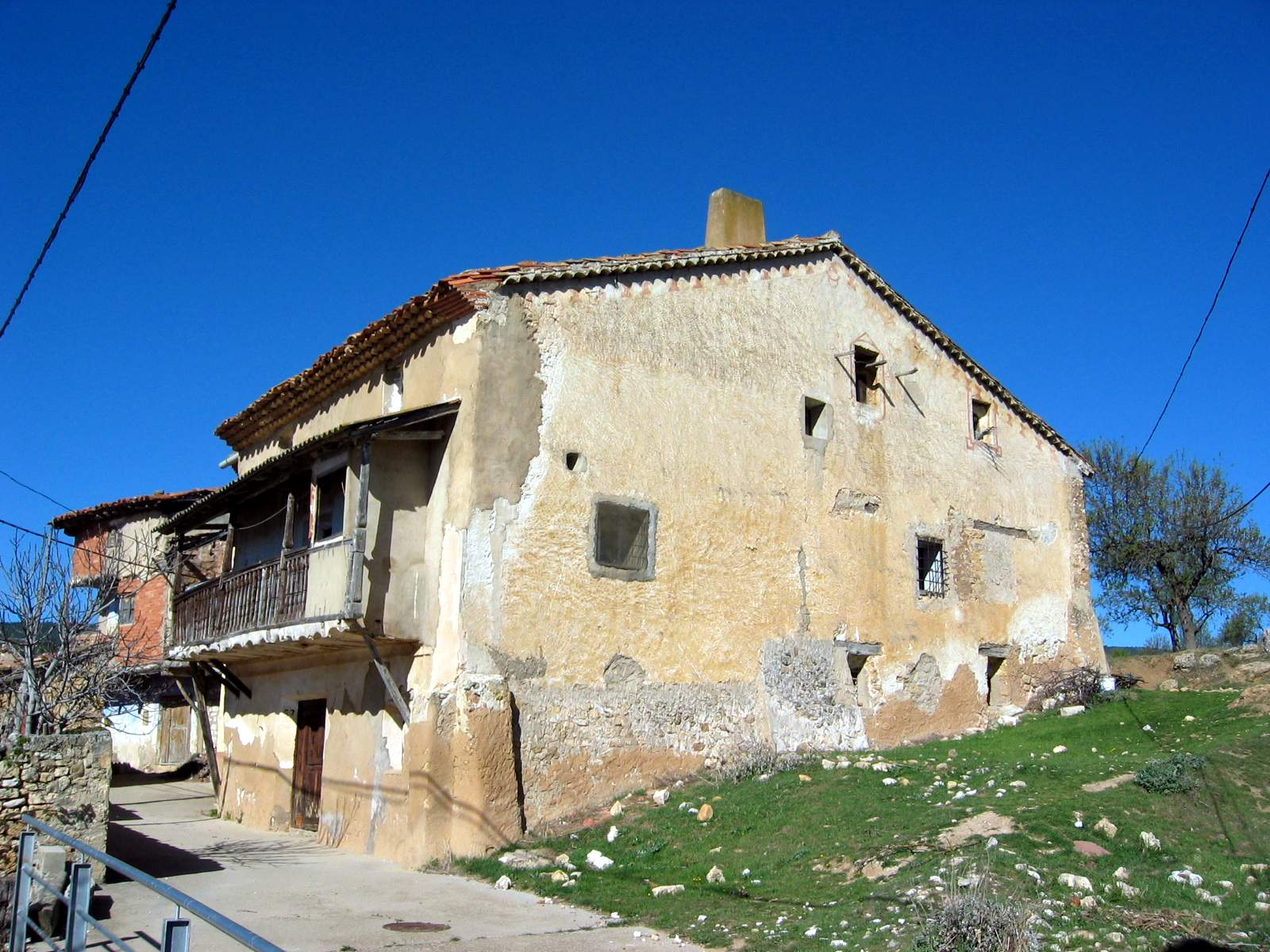
Construcció tradicional a Negrón, Vallanca (Ademús), amb detall de balconades, any 2006
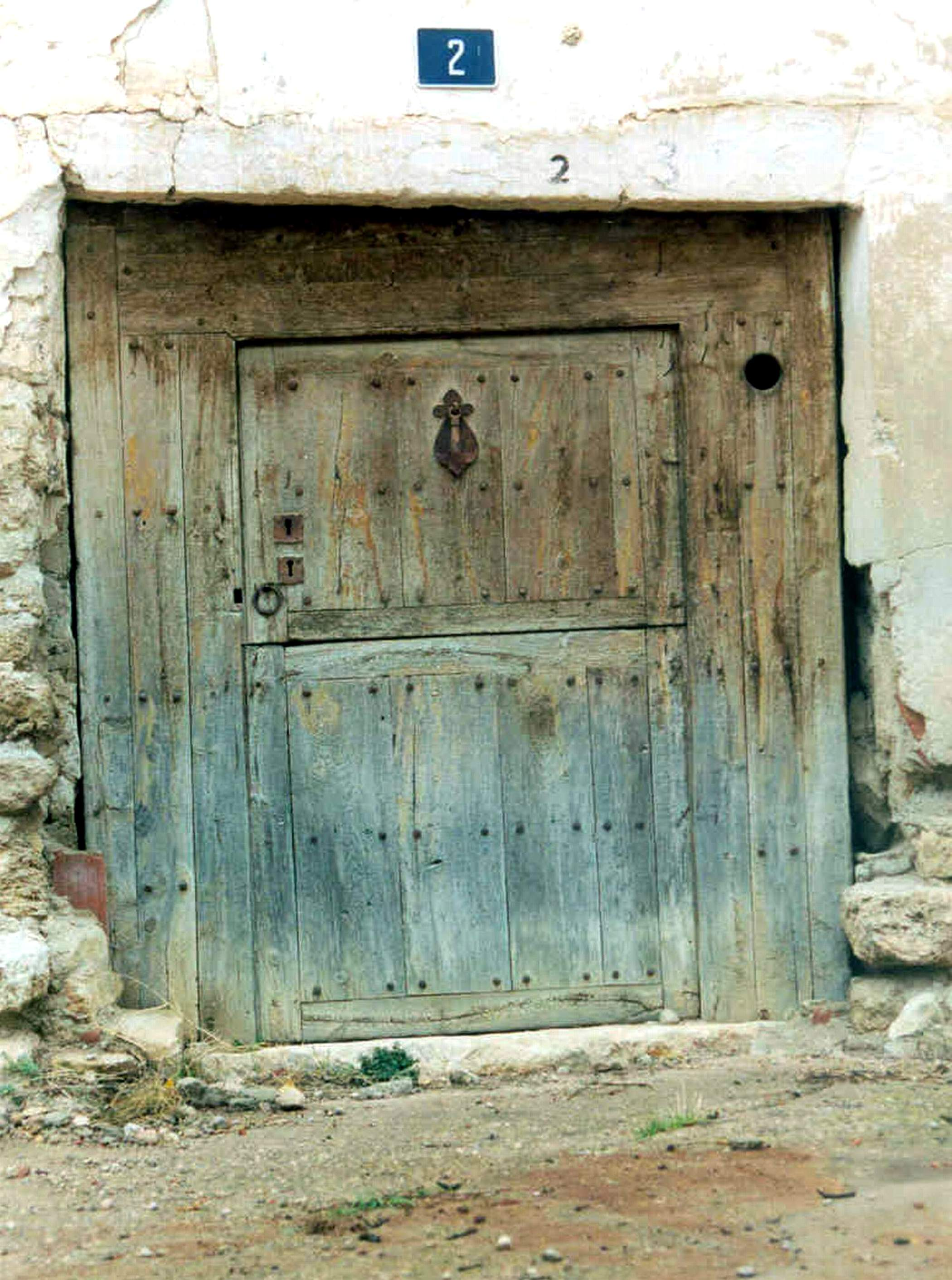
Construcció vernacla a Vallanca (Ademús), amb detall de porta, any 2005
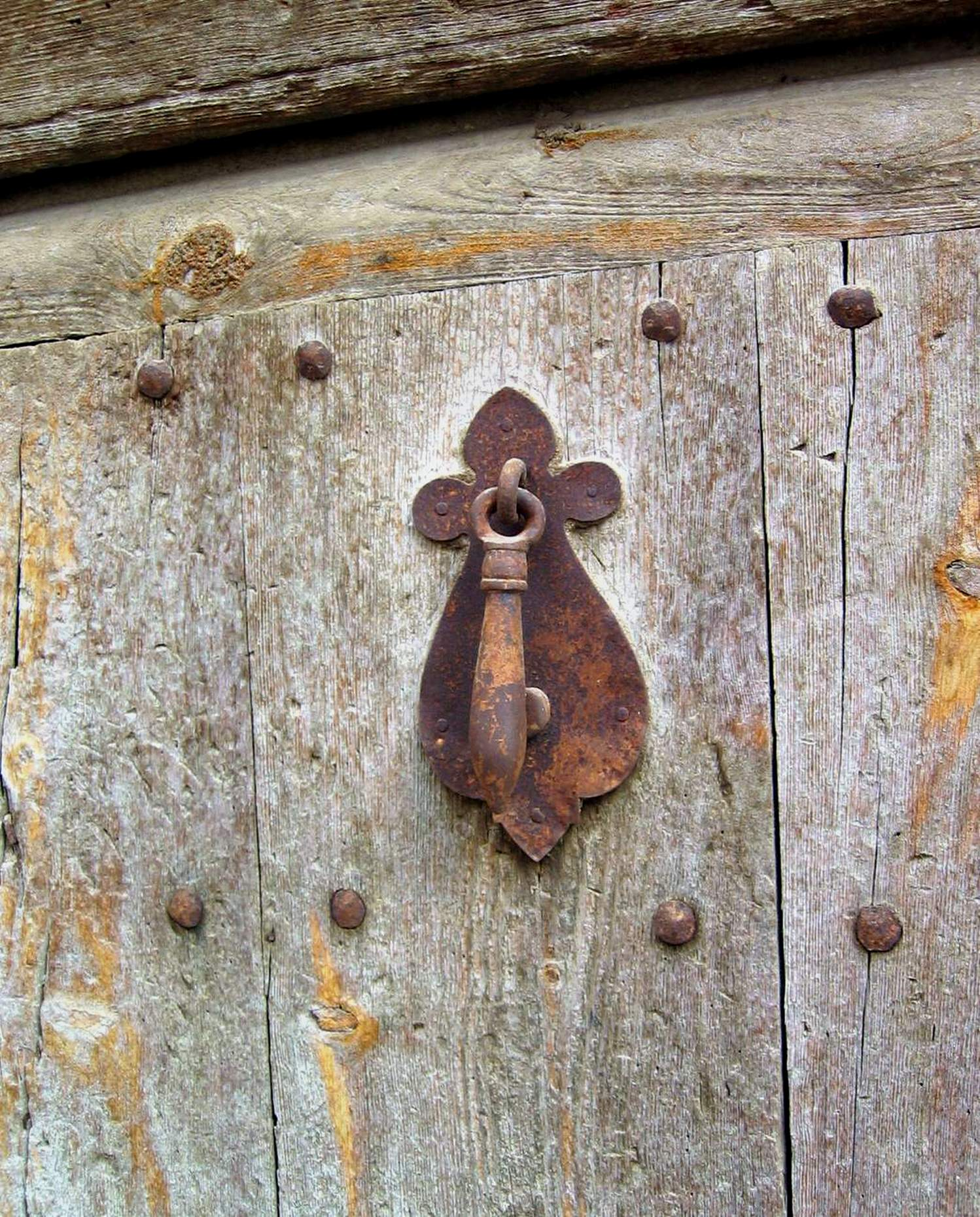
Detall de picaporta a la porta d'una construcció tradicional a Vallanca (Ademús), any 2005
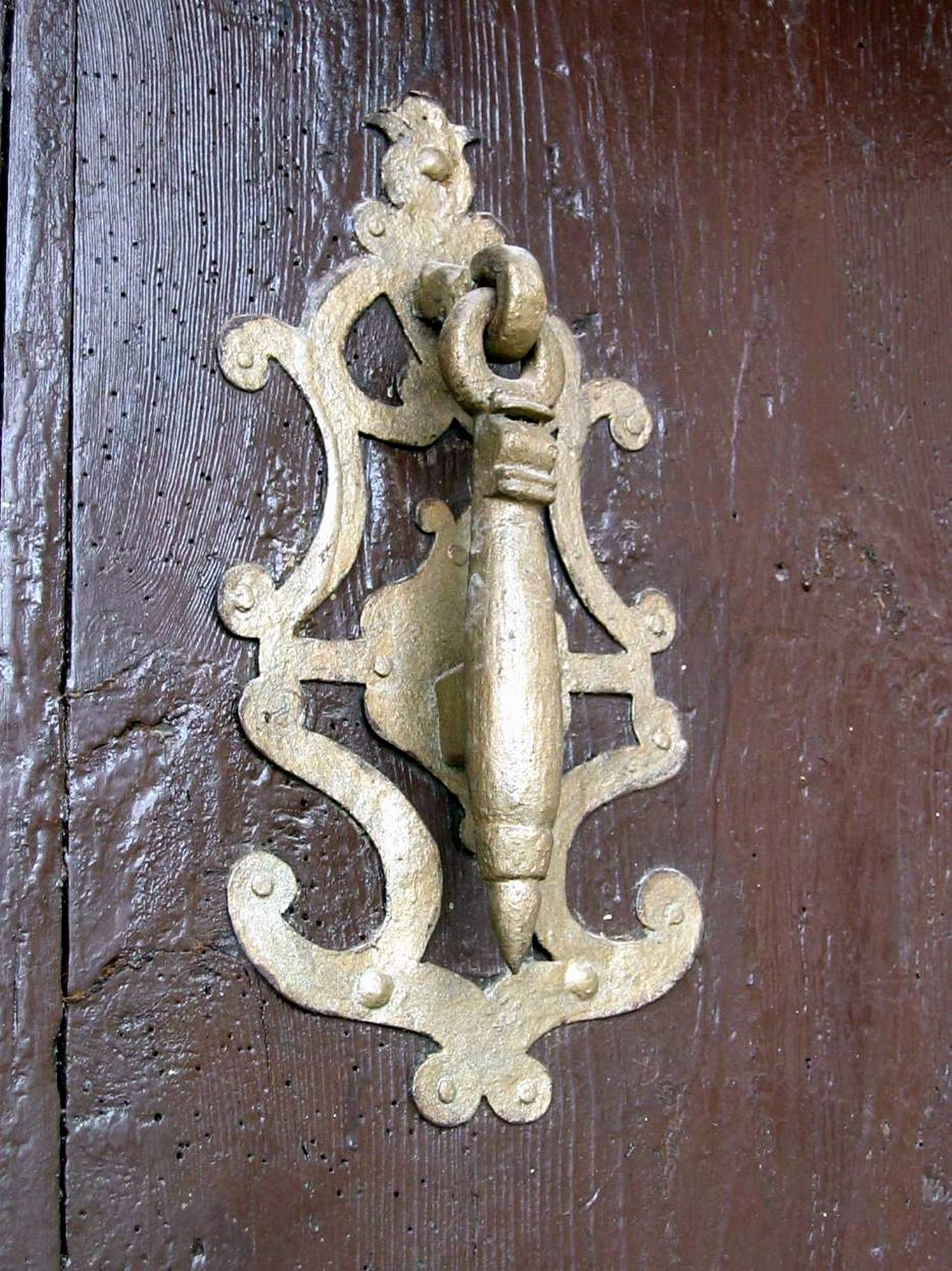
Detall de picaporta a la porta d'una construcció tradicional a Vallanca (Ademús), any 2005